# Nagy-Britannia és Írország várai és kastélyai

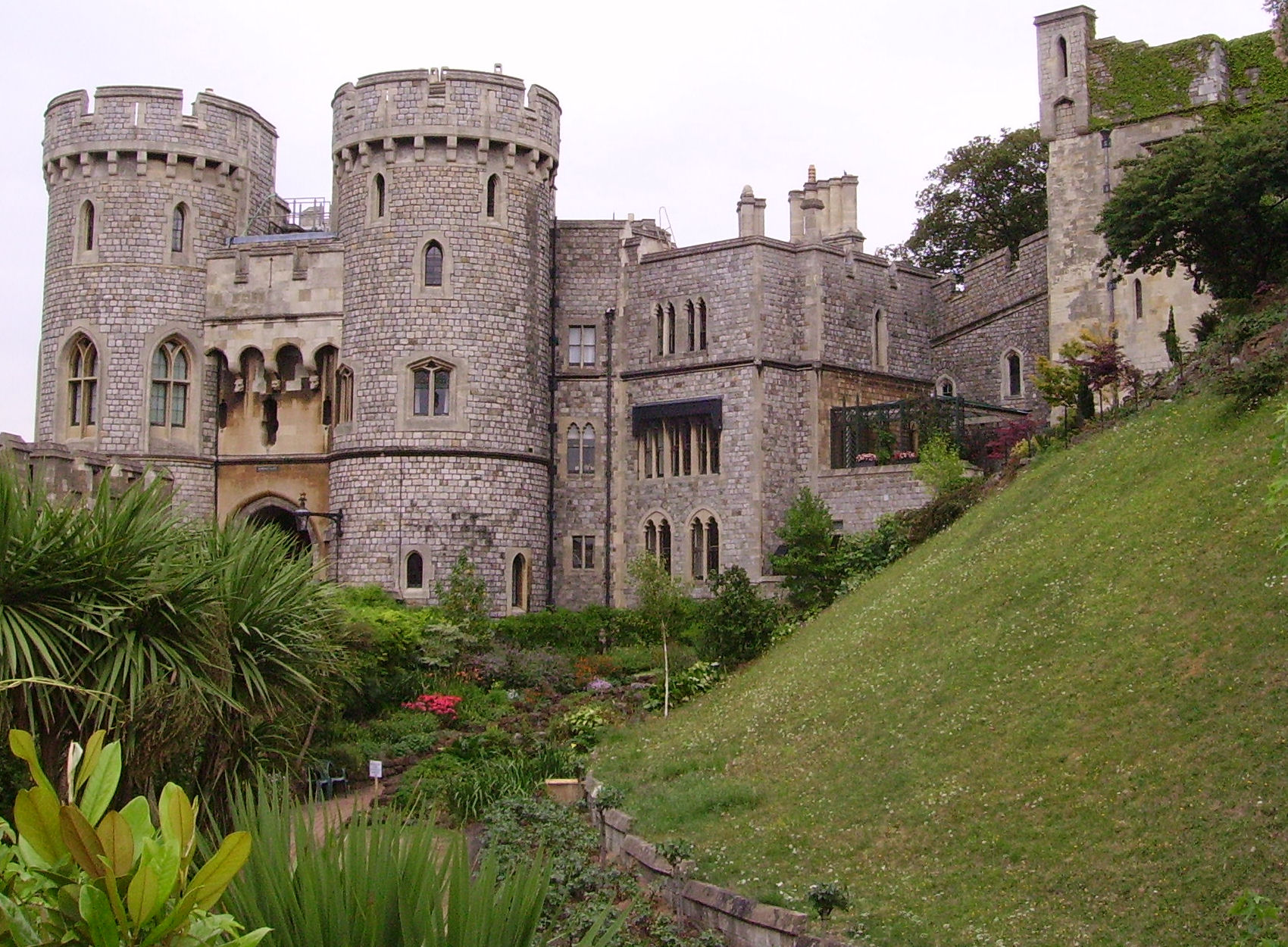
Windsor kastélya, Anglia

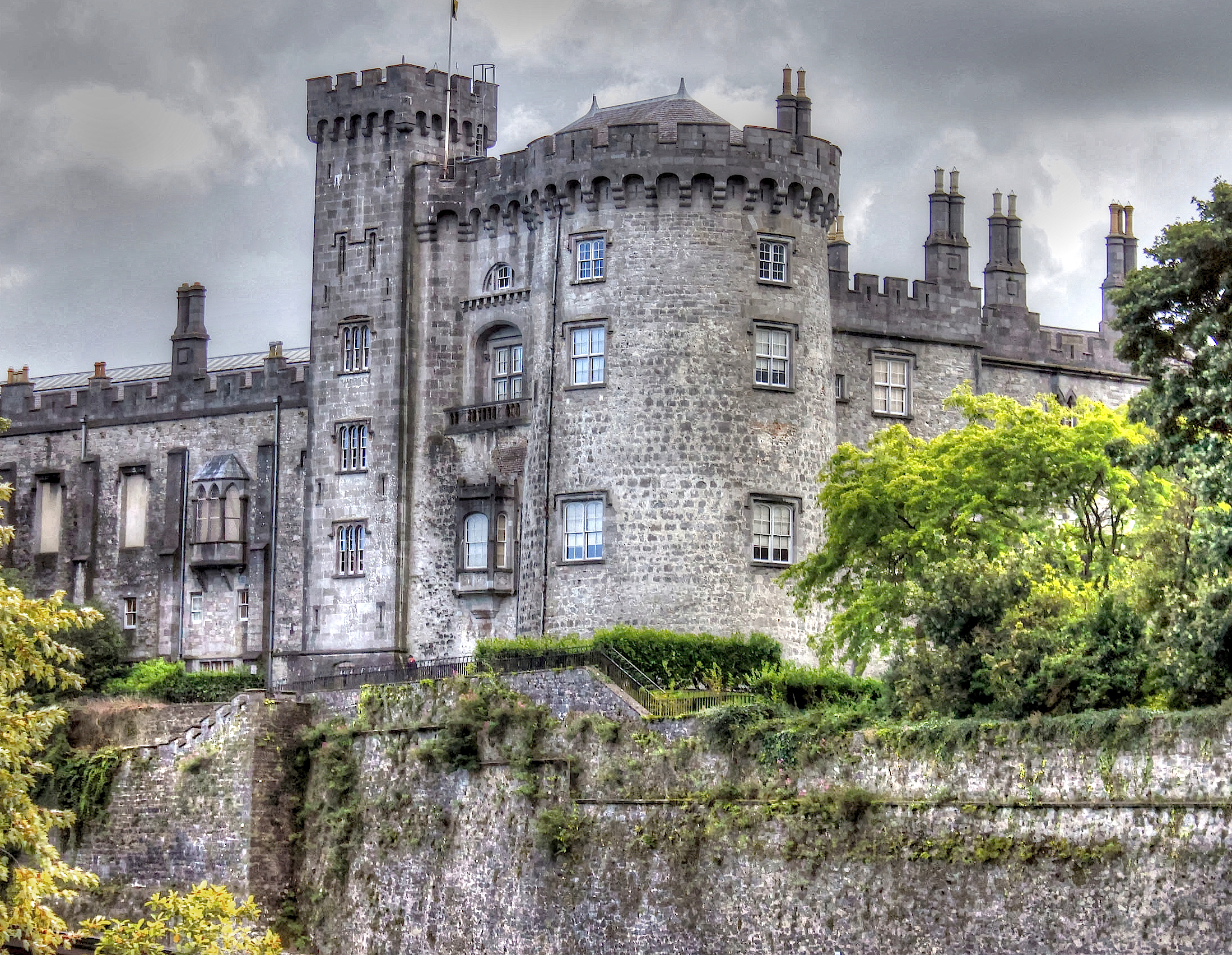
Kilkenny várkastélya, Írország

Nagy-Britannia és Írország várai és kastélyai fontos katonai, gazdasági és társadalmi szerepet játszottak a két ország történelme során. Első megjelenésük a normannoknak köszönhető, akik 1066-ban hódították meg Angliát. A normann invázió előtt, az 1050-es években Angliában is építettek néhány várat, de a hódítók kezdtek nagy számban motte-and-bailey, valamint ringwork típusú erődöket építeni azzal a céllal, hogy az újonnan elfoglalt területeken megszilárdítsák hatalmukat. A 12. század során egyre több kővárat emeltek, ezek jellegzetes kör alaprajzú tornyai katonai és politikai szerepet is betöltöttek. A királyi várak feladata a kulcsfontosságú városok és gazdaságilag nélkülözhetetlen erdők felügyelete volt, míg a főúri várak a normann nemesek hatalmas birtokainak ellenőrzését szolgálták. I. Dávid a 12. század elején angol-normann urakat hívott Skóciába, hogy segítségükkel megerősítse hatalmát az olyan lázadó területek fölött, mint amilyen Galloway is volt. A normannoknak köszönhetően az új technológia szélesebb körben is terjedni kezdett, az ország déli területein egyre több faerőd épült. Amikor II. Henrik az 1170-es években elfoglalta Írországot, itt is megjelentek az első mai értelembe vett várak.
A 12. században a várak nemcsak egyre kényelmesebb lakhellyé váltak, hanem védelmi rendszerük kialakítása is egyre bonyolultabbá vált. Ez nemcsak megnövelte az ostromok hosszát, hanem egyre bonyolultabbá is tette azokat. Míg Írország és Wales az angol fejlődést követte, III. Sándor halála után Skóciában a nagyobb várakat felváltották a kisebb lakótornyok. A későbbiekben a lakótornyok építése Írországban és Észak-Angliában is elterjedt. Észak-Walesben I. Eduárd a walesiek legyőzése után egy sor katonailag erős várat építtetett. A 14. századra a legtöbb vár a katonai védelem mellett parkosított kerttel és udvarral körülvett, fényűző lakhelyet is biztosított.
A középkor folyamán számos királyi és főúri vár elnéptelenedett, állapotuk hanyatlásnak indult. A 15. század végére már csupán párat tartottak karban, melyek fő feladata a környező területek védelme volt. Angliában és Skóciában néhányat reneszánsz kastéllyá alakítottak át, amelyekben pompás lakomákat és ünnepségeket tartottak, ezeket azonban kizárólag a királyi család és a leggazdagabb társadalmi rétegek látogathatták. Jóllehet, már a 14. század óta használtak lőfegyvereket a várak védelméhez, a 16. században vált világossá, hogy azokat az ostromlók is hatékonyan bevethetik. A parti erődöket megerősítették, hogy ellenállóbbak legyenek a tüzérségi fegyverekkel szemben, a század végére azonban ismét megcsappant a karbantartásukra szánt tőke. A Brit-szigeteken az 1640-es és 1650-es években végigsöprő társadalmi és vallási konfliktusok Angliában ismét megnövelték a várak jelentőségét. A középkori szerkezeteket korszerű védelmi rendszerekkel erősítették meg, aminek köszönhetően nem egy közülük több ostromnak is sikeresen ellenállt. Írországban ostromhoz először 1649-ben Oliver Cromwell alkalmazott nehéztüzérséget. A helyi elmaradott várakkal szemben ez rendkívül hatékonyan működött, így azok katonai használata hamar abbamaradt. Skóciában az oly népszerű lakótornyok nem tudták felvenni a harcot a modern fegyverekkel érkező támadók ellen, azonban a nagyobb várak, például Edinburgh, sokáig kitartottak. A polgárháború végén számos várat szándékosan leromboltak, hogy később ne használhassák őket.
Az ezt követő századokban a várak katonai szerepe folyamatosan csökkent. Skóciában, valamint a fontosabb határterületek mentén pár erődben helyőrséget alakítottak ki, néhány közülük még a második világháború idején is működött. Máshol egészen a 19. századig börtönöket működtettek. A 18. század elején egy időre a palladianizmus háttérbe szorította a középkori várromok művészeti jelentőségét, később azonban újra népszerűvé váltak Angliában, Skóciában és Walesben. A 18. és 19. században rengeteget felújítottak, átalakítottak. Ezek sokszor hatalmas károkat okoztak az értékes romokban és történelmi emlékekben, aminek következményeként a Brit-szigeteken ma már valamennyi várat és kastélyt törvény véd. Ma elsősorban turisztikai látványosságként használják őket, és megőrzésük a nemzeti műemlékvédelem fontos része.
A brit és ír várak a mai napig számos tudományos művet szülnek, míg a folyamatos régészeti feltárások és levéltári kutatások további ismereteket szolgáltatnak a várak keletkezésének és fejlődésének részleteiről.

## Normann invázió

### Angolszász erődítmények
Nagy-Britannia és Írország várépítészetét elsősorban Anglia normannok általi meghódításától tartják számon. A normannok érkezése előtt az angolszászok úgynevezett burh-okat építettek, melyek a 9. században alakultak ki Wessexben. Ezek legtöbbje, különösen a városias területeken, inkább erődített kerületként jellemezhetőek, mint magán lakóépületekként, így az ilyen építményeket általában nem is sorolják a várak közé. A vidéken létesített burh-ok kisebben voltak és többnyire egy fából épített csarnokból álltak, fallal és a fal mentén sorakozó egyéb épületekkel körülvéve. A bejáratnál tornyot emeltek (burh-geat), ennek azonban egyértelműen ceremoniális funkciója volt. Annak ellenére, hogy az ilyen burh-ok viszonylag biztonságosak voltak, inkább ünnepi feladatokat láttak el. Az 1050-es években épült néhány vár Angliában, valószínűleg a Hitvalló Eduárd szolgálatában álló normann lovagoknak köszönhetően. Bizonyosan ezek közé tartozik a herefordi és claveringi, valamint valószínűleg a Ewyas Harold-i és doveri vár.

### A normann hódítás

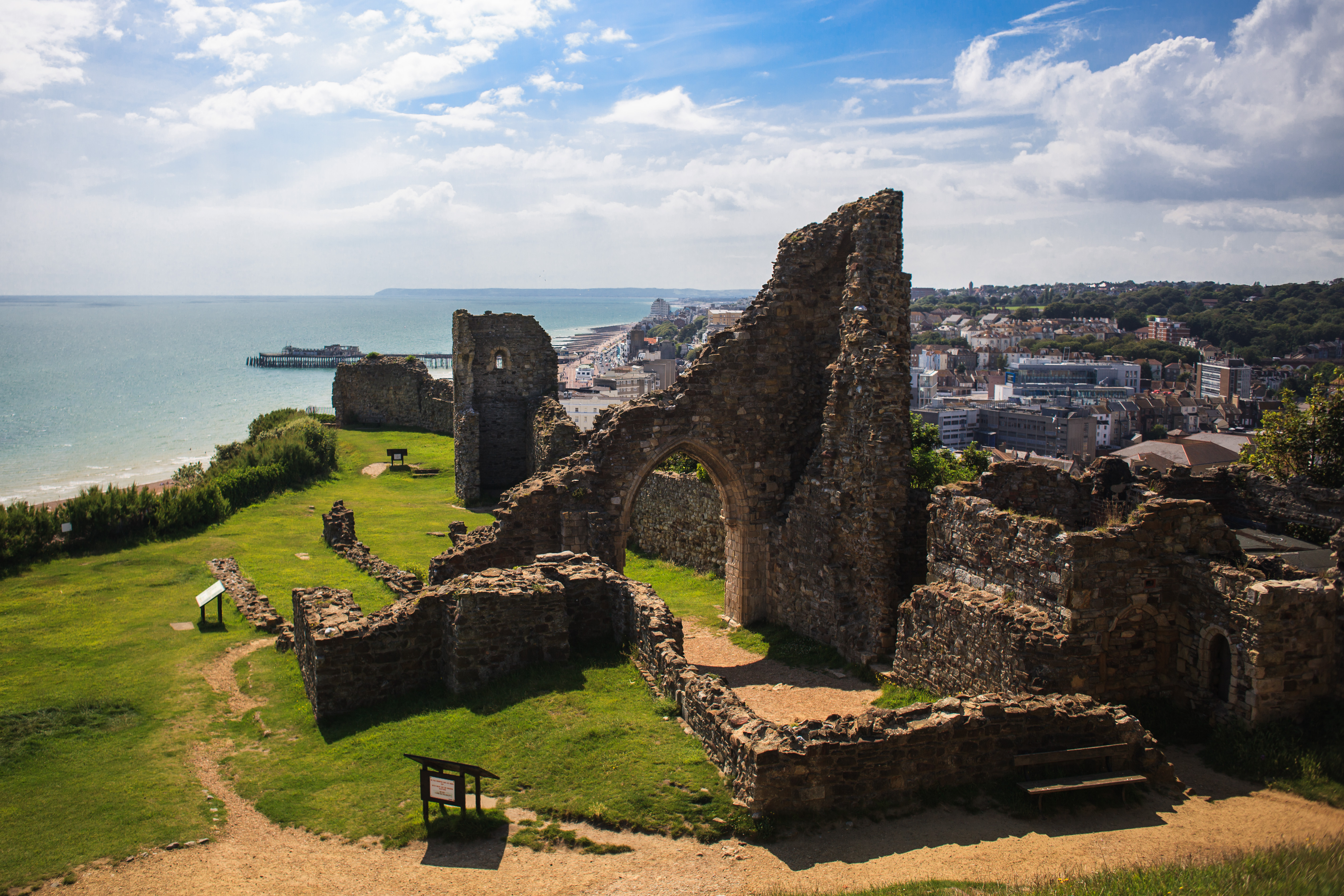
A Hódító Vilmos által alapított hastingsi vár

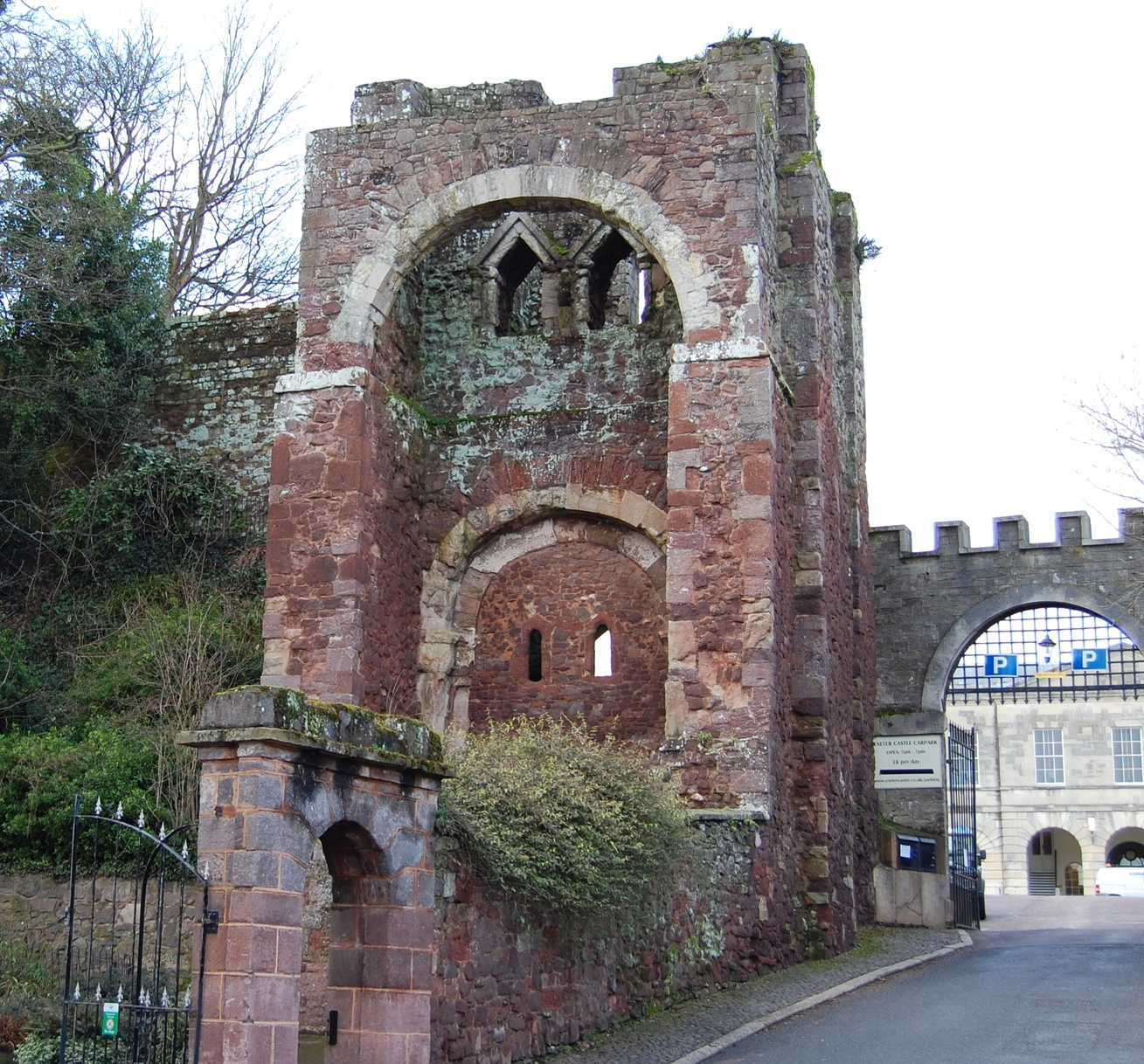
Az exeteri vár kaputornya ma

Amikor Hódító Vilmos 1066-ban betört Angliába, szinte azonnal erődöt építtetett Hastings mellett, amely biztosította utánpótlásának útvonalát. A győztes hastingsi csata után a normannok három szakaszra bontható várépítésbe kezdtek. Vilmos először királyi erődítmények alapítását rendelte néhány stratégiailag kulcsfontosságú területen. Ez az intézkedés az angliai városok feletti ellenőrzés megszilárdítására irányult, valamint az egyes területek közötti összeköttetést is biztosította. A program részeként épült meg többek között a cambridge-i, huntingdoni, lincolni, nottinghami, warwicki és yorki vár is. A király a várak kétharmadát városokban alapította, főleg olyanokban, amik egykori angolszász pénzverdéknek adtak helyet. Az építkezéshez fel tudták használni a már meglévő városfalakat és erődítményeket, azonban a megfelelő helyigényt többnyire házak lebontásával tudták csak biztosítani. Ez sok helyen jelentős károkat okozott, Lincolnban 166, Norwichban 113, míg Cambridge-ben 27 házat kellett lerombolni. Néhány vár ezek közül szándékosan fontos helyi épületre, például a burh-okra vagy a helyi nemesség termeire épült. Elképzelhető, hogy külső formájukat a korábbi épületekről mintázták – ilyen például az exeteri vár kaputornya, ami nagyon hasonló a korábbi angolszász burh tornyára. Ezen lépésekkel feltehetően a helyi lakosságban akarták erősíteni a tudatot, hogy mostantól az új normann uralkodónak tartoznak alázattal.
A várépítés második és harmadik szakasza jellemzően a főurak és alacsonyabb rangú lovagok újonnan szerzett birtokainak erődítését foglalta magába. Az új birtokok szétosztása nagyban befolyásolta a leendő várak helyét. Néhány jelentős területen a király több birtokot is adományozott hű emberinek, mint például Sussex megye hat rape-je, vagy Chester, Shrewsbury és Hereford grófságai. Ezen területek a Normandiával való megfelelő kapcsolatért, illetve a walesi határvidékek biztonságáért feleltek. Éppen ezért itt a bárói várak szoros láncot alkottak, míg a belsőbb, stratégiailag kevésbé fontosabb országrészben a nemesi birtokok, és így váraik is, sokkal elszórtabban helyezkedtek el. Ahogy a normannok betörtek Dél-Walesbe, több várat is felépítettek, míg a szomszédos grófságok nagyobb erődeit támaszpontként használták.
A normann nemesség által Angliában és a walesi határvidéken alapított várak elhelyezkedését nem stratégiai tervezés, hanem a helyi körülmények, hadi szempontok, meglévő birtokrendszer és az egyházi birtokok szerkezete alakította ki. A legtöbbjük a régi római utak mentén épült, ami ekkor még mindig az ország legfontosabb úthálózatát alkotta. Emellett több erődítmény a folyók belföldi kikötőiben vagy a tengerparton, általában a tengeri kikötőkben, folyótorkolatokban épült fel. Néhány esetben szorosan egymás mellé építettek várakat, hogy azok egymást biztosítsák, erősítsék. Littledean Camp, Glasshouse Woods és Howle Hill Camp például Gloucester környékének és várának védelmi rendszerét alkotta. London körül egymástól kb. egynapi járásra épültek fel erődítmények, amik egyfajta védőgyűrűként szolgáltak a város körül. Ennek a rendszernek volt része többek között a mai windsori kastély is. A korabeli várépítésben néhány helyi jellegzetesség is megfigyelhető: viszonylag kevés erődítmény épült Anglia keleti részén az ország nyugati feléhez vagy a walesi határvidékhez képest. Ennek magyarázata lehet, hogy ez a vidék viszonylag rendezettebb és gazdagabb volt, kevesebb rendelkezésre álló jobbággyal és robottal.
Mai becslések szerint a normannok egyidejűleg csupán 500-600 várat használtak a hódítás utáni időszakban. Néhány hamar elnéptelenedett a harcokat követően, míg máshol, főleg a nyugati határ mentén, újakat létesítettek.

### Építészet

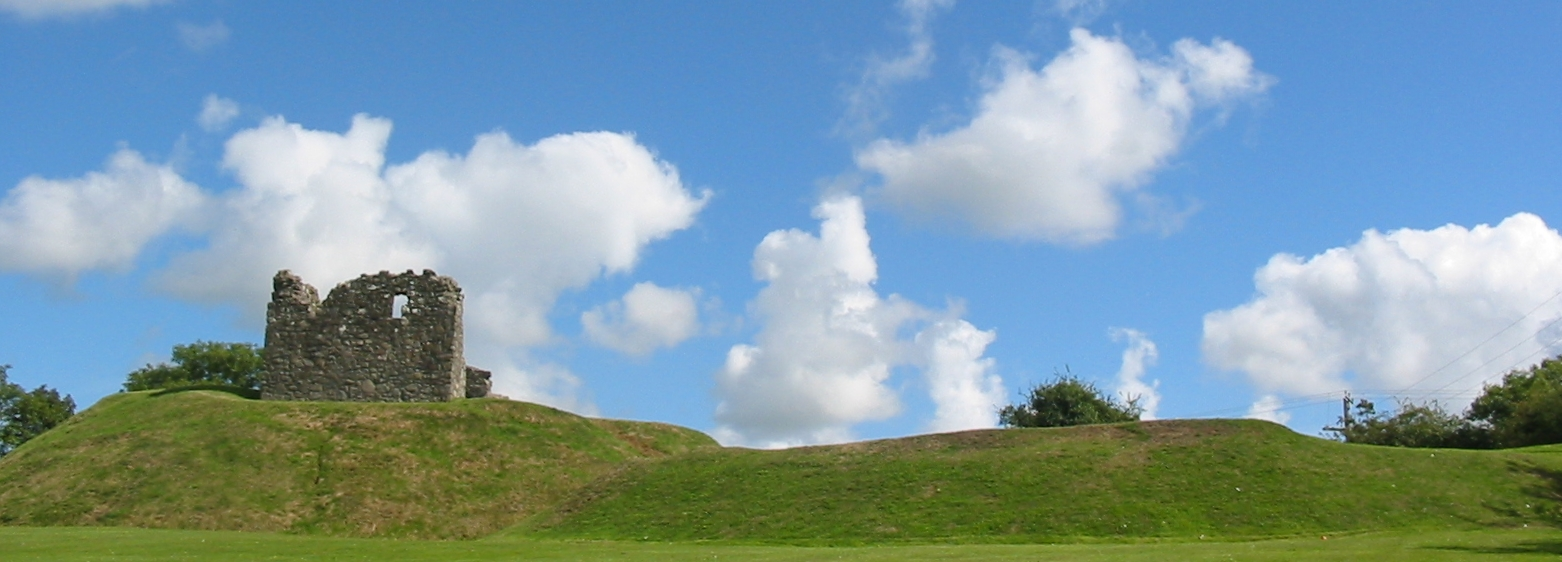
Normann motte-and-bailey Down megyében, Észak-Írországban

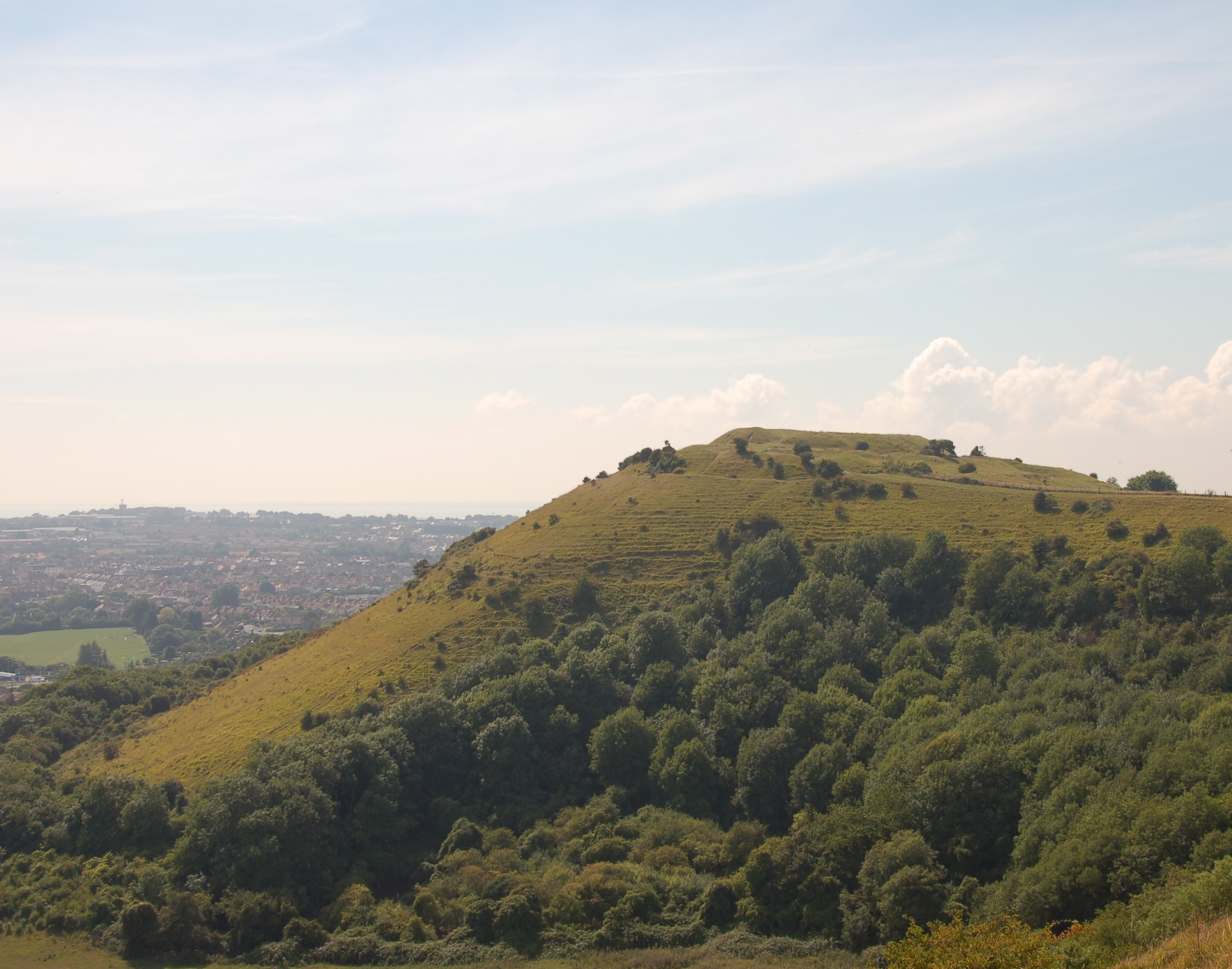
A ringwork típusú folkestone-i vár

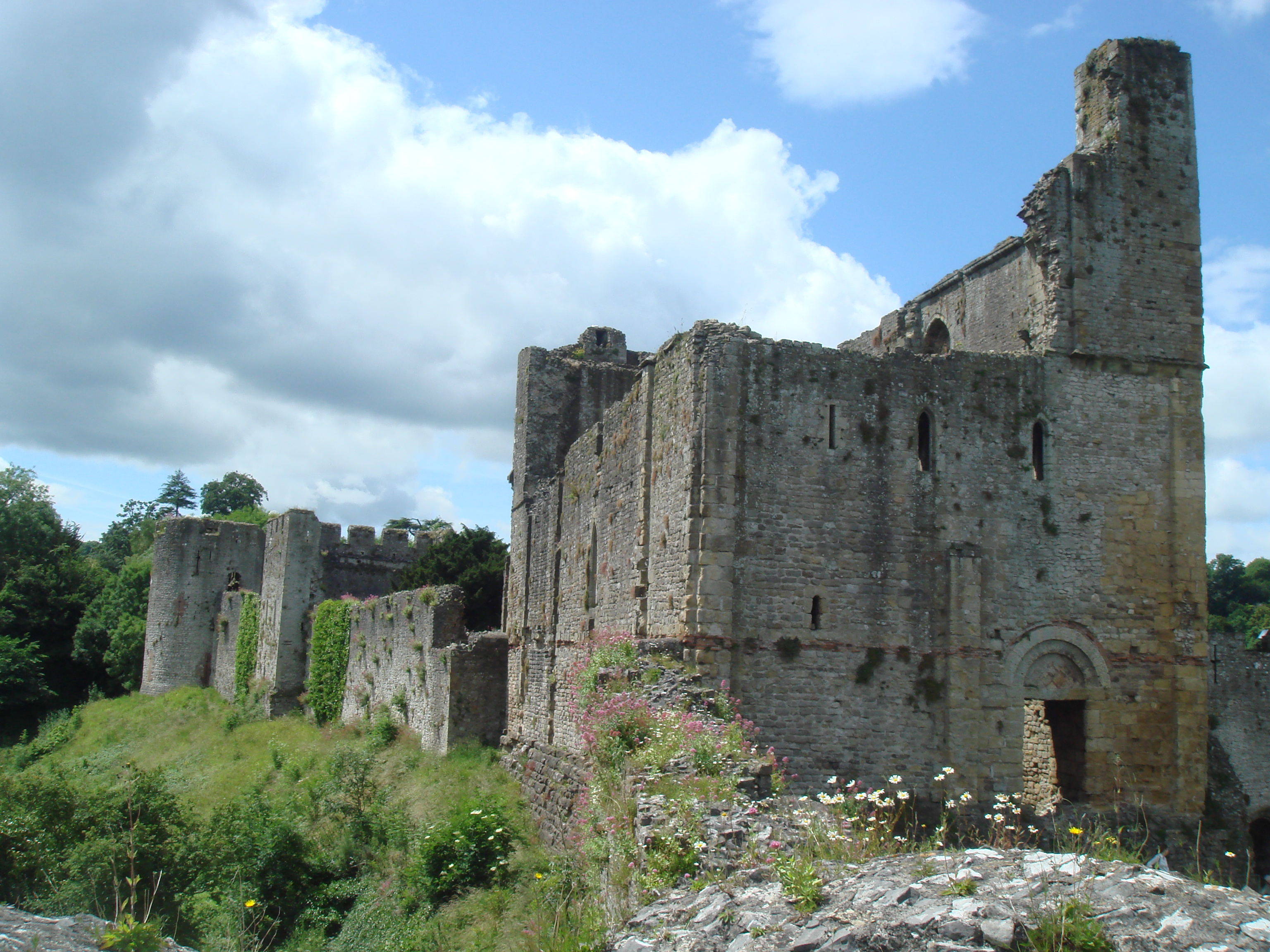
A walesi chepstowi vár román stílusú öregtornya

A hódítás után épült erődítmények nagysága és formája igen széles skálán mozgott. Népszerű típus volt a földhalomvár, azaz motte (angolul motte-and-bailey). Ez egy mesterségesen felhalmozott domb (angolul motte) tetején emelt fa- vagy kőtorony, és ennek udvara volt (angolul bailey). Az építményt árokkal és sánccal védték. A korabeli motte-and-bailey egyik fennmaradt példája a staffordi vár. A másik elterjedt kialakítási mód a ringwork volt: a földet kör vagy ovális alakban halmozták fel, tetején pedig fasáncot emeltek. Így épült a folkestone-i vár is, ami olyan szempontból kivételnek számított, hogy természetes dombon állt (a kor szokásai szerint általában alacsonyabb területeken épültek várak). A normann erődítmények 80%-a motte-and-bailey típusú volt, bizonyos régiókban azonban, például Anglia délnyugati felén vagy Dél-Walesben, igen népszerűek voltak a ringworkök is. Egy elmélet ezt azzal magyarázza, hogy itt a vékonyabb talajréteg miatt ezek kialakítása sokkal könnyebb volt a nagyobb földhalomvárak helyett. Ezen két általánosan alkalmazott típust legtöbbször apróbb módosításokkal alkalmazták. Egyes földhalomvárak esetében egy dombra két tornyot emeltek, míg bizonyos ringworköket tornyokkal erősítettek meg. Az is előfordult, hogy az eredetileg ringworkként épült erődítményt később földhalomvárrá alakították át.
A normannok a hódítást követő rövid időszakban egyedül a londoni Tower Fehér tornyát és a colchesteri vár öregtornyát építették kőből. Mindkettő román stílusú és a katonai védelem mellett már az építészeti minőség is előtérbe került. Walesben a normann várépítészet első hullámának legjellemzőbb építőanyaga a fa volt, a kialakítás szempontjából pedig a földhalomvár és ringwork technikáját vegyesen alkalmazták. A chepstowi vár egyedülálló módon kőből készült, erre is nagy hatást gyakorolt a romanika. Az építkezés során a római kori Venta Silurum település romjait is felhasználták.
A várak nagyságát földrajzi adottságok, építtetői igények és a rendelkezésre álló források határozták meg. A motték méretét tekintve megkülönböztethető néhány területi eltérés, Anglia keleti részén például sokkal nagyobbakat létesítettek, mint középen vagy Londonban. Annak ellenére, hogy a földhalomvárak és ringworkök felhúzása nagy erőfeszítésbe került, építésükhöz viszonylag kevés tapasztalt mesteremberre volt szükség. A helyi birtokokon élő jobbágyok robotjával viszonylag gyorsan, akár egy évszak alatt elkészültek. A nagyobb földmunkát igénylő építmények kialakítása nagyságrendekkel nagyobb munkaerőt igényelt, így ezek vagy a király, vagy olyan hatalmas bárók számára készültek, akik rendelkeztek az ehhez szükséges forrásokkal.

## 12. század

### A várépítészet fejlődése

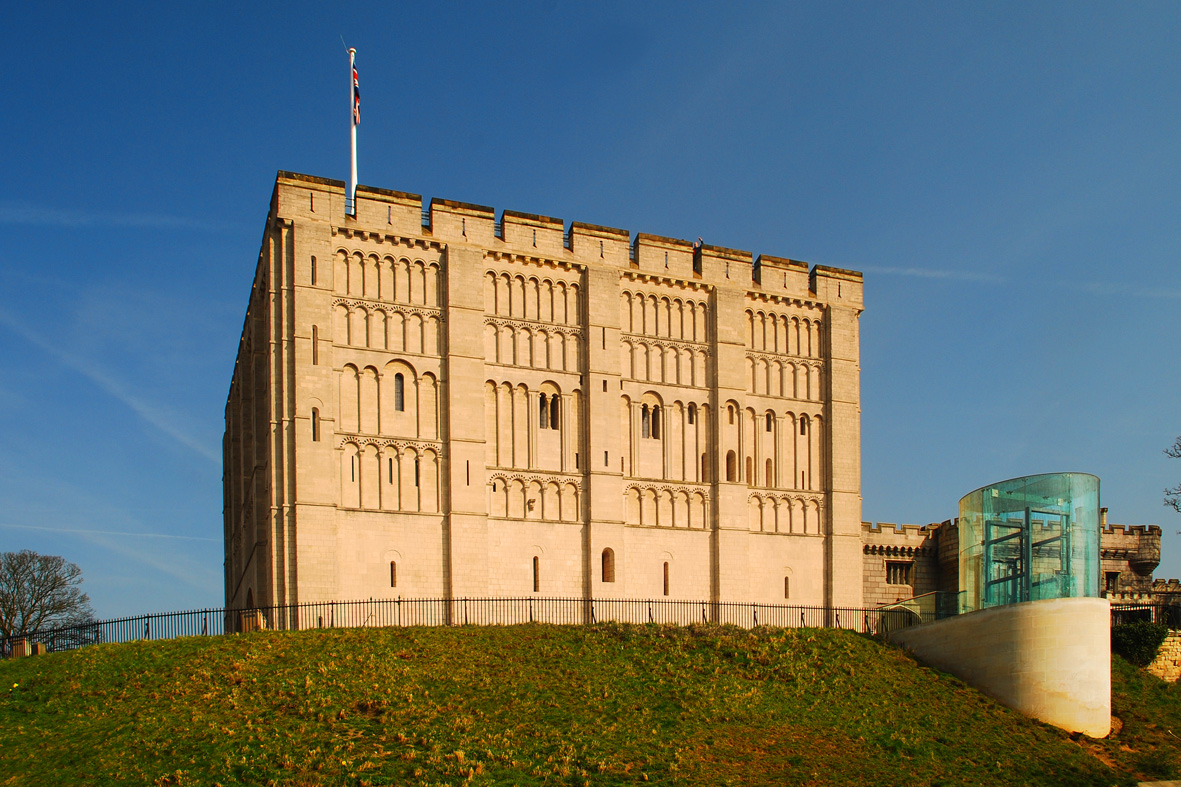
Norwich öregtornyának vakárkádos homlokzata

A 12. század elején a normannok megkezdték a favárak átalakítását, valamint új kővárakat alapítottak. A folyamat lassan indult, a század végére azonban felgyorsult. A változást eredetileg azzal magyarázták, hogy a fából készített erődítmények faanyaga hamarabb tönkrement és a tűzzel szemben is gyengébb volt, a legújabb régészeti vizsgálatok alapján azonban sok favár olyan erősnek vagy bonyolultnak bizonyult, mint kőből készült megfelelőik. Néhány erődítményt, mint például Hen Doment, még évekig nem alakítottak kővárrá, hanem helyette fából bővítették.
A kő vártornyok építése egyre népszerűbbé vált. 1100-ra még csak 10-15 készült el, ám a folyamat a 12. században is folytatódott, míg végül 1216-ra már vagy száz állt. A tornyok általában négyszögletesek voltak, a sarkokon pilasztereket alakítottak ki. Többnyire négyszintesek voltak, a bejárat a jobb védhetőség miatt az első emeleten volt. A többnyire mészkőből készült falak vastagok voltak, a doveri vár falai néhány helyen a 7 méteres vastagságot is elérik. A nagyobb vártornyok szintjeit egy belső fallal tagolták, míg a kisebbek esetében, mint például Goodrich váránál, az emeletek csupán egyetlen szűkös teremből álltak. A kőből épített vártornyok felhúzásához már szakképzett mesteremberekre volt szükség, akiknek a jobbágyokkal ellentétben már bért is kellett fizetni. Éppen ezért ezek az építmények drágák voltak, ráadásul igen lassan készültek el. A falak évente legfeljebb 3,7 métert nőttek. A scarboroughi vár öregtornya tíz évig készült, ez az építési idő a korra jellemző volt.
A korabeli öregtornyok nemcsak katonai, hanem politikai szerepet is betöltöttek. Legtöbbjük rendkívül erős volt, és bár nem volt része a vár döntő védelmi rendszerének, általában a várfal gyengébb pontjai közelébe helyezték el őket, hogy támogató tüzet biztosítsanak. Sok torony esetében azonban a katonai hatékonyság háttérbe szorult: a norwichi kastély esetében a torony falait díszes román stílusú vakárkáddal tagolták, ezen felül ünnepi kapuja és felvonulási útvonala is volt. A hedinghami vártorony belseje fényűző események megrendezésére is alkalmas volt, katonai szempontból azonban rengeteg hiányossággal küszködött. Ehhez hasonlóan Orford várának drágán felépített, háromszögletű, a bizánci palotaépítészet jegyeit magán hordozó öregtornyának védelmi szerepéről is vitatkoznak a kutatók. Az építtető II. Henrik inkább jelképes szerepet szánhatott az épületnek, mint katonai funkciót.
A 12. század egy másik fejlesztése a shell keep volt. Ezek úgy jöttek létre, hogy a motte tetején álló fatornyot lebontották és helyette kör alaprajzú, kőből készült várfalat emeltek. A falakon belül épületeket emeltek, melyek a belső udvarról nyíltak. Ennek a kialakításnak az egyik legjobb példája a Restormel-vár, ahol a tökéletesen kör alakú falak bejáratánál négyszögletes kaputornyot emeltek. A későbbi launcestoni vár falai már kissé tojásdad alakúak, azonban a kor egyik legimpozánsabb erődítménye volt. A körvárak Cornwall és Devon környékén szokatlanul népszerűnek bizonyultak. Annak ellenére, hogy a kör alak katonai szempontból előnyösebbnek bizonyult, a forma 12. századi alkalmazása a motték kerek alakjára vezethető vissza. Néhány esetben, például a windsori kastélynál a várfalak a szabálytalan motte formáját követték.

### Gazdaság és társadalom

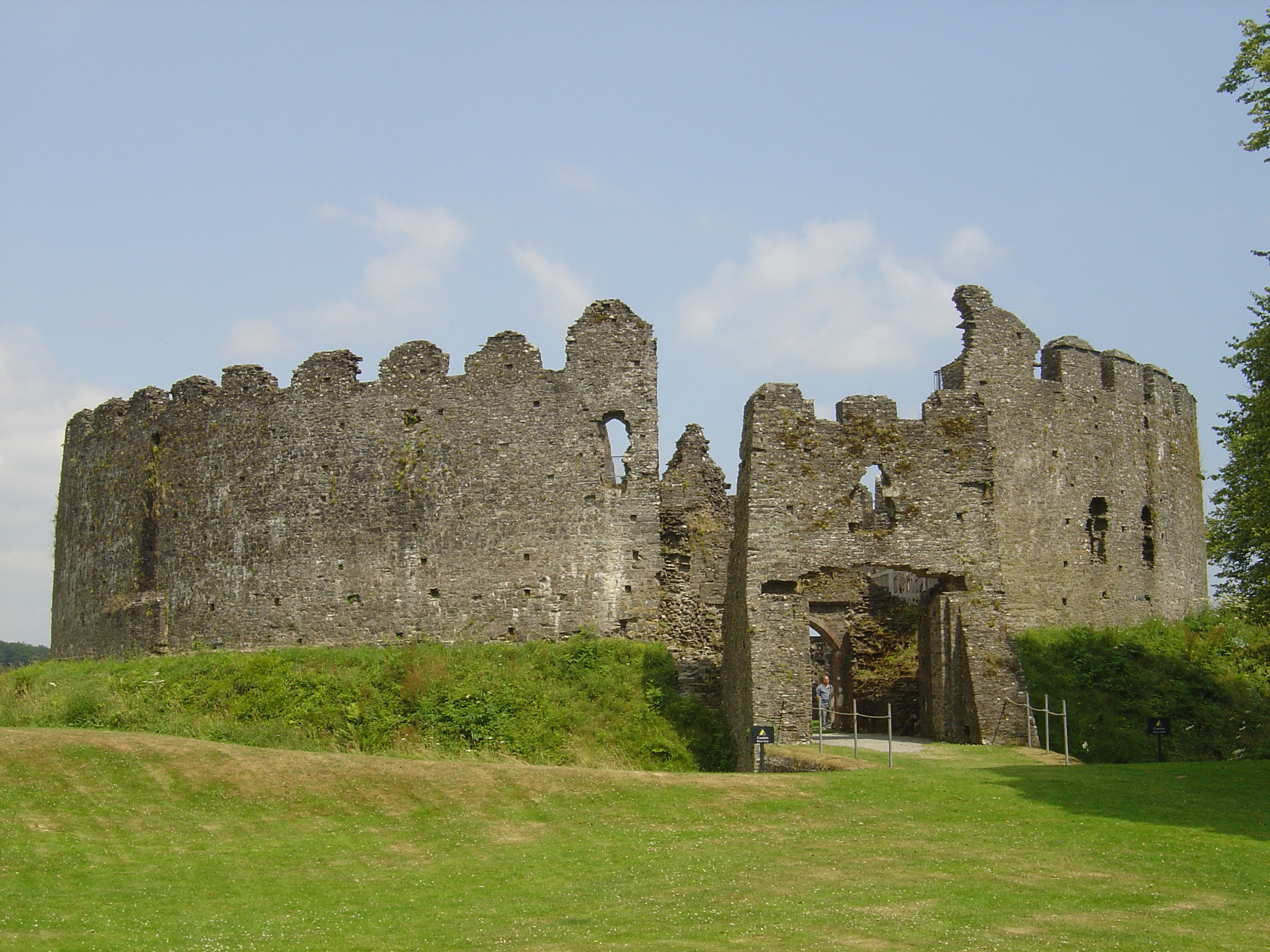
A Restormel-vár

Angliában a várak többsége vagy a királyhoz, vagy az angol-normann főurakhoz tartozott. William of Newburgh krónikás szerint a királyi várak alkották a birodalom gerincét. Ezek közül néhány főszolgabírói feladatokat is ellátott, így az egyes megyék közigazgatási központjává vált – a winchesteri vár például így lett Hampshire központja. Ezekben működött az ispán is, aki a királyi igazságszolgáltatást biztosította az adott megyében. Az ő szerepük a század végére megerősödött.
Számos királyi vár erdő vagy más kulcsfontosságú erőforrás közelében állt. A kora középkori királyi erdők különleges uralkodói hatáskörbe tartoztak. Az erdőtörvény Robert Huscroft történész szerint szigorú és önhatalmú volt, ami csak és kizárólag a király érdekeit vette figyelembe. Az erdők vadászterületeket, nyersanyagot, árut és pénzt biztosítottak. A várak közelsége két szempont miatt is fontos volt: egyrészt ezzel segítették elő a szigorú törvény betartatását, másrészt itt tárolták a javakat. A Peveril-vár a Peak-erdő és a helyi ólombánya mellett volt, St Briavels vára a Deani erdőhöz volt köthető, míg a knaresborough-i várnak, a rockinghami kastélynak és a pickeringi várnak is megvolt a maga erdeje. Anglia délnyugati részén, ahol az uralkodó felügyelte az ónbányászatot, a helyi várak, mint például Restormel, fontos szerepet kaptak az ónbányászok számára fennálló törvényszékek működtetésében.
A bárói várak változó nagyságúak és jelentőségűek voltak. Néhány az adott főúr legfontosabb erődítménye (caput) volt. Ezek általában erősebbek és nagyobbak voltak, valamint bennük kapott helyet a bárói törvényszék is. A királynak külső fenyegetés esetén joga volt bármelyik vár birtokba vételéhez és használatához. Ekkor saját emberei és személyzete is a várba költözött. Szintén a király joga volt az új várak építésének engedélyezése. A meglévő épület erődítésére és vár építésére a birtokost a licence to crenellate hatalmazta fel. A püspököknek lehetőségük volt várak építésére vagy irányítására, a devizes-i vár például Salisbury püspökéhez tartozott, ez a gyakorlat azonban alkalmanként vitatottá vált. A 12. században alakult ki Angliában és Walesben a várőrség gyakorlata. Eszerint a helyi földesúr birtokhoz jutott azzal a feltétellel, hogy bizonyos létszámú fegyverest biztosít az adott vár védelmére. Bizonyos esetekben, például Doverben ez a rendszer annyira összetetté vált, hogy az egyes tornyokat arról a családról nevezték el, akik feladata a torony védelme volt.
Az időszakban rendkívül fontossá vált a vár és a környező földek kapcsolata. Mind a királyi, mind pedig a főúri várak közül nem egy saját vadászterülettel rendelkezett. Ezek általában a várhoz tartozó falutól vagy borough-tól messzebb húzódtak, néhány várat azonban, mint például a sandali várat, saját park övezett.

### A polgárháború idején

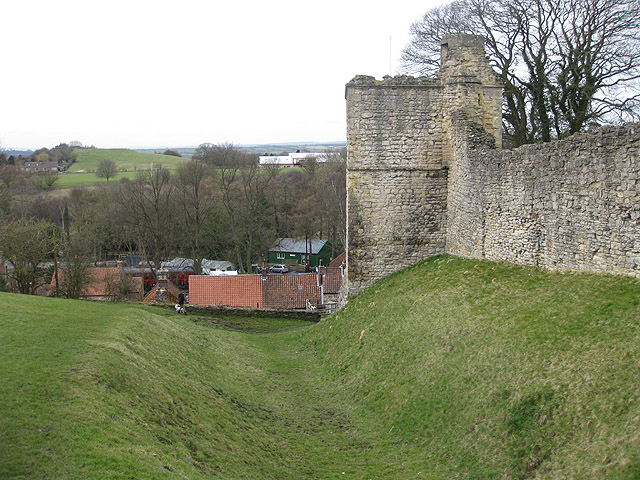
A pickeringi vár (jobbra) és az anarchia idejéből származó ellenvár (fent balra)

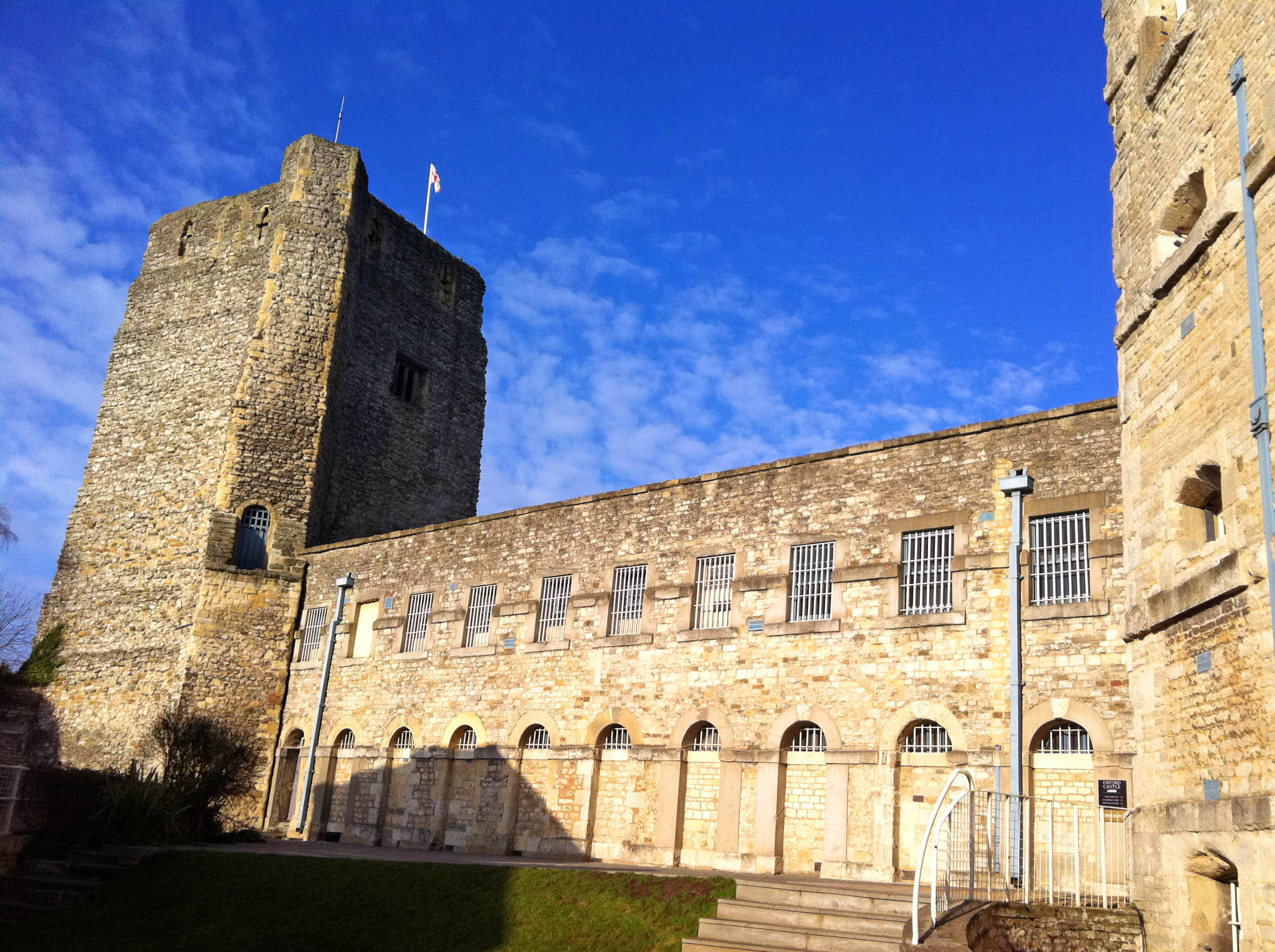
Normandiai Matilda 1141-ben Oxford várából szökött meg Blois-i István elől

1139 és 1153 között Angliában örökösödési polgárháború dúlt I. Henrik lánya, Normandiai Matilda és annak unokafivére, Blois-i István között. A nyílt fegyveres konfliktusok ritkák voltak, a támadások és ostromok sorozatából álló hadjáratok voltak jellemzőbbek, melyek célja az volt, hogy a fontos várak elfoglalásával a parancsnokok megszerezzék az ellenséges területek felett az irányítást. A háború alapvető ostromtechnikája a korabeli hajítógépek (például ballista vagy mangonel) alkalmazásából, ostromtornyok bevetéséből és a falak aláaknázásából állt. Ezeket gyakran ostromzárral, ritkábban közvetlen rohammal együttesen használták. A konfliktus várháborúnak nevezett szakasza arra az időszakaszra utal, amikor mindkét fél az ellenséges várak ostromával próbálta legyőzni a másikat. Blois-i István Matilda legkeletibbre fekvő erődítményét, Wellingfordot próbálta elfoglalni, míg Matilda támogatója, Geoffrey de Mandeville Cambridge várának meghódításával próbálta megszerezni Kelet-Anglia fölött az irányítást.
A harcokra mindkét fél további várak építésével készült. Ezek néha stratégiai láncot alkottak egy-egy terület védelme érdekében. Matild támogatói Anglia délnyugati részén több motte-and-bailey típusú erődítményt is felhúztak, például Winchcombe-ban, Upper Slaughterben és Bamptonban. Ehhez hasonlóan István Burwell, Lidgate, Rampton, Caxton és Swavesey falvakban építtetett várakat egymástól alig 10–15 km-re, hogy megvédje Cambridge környéki birtokait. Ezek közül sok hivatalos engedély nélkül készült, és a kor krónikásai ezt aggasztónak találták. Robert of Torigny szerint a háború alatt 1115 ilyen erődítmény épült, ám ez túlzásnak tekinthető, ráadásul máshol ugyanő csak 126-ot említ. A harcok másik jellegzetessége az ellenvárak létesítése volt. Ilyeneket már a polgárháború előtt is építettek, a módszer lényege az volt, hogy ostrom idején egy kezdetleges erődöt húztak fel a megtámadott vár mellett. Az ellenvárak általában motte-and-bailey vagy ringwork típusúak voltak, és kb. 180–270 m-nyire, lőtávolságon kívül, építették az ostromlott vártól. A támadók vagy itt állították fel fegyvereiket, vagy önkényesen innen irányították a környéket. A legtöbb ellenvárat elbontották, miután haszontalanná vált, néhány esetben azonban a földmunkák nyoma megmaradt, például az István által az oxfordi vár ostrománál 1141-ben építtetett Jew’s Mount és Mount Pelham erődítmények esetében.
Amikor Matilda fia, II. Henrik megszerezte a hatalmat, azonnal elrendelte az engedély nélkül épült várak lerombolását, azt azonban nem tudni, hogy ez mennyire volt hatásos. Robert of Torigny 375 elpusztított várról emlékezik meg, a részleteket azonban nem említi. Bizonyos területek tanulmányozása során arra jutottak, hogy az eredetileg gondoltnál kevesebb erődítményt rombolhattak le, és sok feleslegessé válva pusztán elnéptelenedett a háború végével. Minden bizonnyal ezek az erődítmények eleve ideiglenesen épültek: Oliver Creighton történész szerint az ebből az időszakból ismert új várak 56%-a teljes mértékben eltűnt.

### A várak elterjedése Skóciában, Walesben és Írországban

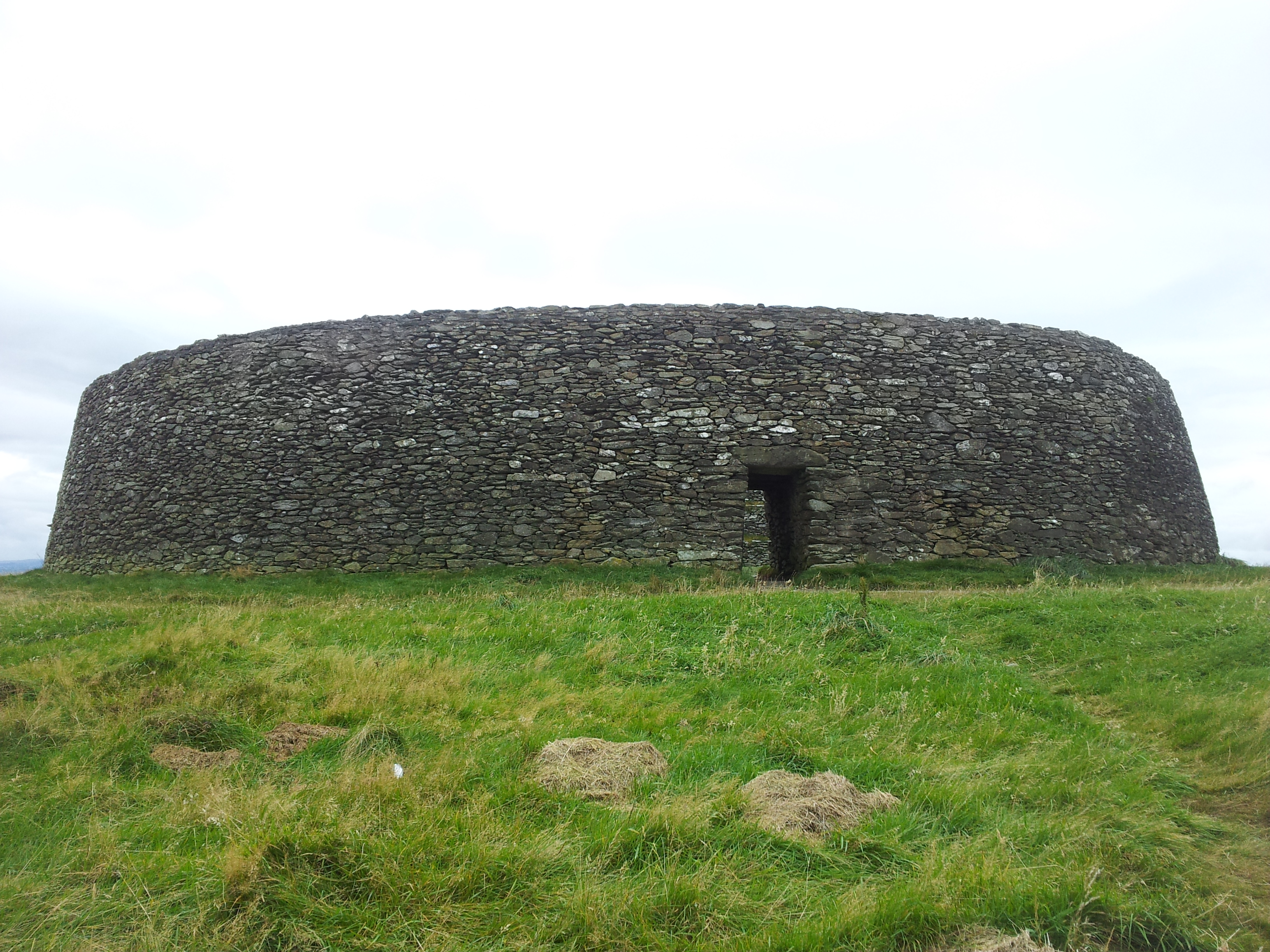
Ráth az írországi Grianán Ailigh-ben

Skóciában a várépítés a királyi hatalom központosításának következménye volt. Az 1120-as évek előttről nagyon kevés bizonyíték maradt fenn arról, hogy épültek-e várak a területen. Itt még nem létezett az angliaihoz hasonló centralizált politikai hatalom, az északi részen pedig még mindig a norvég király uralkodott. I. Dávid I. Henrik udvarában tanult, és azzal a szándékkal tért vissza Skóciába, hogy az országban kiterjeszti a királyi hatalmat, és többek között várépítéssel korszerűsíti a katonai technológiát. Normann és francia nemeseket hívott letelepedni, míg a feudális berendezkedés elterjesztésével és várak alapításával próbálta megszilárdítani hatalmát. Galloway-ra különös figyelmet fordított, mivel a terület nem ismerte el sem őt, sem pedig elődeit. Az új várak többnyire fából készült motte-and-bailey-k voltak, nagyságuk a nagyobbaktól (például Inverurie) az egészen aprókig (például Balmaclellan) minden méretben előfordult. Lise Hull történész szerint a várak elterjedése Skóciában sokkal inkább az uralkodói hatalom kiépítésének volt köszönhető, mint a hódításnak.
A 12. században Walesben lelassult a normann hódítás, de még így is folyamatos fenyegetést jelentett. A megmaradt ősi walesi hercegek és fejedelmek a veszélyre saját favárak építésével válaszoltak. Egyes jelek szerint ez 1111-ben, Cadwgan ap Bleddyn powysi király uralkodása idején kezdődött. A legkorábbi, walesi várról szóló írásos bizonyíték 1116-ból származik és a cymmeri várat említi. Ezek a favárak, mint amilyen például Tomen y Rhodwydd, Tomen y Faerdre és Gaer Penrhôs voltak, a normann erődítményekkel azonos színvonalon készültek, így pusztán a régészeti leletek alapján nehéz megállapítani építtetőiket. A 12. század végén a walesi uralkodók elkezdtek kőből építkezni, különösen az ország északi részén.
Írországot a 12. században az őslakos királyok irányították és ebben a korban alig épültek várak. A hagyományos ír erődített építményt ráthnak nevezték, ami egy kör alaprajzú erődített falut takart. A ráthok némelyike komoly védelmet biztosíthatott, hagyományos értelemben azonban nem tekinthetőek váraknak. Connacht királyai 1124-től kezdődően általuk caistelnek vagy caislennek nevezett erődítményeket építettek, az azonban a mai napig tudományos vita tárgya, hogy ezek mennyire hasonlítottak európai megfelelőikre.

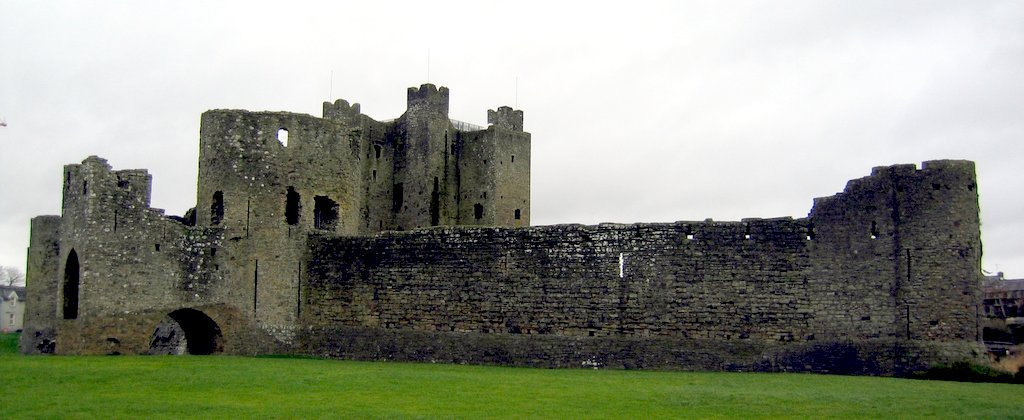
Trim vára Írországban közvetlenül a normann hódítás után épült

A normann invázió Írországban 1166 és 1171 között ment végbe, először Richard de Clare, később II. Henrik irányítása alatt. Az ország déli és keleti területe hamar az angol-normann bárók kezére került. A gyors győzelem kulcsa a gazdasági és katonai fölényben rejlett, az elfoglalt területek fölött várak segítségével uralkodtak: a hódítók gyors várépítésbe kezdtek, hogy megvédjék új gyarmataikat. Ezek legtöbbje földhalomvár volt, Louth megyében legalább 23 ilyet emeltek, azt azonban nem tudni, hogy hány ringworköt emeltek az Ír-szigeten. Bizonyos erődök, mint például Trim vagy Carrickfergus, kőből épültek, és caputként fontosabb földesúri központok voltak. Mivel számos kővár jelentős védelmi hibákkal épült, tanulmányozásuk azt sugallja, hogy az építőanyag megválasztása nem katonai döntés eredménye. Ehelyett a tervezés fő szempontja a tulajdonos földesúr tekintélyének növelése és az új területek irányításával járó adminisztratív feladatok elvégzéséhez szükséges hely biztosítása volt. Wales-szel ellentétben az őslakos ír uralkodók a korban nem építettek saját maguk számára jelentős mennyiségű várat.

## 13. és 14. század

### Katonai fejlődés

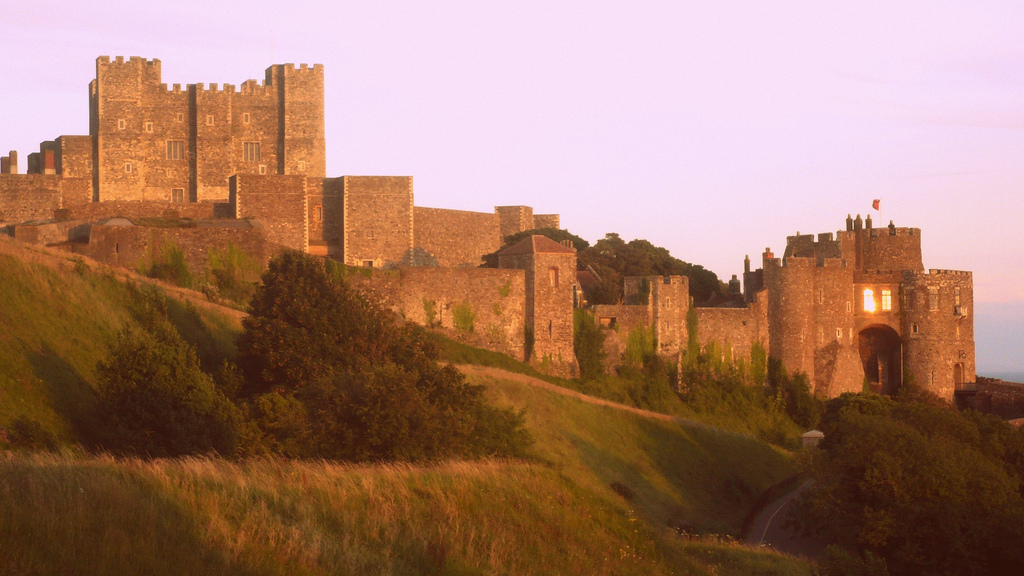
Az angliai doveri várat a 12. század végén koncentrikusan kialakított külső körítőfallal erősítették meg

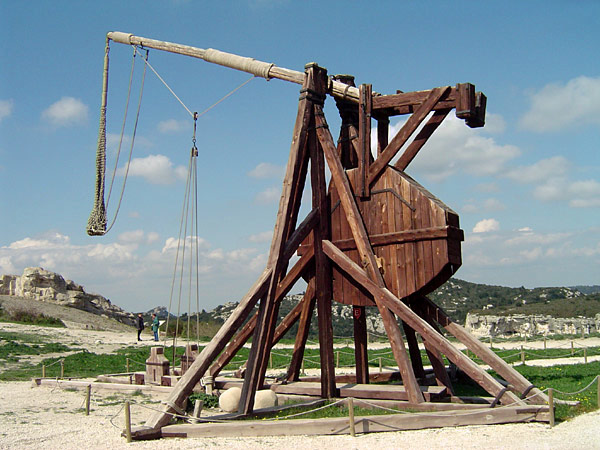
Középkori trebuchet

A 12. század vége felé a brit várépítészet tovább változott. II. Henrik uralkodása után Anglia legtöbb részén abbahagyták a motte-and-bailey-k építését, Walesben és a határvidéken azonban nem. Az angolok továbbra is négyszögletes vártornyokat emeltek, annak ellenére, hogy Franciaországban ekkor már a kör alaprajz volt uralkodó. Anglia és Wales határában szintén ez a forma vált népszerűvé. Az erődítmények alaprajza egyre szabályosabbá vált, ideális esetben négyszögletes, vagy legalább sokszögű formákat alkalmaztak, főleg a gazdagabb déli területeken. Ekkor kezdtek a várfalak mentén kezdetben szögletes, később ívelt oldaltornyokat építeni. A kapubástyák egyre nagyobbakká és bonyolultabbakká váltak, és a kapurostélyt is ekkor kezdték alkalmazni. Bizonyos várakat, mint például Dovert vagy a londoni Towert koncentrikusan bővítettek, Cathcart King történész szerint ez már a tudományos erődítés egyik korai fejlesztésének tekinthető.
A fejlesztések Írország angol-normann területeire is eljutottak és a 13. század folyamán az erődítményeket jellemzően az angol stílusnak megfelelően alakították ki. Az ír gazdaság 14. századi hanyatlása azonban véget vetett a várépítési hullámnak. Skóciában II. és III. Sándor számos vár építését kezdeményezte az új stílusnak megfelelően, III. Sándor korai halála után nem sokkal azonban kitört az első skót függetlenségi háború Anglia és Skócia között, amit nem sokkal később a második követett. A két háború idején a skót várépítészet elfordult a nagy, körítőfalakkal védett várak építésétől és a szándékos várrombolás taktikáját kezdték alkalmazni. Az angoloktól visszafoglalt skót várakat lerombolták, hogy egy későbbi támadás során ne tudják újból ellenük használni azokat. A legtöbb skót nemes a sokkal egyszerűbb lakótornyok (tower house) építését kezdte előnyben részesíteni. A korban épített néhány nagyobb léptékű erődítmény a skót király által építtetett uralkodói várak voltak.
Néhány változtatást a katonai technológia fejlődése eszközölt ki. 1190 előtt a falak aláásását csak ritkán használták és az ostromgépek sem voltak annyira hatékonyak, hogy kárt tegyenek a vastagabb várfalakban. A hajítógépek megjelenése kezdett változást hozni ebben, mivel ezek már sokkal nehezebb köveket is el tudtak hajítani, jelentős pontossággal működtek és a helyreállított szerkezetek vizsgálata szerint képesek voltak lyukat ütni a falban. A hajítógépek angliai alkalmazását először 1217-ből említik, valószínű azonban, hogy már az ezt megelőző évben is használták őket. I. Richárd a harmadik keresztes hadjárat során vetette be őket, és amikor visszatért Európába, látszólag az új technológia alapján módosította a várak tervezését. A vártornyokat elkezdték kerek vagy sokszögű alaprajzzal tervezni és a falakat is ívesen alakították ki. A kevesebb meddő terület és az aláaknázás elleni könnyebb védekezés mellett az ilyen kialakítású várakat sokkal nehezebb volt hajítógéppel támadni, mivel az íves fal képes volt valamennyit elnyelni a becsapódó kő energiájából.
A 13. századra, főleg Angliában, egyre hasznosabbá váltak a lőrések, ami nagy valószínűséggel a számszeríjak elterjedésével magyarázható. A lőrésekhez lövőállásokat alakítottak ki a tornyok tetején. Az íjászokat kezdetben fából készített védőpalánk védte, egészen addig míg a 13. század végén Angliában is megjelent a kő gyilokjáró. A számszeríj I. Richárd idejének egyik népszerű fegyvere volt. A királyi várak ellátásához rengeteg íjra és nyílvesszőre volt szükség, ami megnövelte a vasgyártás iránti igényt is. Angliában elsősorban a londoni Towerben készítettek számszeríjakat, míg a St Briavels-i vár a deani erdő által biztosított nyersanyagnak köszönhetően a nyílvesszőkészítés központja lett. Skóciában az edinburgh-i vár biztosított nyílvesszőket, számszeríjakat és ostromgépeket a királynak.

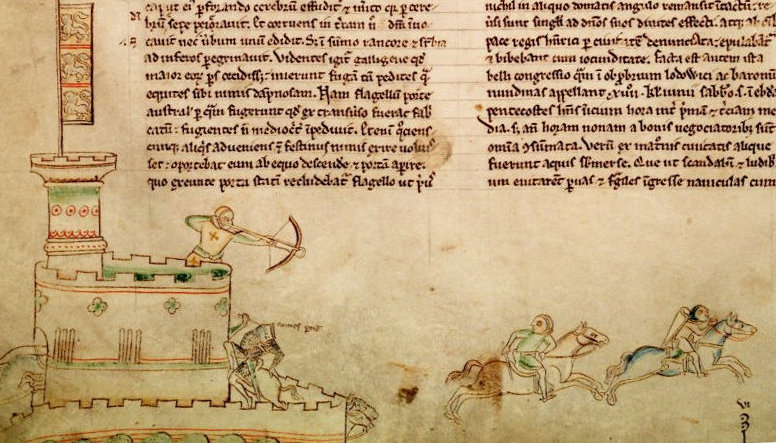
Korabeli rajz egy, a lincolni várat védő íjászról

A várak fejlesztéséve arányosan nőtt az ostromok bonyolultsága és nagysága is. 1215-ben a bárók fellázadtak Földnélküli János ellen és két évig tartó polgárháború tört ki. A doveri vár és a windsori kastély elleni ostromok bizonyították, hogy a korszerűbb várak sikeresen ellenálltak a komolyabb támadások esetén is. János a rochesteri vár bevételét alaposan kidolgozott taktikájának köszönhette, aminek kivitelezése állítólag 60 000 márkát, azaz 40 000 fontot emésztett fel. A bedfordi vár 1224-es ostromához III. Henriknek egész Angliából kellett ostromgépeket, nyílvesszőket, felszereléseket és munkásokat hozatnia. Kenilworth bevétele 1266-ban még ennél is nagyobb és hosszabb volt. A védekezést nagyban segítette a vár vízi védelmi rendszere, annak ellenére, hogy I. Eduárd a gyengébb pontokon támadta a falat, hatalmas ostromtornyokat vetett be, sőt, a Chesterből hozatott hajókkal még egy éjszakai támadást is megkísérelt. Az ostrom tíz angol megye bevételét emésztette fel. A skót ostromok kisebb léptékűek voltak, az első lejegyzett az 1230-as rothesay-i vár bevétele volt. A támadó norvégoknak mindössze három nap alatt sikerült baltával lerombolni a viszonylag gyenge falakat. Amikor I. Eduárd betört Skóciába, a fejlettebb ostromtechnikának köszönhetően hamar elfoglalta a skót erődítményeket: az edinburg-i vár három nap alatt elesett, míg Roxburgh, Jedburgh, Dunbar, Stirling, Lanark és Dumbarton megadta magát. Az ezt követő ostromok, mint például Bothwell bevétele és Stirling újbóli ostroma, jelentős készleteket emésztett fel, többek között hatalmas ostromgépekre és rengeteg bányászra, kőművesre volt szükség.

### Gazdaság és társadalom

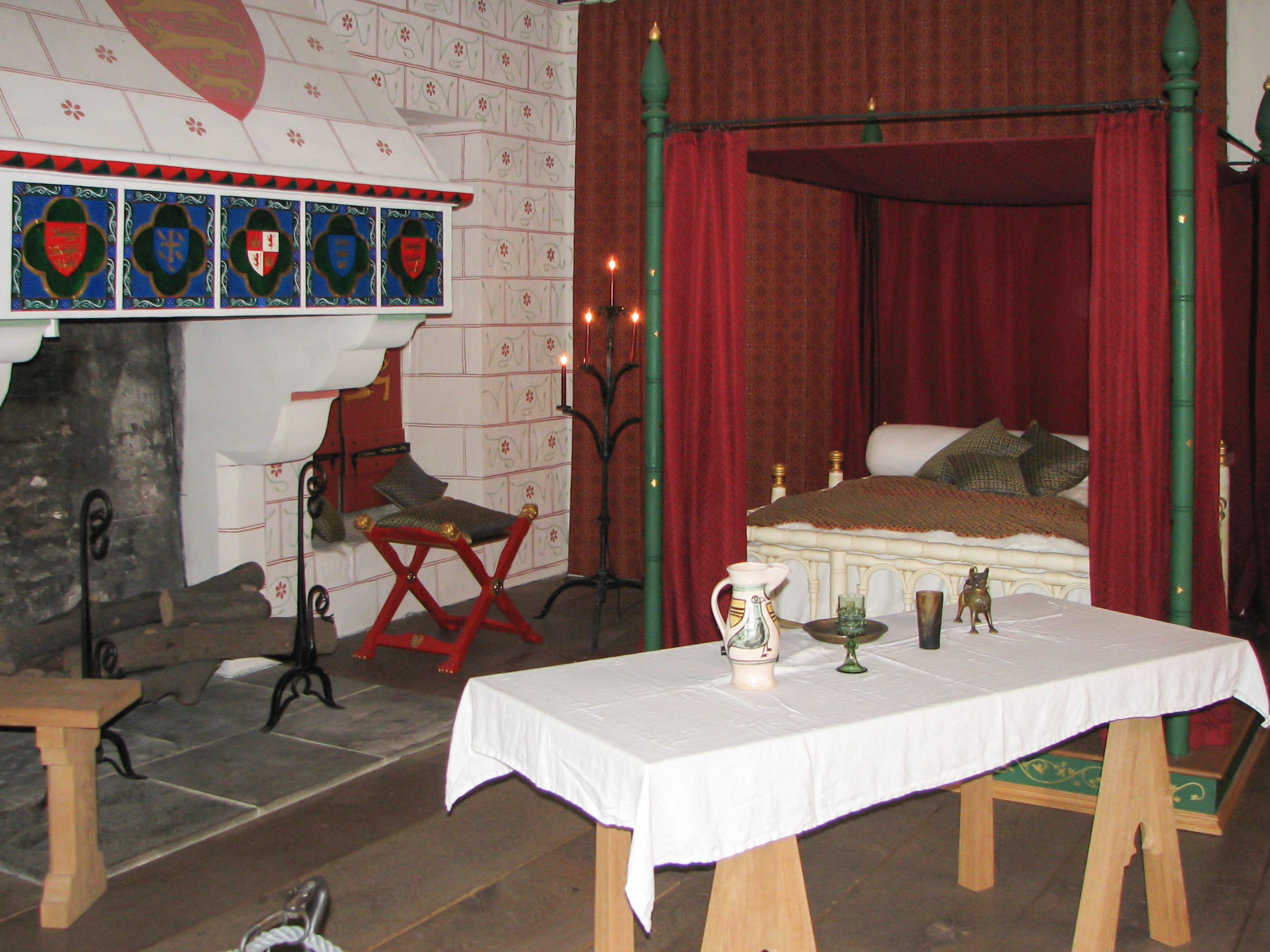
I. Eduárd szobája a londoni Towerban

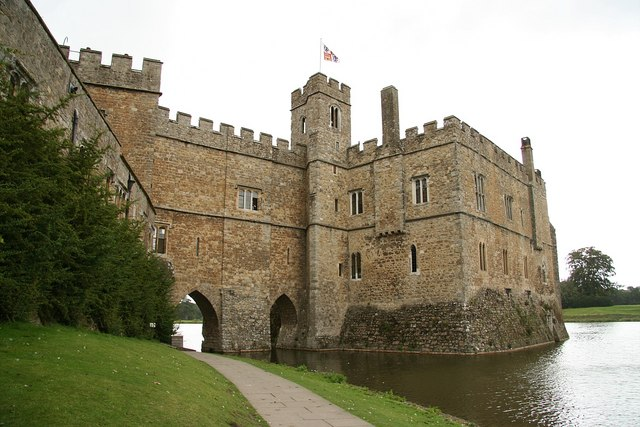
13. századi gloriette a leedsi kastélyban

A 12. századtól számos királyi vár fontos raktár is volt egyben, ahol rengeteg árut, többek között ételt, italt, fegyvereket, páncélokat és nyersanyagot, tároltak az uralkodó számára. A southamptoni, a winchesteri, a bristoli vár és a londoni Tower a királyi borok behozataláért, raktározásáért, és elosztásáért felelt. Az angliai királyi várakban sokszor börtön is helyet kapott – a clarendoni tanács 1166-ban ragaszkodott hozzá, hogy a főispánnak saját börtönnel kell rendelkeznie, így valamennyi főszolgabírói várban megyei börtönt létesítettek. Az ilyen fegyházakban rendkívül rossz körülmények uralkodtak, az éhezés és a rossz bánásmód mindennapos volt. Northampton várának börtöne különösen hírhedt volt.
A főúri várak fejlődésének irányát a korszakban bekövetkező gazdasági változások határozták meg. A 13. és 14. században az angol főurak általános jövedelme nőtt, azonban a hatalmas vagyon kevés ember kezében összpontosult. Emellett a modern várak fenntartása és a megfelelő személyzet biztosítása is egyre drágább lett. 1216-ban nagyjából 400 vár volt Angliában, viszont a növekvő költségek és csökkenő bevételek arra kényszerítették még a tehetősebb főurakat is, hogy néhány várat elhagyjanak, a rendelkezésre álló erőforrásaikat pedig a megmaradó állományukra fordítsák. A várvédők rendszere bizonytalanságba süllyedt, helyüket fizető bérlők váltották fel. A walesi határvidéken azonban még a 13. században is fennmaradt a rendszer és I. Eduárd 14. századi skót megszállása alatt bizonyos szintig hasznosnak is bizonyult.
A megmaradt angol várak egyre kényelmesebbé váltak. Belsejüket gyakran kifestették és faliszőnyegekkel díszítették, amiket a főúr gyakran utazásai alkalmával is magával vitt. Egyre több öltözőhelyiséget és toalettet alakítottak ki. A gazdagabb várak padlóját leburkolták és az ablakok Weald erdős területeiről származó zöld üvegezést kaptak, aminek köszönhetően kialakulhattak az olvasásra használt ablakfülkék is. Az élelmet viszonylag hosszú útvonalon szállították, az okehamptoni várhoz például a 40 km-nyire lévő tengertől szállítottak halat. A legtöbb helyen továbbra is a vadhús volt a legelterjedtebb étel, különösen az erdővel vagy vadaskerttel övezett várakban, mint amilyen a barnardi vár is volt. A vadászterülettel nem rendelkező várakat, mint amilyen Launceston volt, importtal látták el vadhússal.
A 13. századra néhány esetben a várakat, kastélyokat gondosan megtervezett tájképbe illesztették. Néha egy gyümölcsösöket és kis tavacskákat magába foglaló elkülönített belső udvart is kialakítottak a várakat körülvevő, nagyobb tavakal szabdalt külsőbb területektől elválasztva. A külsőbb területeken kaptak helyet a magasabb rangú épületek, vallási épületek, nyúlkertek, malmok és települések, amiket igyekeztek egy park közepén elhelyezni. A kastélyt gyakran gloriette-tel bővítették, ami élvezetes kilátást nyújtott a kertre. A leedsi kastély köré 1280-as évekbeli felújításakor hatalmas vízi kertet alakítottak ki, míg Ravensworth vára körül a 14. század végén parkot és mesterséges tavat alakítottak ki azzal a céllal, hogy a bejárat megnyerőbb látványt nyújtson. A közeli erdőkön és ligeteken a fejlettebb gazdálkodásnak köszönhetően megnőtt a dámvadak száma.

### A walesi fejedelemségek és I. Eduárd várai

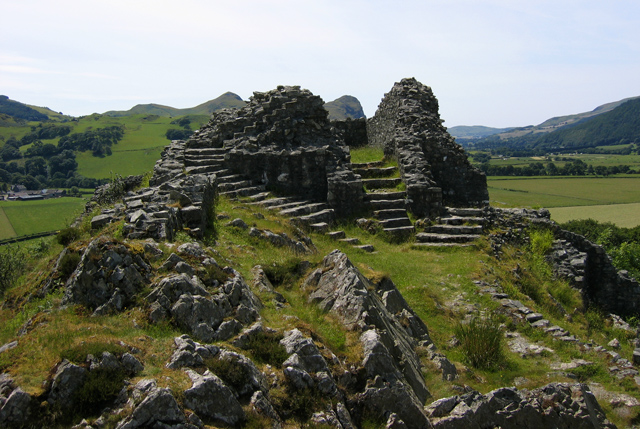
A walesi Castell y Bere

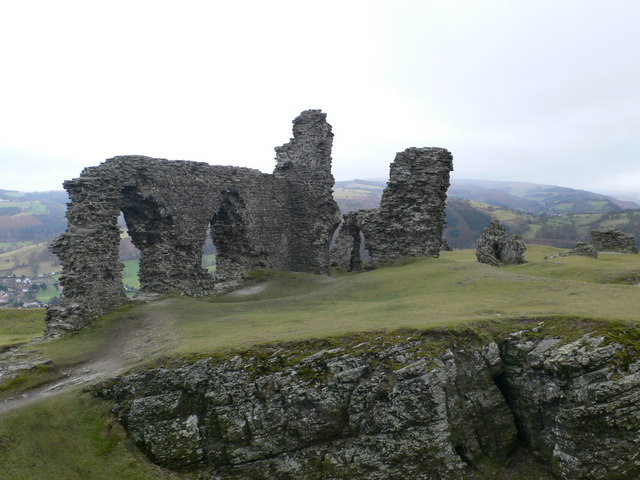
Castell Dinas Brân

A 13. században a fejedelmeknek köszönhetően Walesben is épült néhány kővár. Nagyságuk változó volt, a snowdoniai Dinas Emrys például a kisebbek közé tartozott, de több tekintélyes méretűt is létesítettek, ilyen volt Deganwy vára is. A korban épült legnagyobb kőerődítmény a gwyneddi Castell y Bere volt. Igyekeztek minél jobban kihasználni a magasabb, hegyes vidék nyújtotta védelmi lehetőségeket, az ilyen várak általában a szabálytalan hegytető formáját követték. A központi rész biztonságát sziklába vájt mély árokkal fokozták. A walesi vártornyok általában alacsonyabbak voltak és bennük kapott helyet az uralkodó, illetve nemesek lakótere. A falak mentén derékszögű őrtornyokat alakítottak ki. A normann várakhoz képest a walesi erődítmények kapubástyái gyengébbek voltak, kapurostélyt vagy csigalépcsőt alig építettek. A külső várfalak általában szintén gyengébbek voltak normann megfelelőiknél. Az utolsó walesi várak az 1260-as években épültek, ezek már több normann jegyet viseltek magukon. Castell Dinas Brânnak kör alakú vártornya és normann kapubástyája volt.
1277-ben Eduárd végső támadást indított Észak-Wales megmaradt ősi fejedelmei ellen, hogy véglegesen megszilárdítsa hatalmát. Ennek részeként a hozzá hű nemeseknek meghagyta, hogy emeljenek nyolc új várat a területen: Közép-Walesben Aberystwythben és Builthben, északon pedig Beaumarisben, Conwyben, Caernarfonban, Flintben, Harlech-ben és Rhuddlanban. R. Allen Brown történész szerint ezek az erődítmények lettek a középkori angol és walesi várépítészet legszebb példái. Mindegyik egyedi tervek alapján készült, azonban valamennyi bástyákkal erősített várfalakkal, egymást átfedő lőállásokkal és rendkívül jól védhető, hatalmas barbakánokkal rendelkezett. Valamennyi azzal a szándékkal épült, hogy alkalmas legyen a király fogadására, ha épp a környéken tartózkodik, így a várak belsejében hatalmas, magas színvonalú lakosztályt alakítottak ki. Eduárd emellett számos új angol várost alapított, és számos esetben a várak egységes védelmi rendszert alkottak a megerősített városfalakkal.
Az építkezések oroszlánrészéért James de Saint George, egy híres savoyi építőmester felelt. A várak felhúzása rengeteg pénzt emésztett föl, és számos munkásra, kőművesre, ácsra, kubikosra, valamint építőanyagra volt szükség. Ezeket Anglia-szerte a helyi ispánoknak kellett biztosítani, majd a javakat Chesterben és Bristolban gyűjtötték össze. A munkásokat innen küldték tavasszal Észak-Walesbe, ahonnan csak télre térhettek haza. A nagy számú munkások alkalmazása komolyan lecsökkentette a nemzeti munkaerőt. Az építkezések végleges összegét nem lehet pontosan meghatározni, de a becslések szerint Eduárd legalább 80 000 font sterlinget költött el. Ez az 1154 és 1189 közötti időszak királyi várépítésre fordított összegének négyszerese.
Eduárd erődítményei a walesi megszállás egy erőteljes jelképes nyilatkozata is volt egyben. Caernarfon várát például a korban a császári birodalom idealizált előképének tekintett Konstantinápoly városfalaira emlékeztető faragott sasokkal, sokszögtornyokkal és tagolt falazatokkal díszítették. Valószínűleg az építés helyszíne is fontos volt, mivel a Segontium nevű  római kori erődítmény közelében áll. A gondosan megmunkált, öt kapuval és hat kapurostéllyal rendelkező kapubástya szintén azt a célt szolgálhatta, hogy lenyűgözze a vár látogatóit és az akkoriban bizánci stílusban elképzelt Artúr király várait juttassa eszükbe.

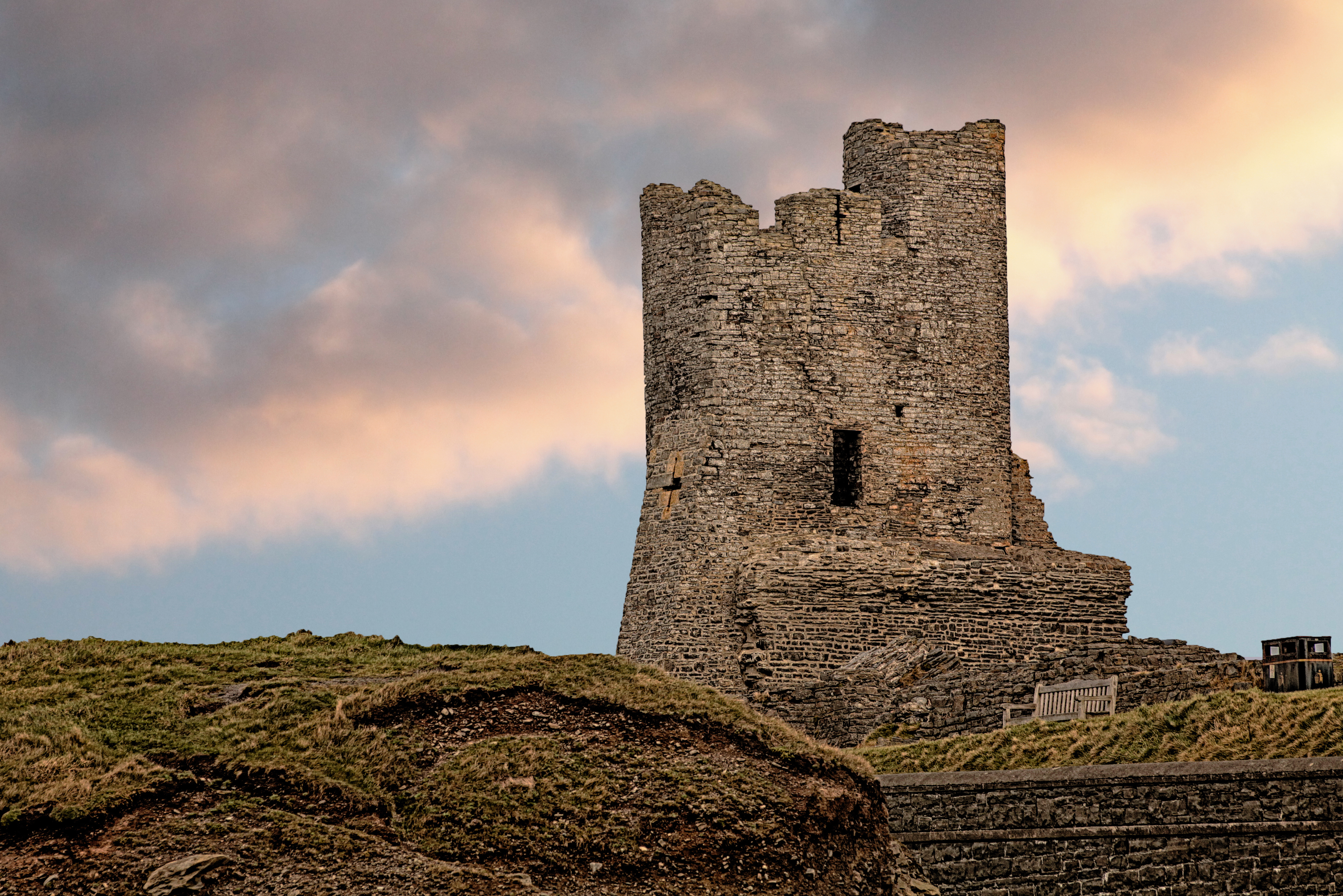
Aberystwyth
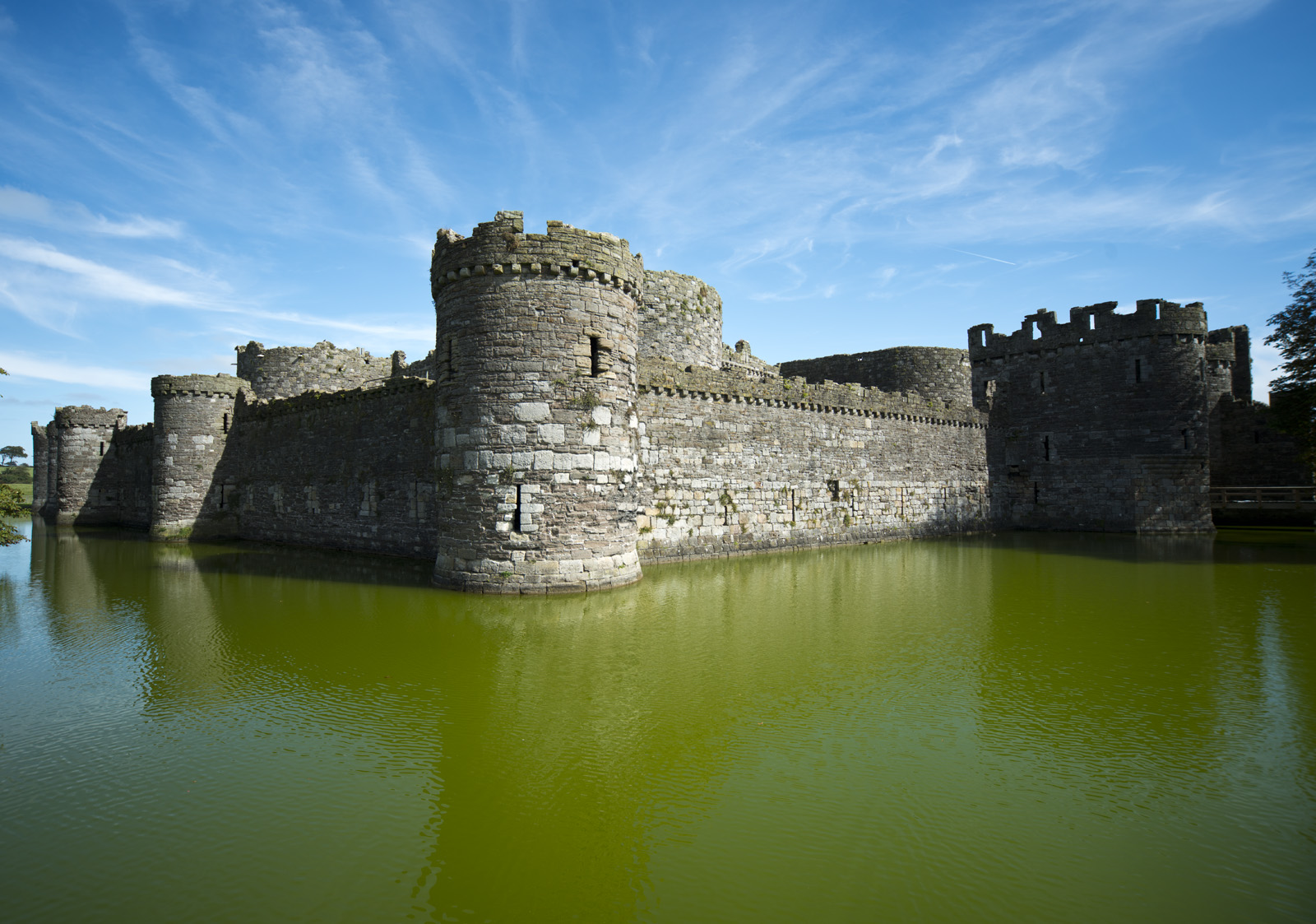
Beaumaris
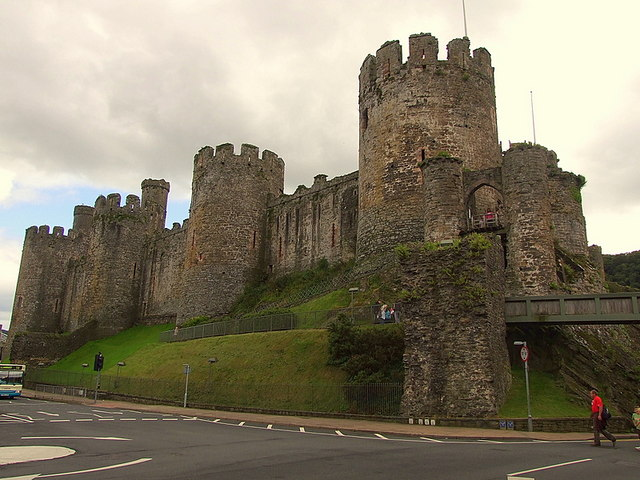
Conwy
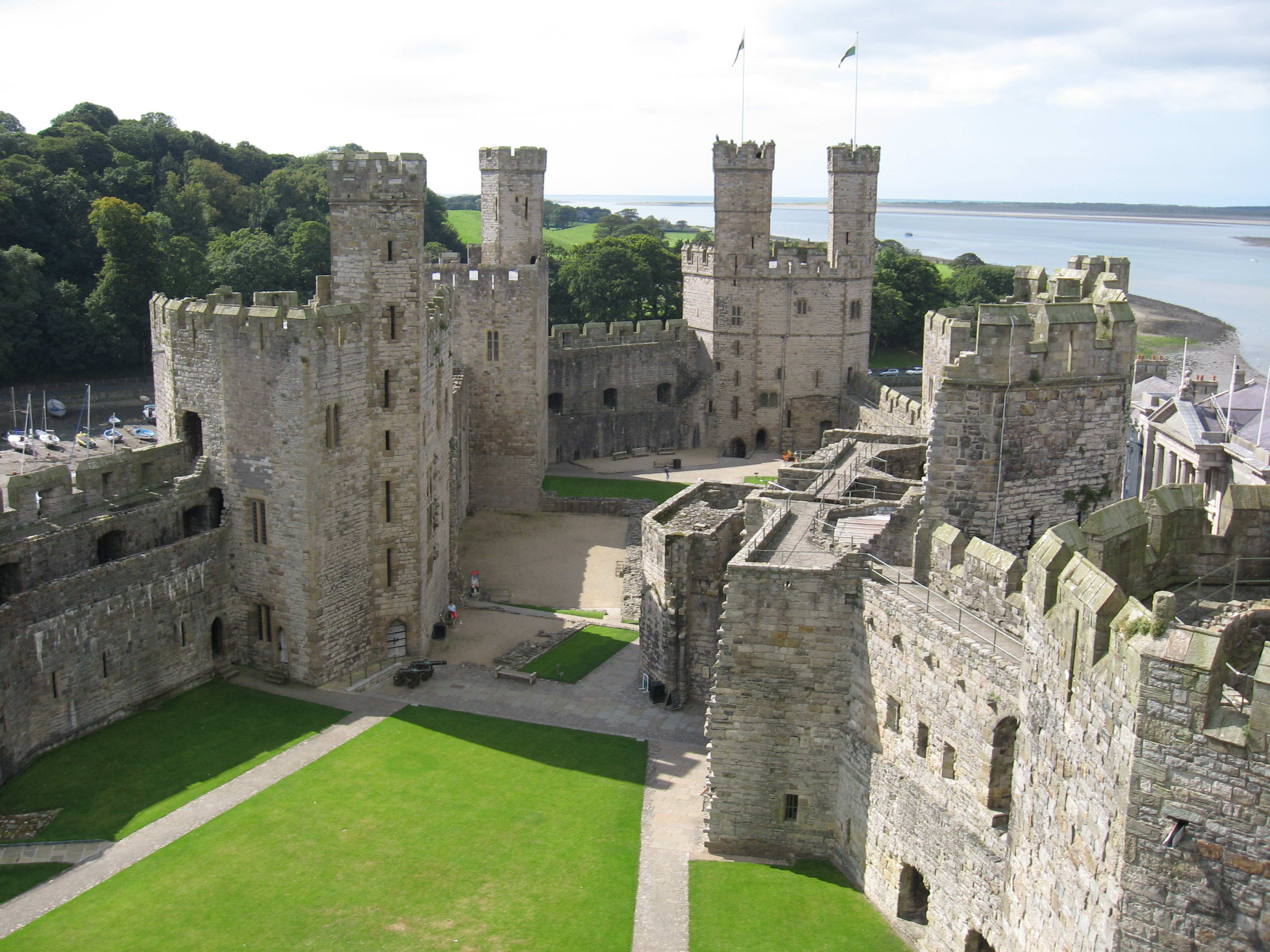
Caernarfon
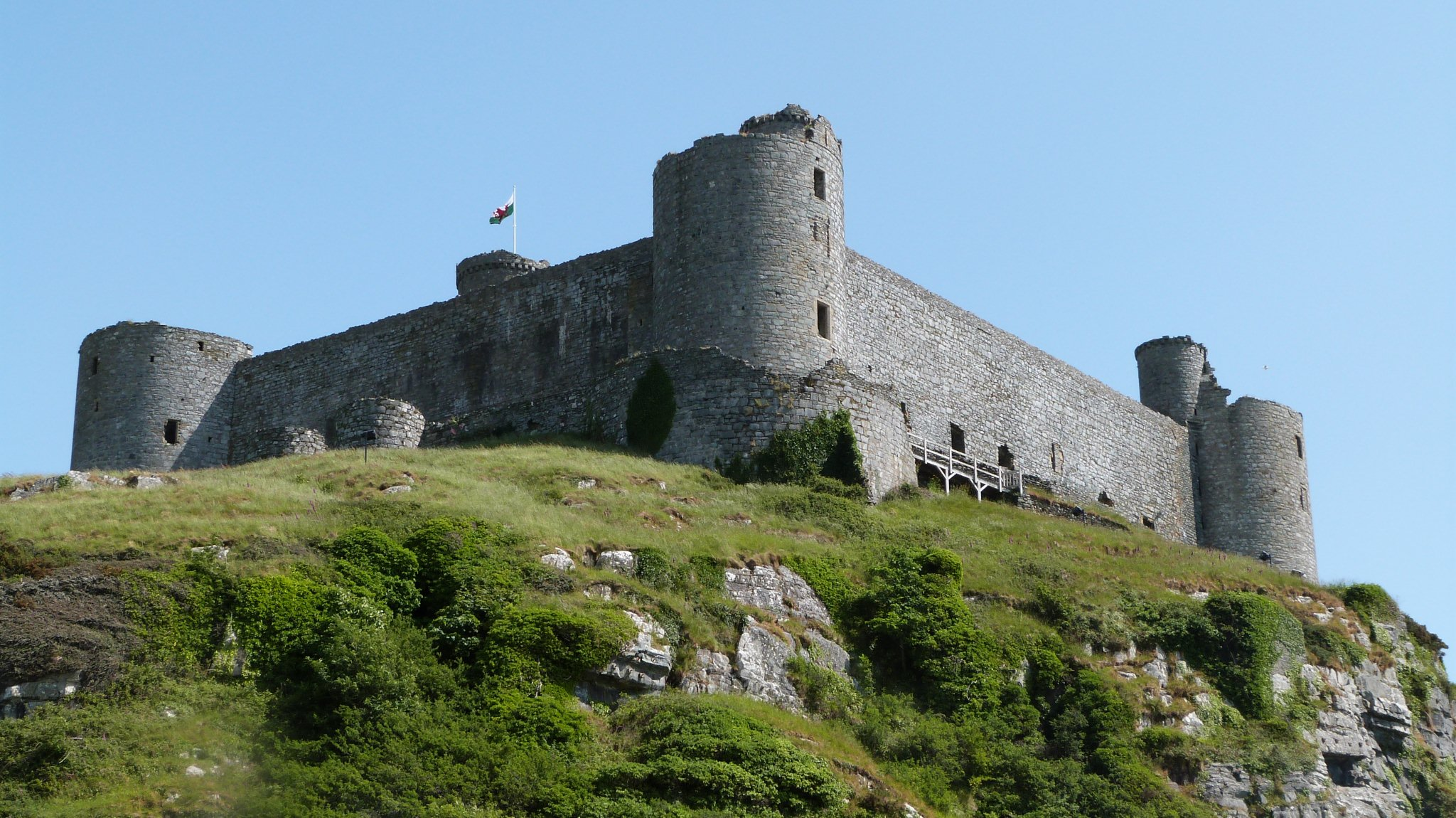
Harlech
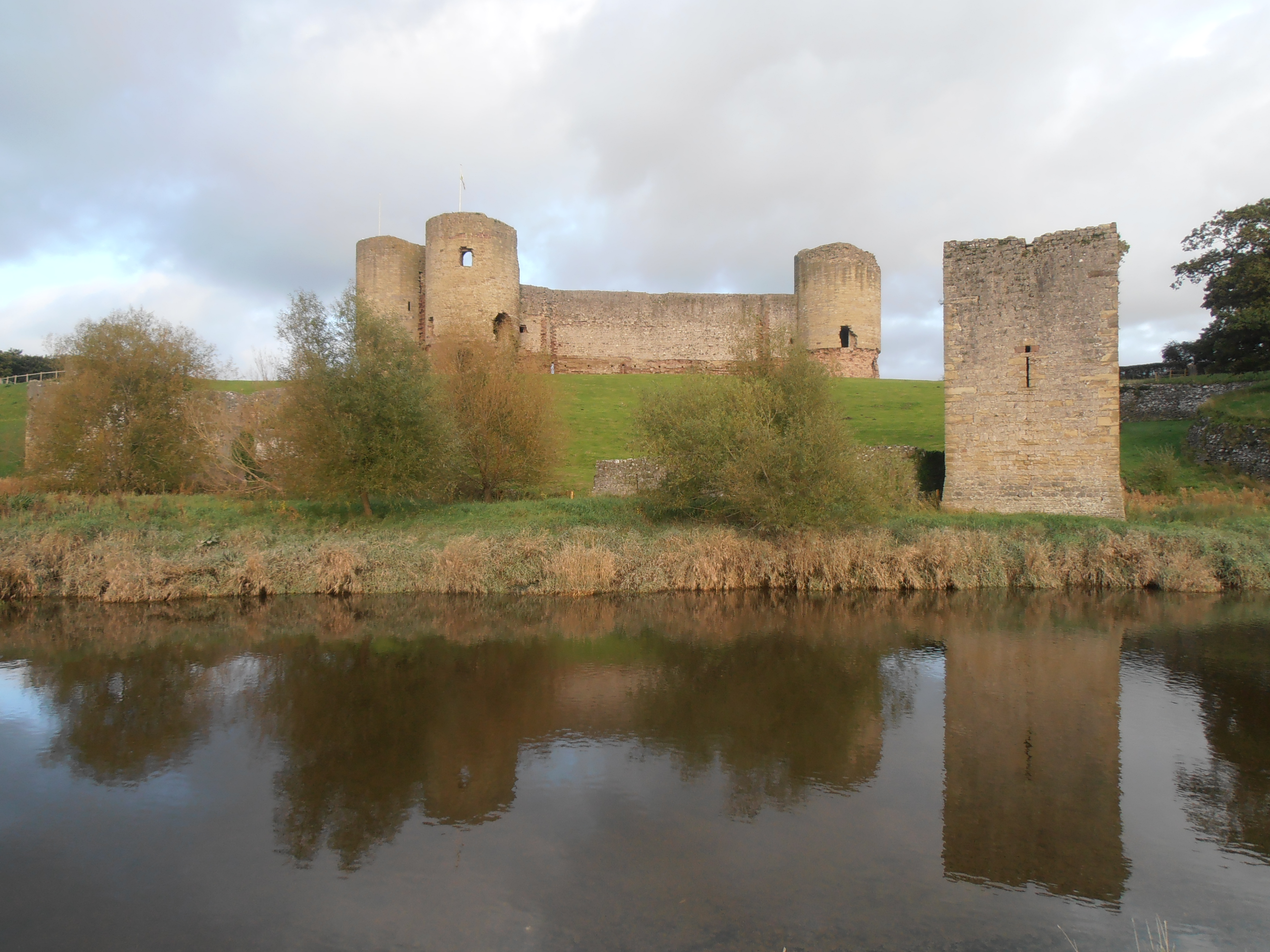
Rhuddlan

### Várkastélyok

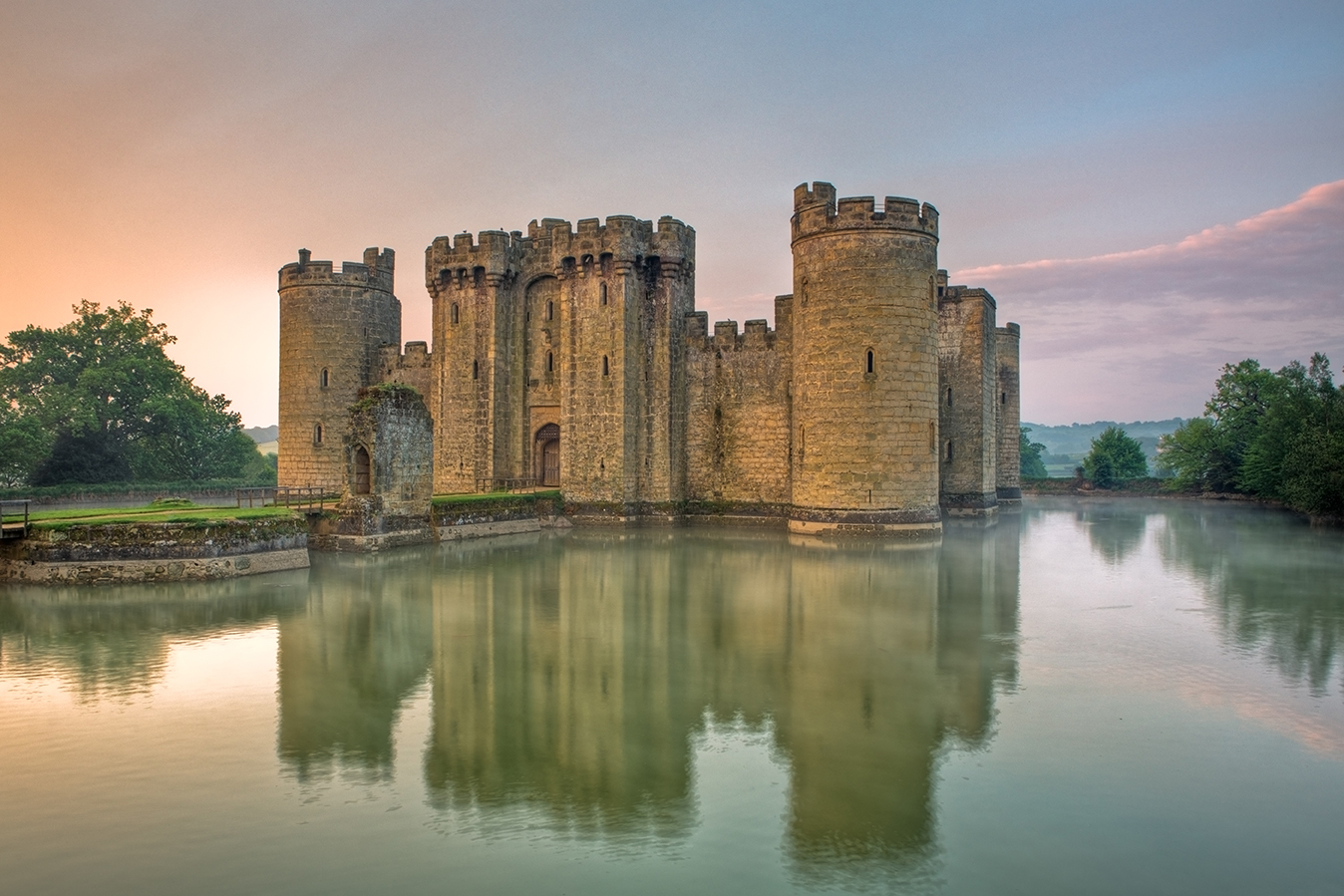
Az angliai bodiami vár fényűző lakhelynek épült

A 13. század közepén III. Henrik elkezdte a számára kedves várak, többek között Winchester és Windsor, átalakítását: nagyobb termeket és kápolnákat alakítottak ki, üvegablakokat és bútorokat helyeztek el, a termeket pedig kifestették. Ez jelentette a kastélyépítészet kezdetét, amikor is a várakat elkezdték tudatosan az arisztokrácia élettereként tervezni vagy átalakítani. A korábbi gyakorlat szerint a várban az élet egyetlen nagyobb teremre korlátozódott, és a várúr családja számára a felsőbb szinten alakítottak ki lakóteret. A 14. századra a nemesség kevesebbet utazott, amikor azonban útra kelt, sokkal nagyobb udvartartással, a házigazda pedig hasonlóan nagy kísérettel szórakoztatta látogatóit. Az olyan várakat mint amilyen Goodrich is volt, az 1320-as években alakították át azzal a céllal, hogy az uralkodó család számára sokkal nagyobb magánteret és kényelmet nyújtson, ezzel párhuzamosan azonban továbbra is magas védelmet biztosítson. Ezek mellett egyidejűleg több mint 130 főt is el tudott szállásolni. Goodrich a berkeley-i kastély további átépítésére is hatással volt, az 1380-as években épült Bolton-várat pedig már úgy tervezték, hogy nyolc különböző főúri háztartást is be tudott fogadni, mindegyiknek saját életteret biztosítva. Beumaris királyi vára elméletileg védelmi funkció miatt épült, ennek ellenére összesen 11 háztartás befogadására is képes volt.
Az uralkodó és a legtehetősebb nemesek megengedhették maguknak, hogy váraikat kastélyokká alakíthassák át. III. Eduárd éves jövedelmének több mint másfélszeresét, 51 000 fontot költött a windsori kastély felújítására. Steven Brindle szerint az eredmény építészetileg egységes látványt nyújt, egységes ereszvonallal, parapet-, szemöldök- és párkánymagasságokkal. A palota visszaidézi a korábbi stílusokat, mégsem bír valódi védelemmel. A tehetős Genti János a kenilworthi várat korszerűsítette, és csakúgy, mint Windsor esetében, jelentős hangsúlyt kapott az építészeti egység, kiemelve a derékszögű szerkesztést, a földszinti kiszolgáló funkciók elkülönítését a felsőbb szintekkel, a puritán külső és pazar belső ellentétét, kiváltképp a várfalon belüli épületek első emeletének tekintetében. A 14. század végére Angliában kialakult a gótika perpendikuláris stílusirányzata.

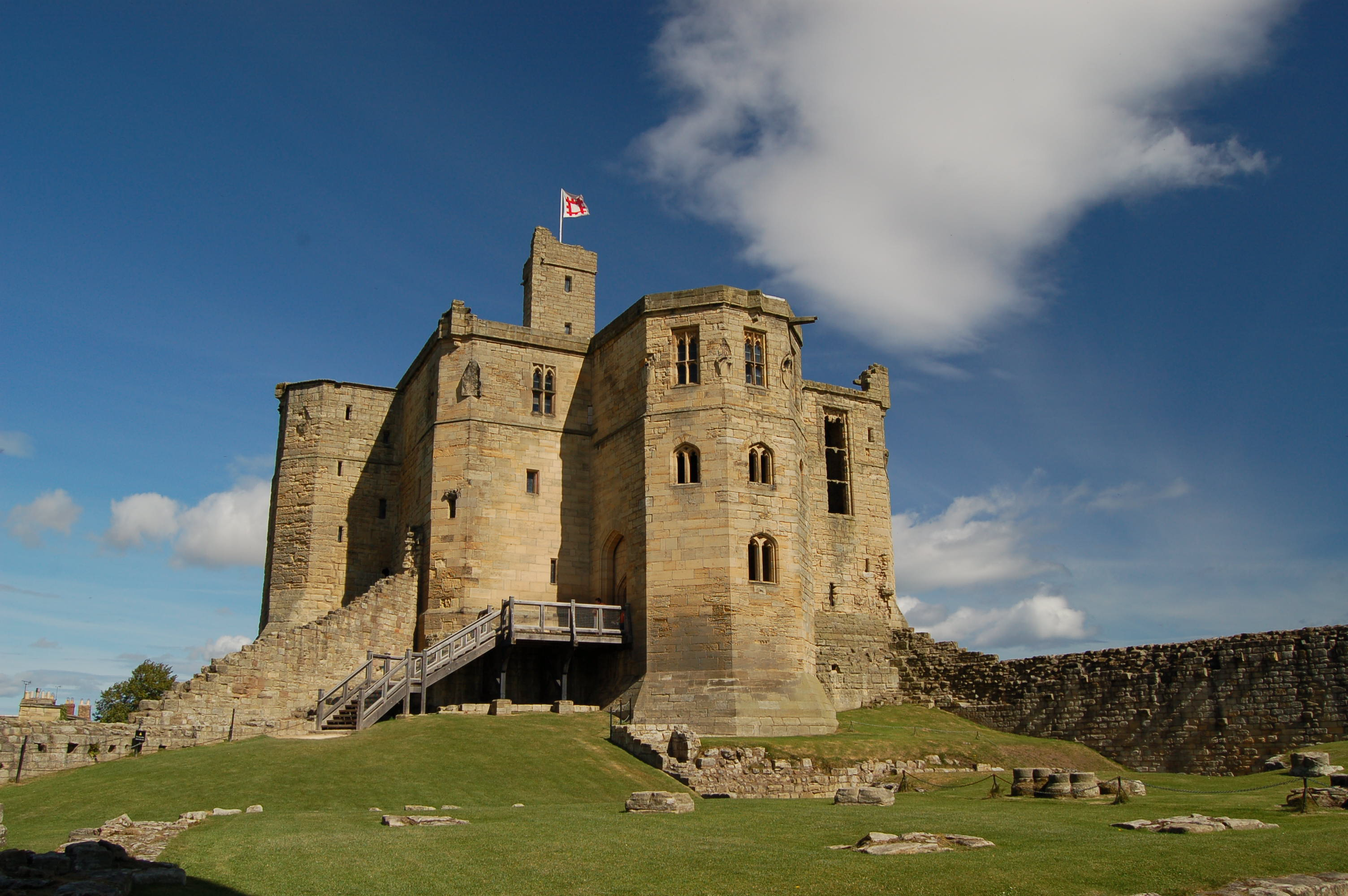
A késő 14. századi warkworthi vár

Anglia déli részén főleg újonnan felemelkedett, gazdag családok építettek magán várkastélyokat. Építészetükre a korábbi hadi elemek alkalmazása volt jellemző, azonban nem szántak nekik jelentős védelmi szerepet. Nagy hatással volt rájuk a francia építészet is, ami főleg a saroktornyokkal kialakított derékszögű alaprajzi formában, kapubástyában és várárokban nyilvánult meg. A falak kellemes, a nem erődített udvarházak kertjeihez hasonló udvart zártak körbe. Az 1380-as években épült bodiami várat várárokkal, tornyokkal és ágyúcsőrésekkel látták el, mégis leginkább fényűző lakhelynek épült. A lovagi egyszerűség I. Eduárd beamuarisi várára emlékeztet.
Észak-Angliában a skót határ erődítése, és a jelentősebb nemesi családok, mint például a Percyk és Neville-k, felemelkedése a 14. század végén felgyorsította a várépítést. Az olyan várkastélyok, mint Raby, Bolton és Warkworth átvették a déli régiókra jellemző négyszögletes, belső udvaros vártípust, ehhez azonban hatalmas vártornyokat toldottak, létrehozva a délitől jól elkülöníthető északi stílust. Mivel ezeket jelentős főúri családok emelték, sokkal fényűzőbbek voltak, mint a déli területek újonnan meggazdagodott családjainak várai. Ez a korszak Anthony Emery történész szerint az Eduárd által épített erődítmények után az angol és walesi várépítészet második fénypontja volt.

### A lőpor megjelenése

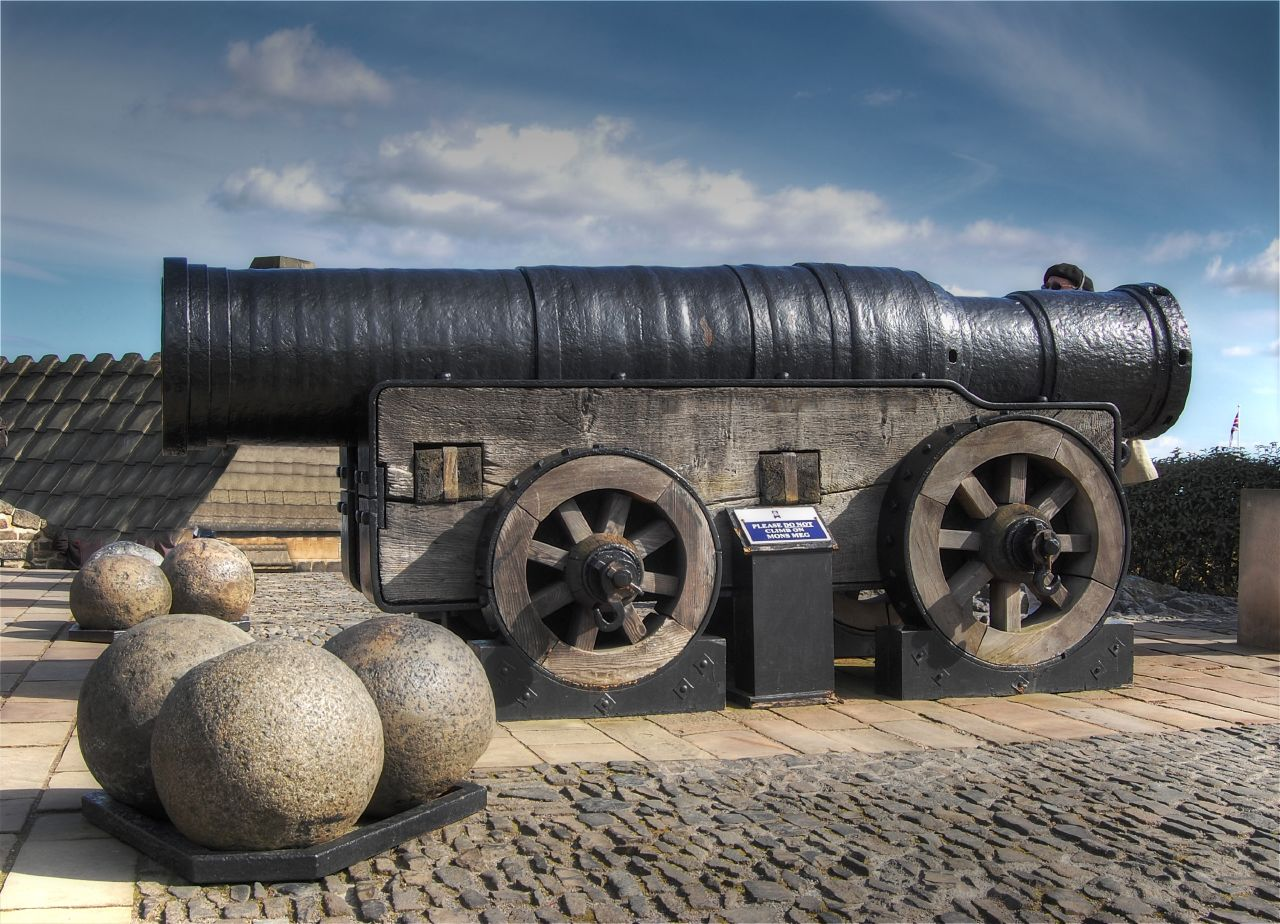
Mons Meg

Az első puskaporral működő fegyverek Angliában az 1320-as, míg Skóciában az 1330-as években kezdtek megjelenni. Az 1340-es évekre az angol uralkodó már rendszeresen költött az új technológiára, és az angol várakat az 1360-as és 1370-es években, míg a skót várakat az 1380-as években kezdték el felszerelni velük. Különböző nagyságú ágyúkat gyártottak, a legkisebb kézi ágyúktól egészen a hatalmas méretűekig, melyek akár a 19 cm átmérőjű köveket is ki tudták lőni. Várvédéshez a közepes, kb. 20 kg-os ágyúk bizonyultak a leghatékonyabbnak, II. Richárd mégis 272 kilós ágyúkkal szerelte fel a londoni Towert, az edinurgh-i várat pedig a 6970 kilós Mons Meg bombarda védte.
A korai ágyúk kis hatótávolságuk és megbízhatatlanságuk miatt viszonylag hatástalannak bizonyultak a várak kőfalai ellen, így főleg a védelem tudta őket kihasználni. A gyalogos ostromlók és az ostromgépek ellen kiváltképp eredményesnek bizonyultak. Az ágyúk azonban a saját seregre is veszélyt jelenthettek, II. Jakabot 1460-ban Roxburgh ostrománál saját Oroszlán nevű ágyúja ölte meg, amikor felrobbant mellette. A korai ágyúk ára olyan magas volt, hogy inkább az uralkodók használták, semmint a nemesség.
Angliában először a déli partvidék váraiban használtak ágyúkat, ahol a katonai és kereskedelmi szempontok miatt jelentős csatorna menti kikötőkre folyamatos veszélyt jelentettek a francia portyázók. Carisbrooke, Corfe, Dover, Porchester, Saltwood és Southampton várait mind ágyúkkal szerelték fel, az új fegyverek részére a falakon kör alakú ágyúcsőréseket alakítottak ki. 1377-ben a franciák sikertelen ostromot indítottak Carisbrooke ellen, ami arra ösztönözte az angol királyt, hogy 1379-ben ágyúkat és puskaport előállító üzemet telepítsen a várba. Néhány skót, valamint walesi határvárat is hasonlóan felszereltek, míg a londoni Towerben és a ponterfacti várban az új fegyverek utánpótlását biztosító raktárakat alakítottak ki. Skóciában először 1384-ben az edinburgh-i várba került ágyú, a vár később az új fegyverek arzenálja lett.

## 15. és 16. század

### Az angol várak hanyatlása

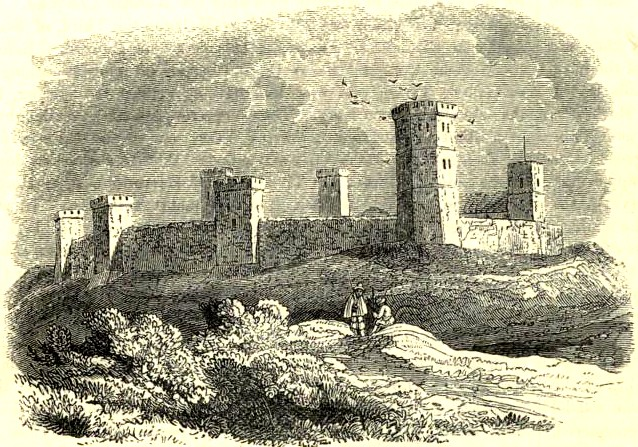
1845-ös rajz a 15. századi oxfordi várról

A 15. századra nagyon kevés várat tartott rendben tulajdonosa. Számos királyi erődítmény elégtelen forrást kapott a karbantartáshoz, így a tető beázott, a kőszerkezetek elmorzsolódtak, az ólmot, fát pedig ellopták. Az uralkodó nagyon megválogatta, mely várakat gondozza, míg a többit az enyészetnek hagyta. A 15. századra már csak Windsor, Leeds, Rockingham és Moor End várát tartották fenn kényelmes lakhelyként. Nottingham és York az északi vidéken a királyi hatalom fenntartásának központja volt, nyugaton ezt a feladatot Chester, Gloucester és Bristol látta el. Még az olyan jelentős erődök, mint Észak-Wales várai, Carlisle, Bamburgh és Newcastle upon Tyne is a források megvonásától és hiányos karbantartástól szenvedtek. Sok királyi vár továbbra is börtönként funkcionált, ezek legfontosabb része sokszor a kapubástya volt.
A főnemesség rangja tovább csökkent a 15. században, aminek következtében kevesebb tehetős főúr volt, a többség viszonylagos jóléte azonban csökkent. A főnemesek váraira az uralkodóéihoz hasonló hanyatlás várt. John Leland történész 16. századi beszámolójában számos angol várról írja, hogy nagyon leromlott állapotban van, védelmük romokban hever, és ahol a falak még nincsenek is olyan rossz állapotban, a faanyag korhadt el. Az erődök nem játszottak jelentős szerepet a rózsák háborújában, a harcok főleg a csapatok megütközésére korlátozódott.

### Reneszánsz várpaloták

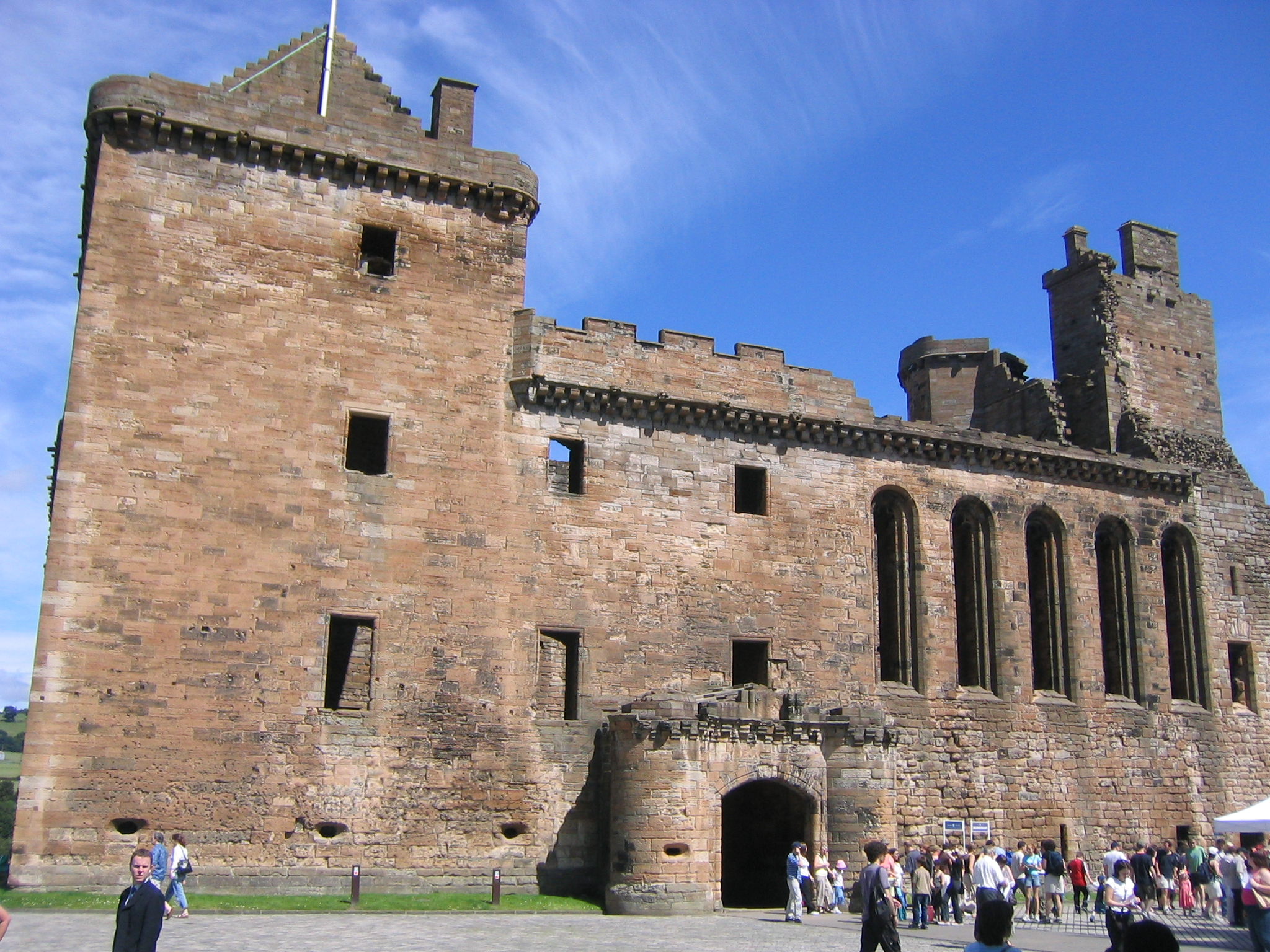
A skóciai linlithgow-i várpalotát a 15. században királyi rezidenciává építették át

A 15. és 16. században néhány várat még grandiózusabbá építettek át, sokszor a kontinensen egyre inkább teret nyerő reneszánsz építészetnek megfelelően. A magánlakosztályt magába foglaló vártornyok a 14. században kezdtek megjelenni Dudley-ban és Warkoworthben, feltehetően francia hatásnak köszönhetően. A folyamat tovább fejlődött, és a 15. században a wardouri, tattershalli és raglani várakat is francia hatású drága és komplex lakótornyokkal látták el. Anglia keleti és középső részén elkezdtek téglából építkezni, többek között Caister és Kirby Muxloe reneszánsz várainak is ez volt az építőanyaga. A határtól északra a Holyroodhouse-palota 1528 és 1532 között épült lakótornya szintén ezt az angol hagyományt vette át, de azt francia jegyekkel vegyítette, hogy az eredmény egy ágyúkkal védett, nagyon biztonságos, mégis kényelmes várpalota legyen.
A skót királyi építőmesterek a várépítészethez további európai reneszánsz jegyeket vettek át. IV. és V. Jakab kivételes egyszeri jövedelmeket (például a kulcsfontosságú területek elkobzását) kihasználva erősítette meg hatalmát. Ekkor épült fel a linlithgow-i várpalota, de meglévő erődöket is bővítettek vagy átalakítottak. Ezek a skót várkastélyok az itáliai építészetből táplálkoztak. Különösen az igen divatosnak számító négyszögletes udvart, a sarkokon kialakított, csigalépcsőket magába foglaló saroktornyokat kedvelték, amiket az itáliai szokásnak megfelelően bevakoltak. Később a francia reneszánsz felé fordultak, ezek legjobb példái a falklandi és strirlingi várak. Az itáliai építészettől való eltávolodás és a francia felé fordulás a politikai szövetségesek változását mutatja, mivel V. Jakab uralkodása idején szoros kapcsolatot épített ki Franciaországgal. John Dunbar építészettörténész szerint ennek eredményei lettek a brit reneszánsz építészet első letisztult példái.

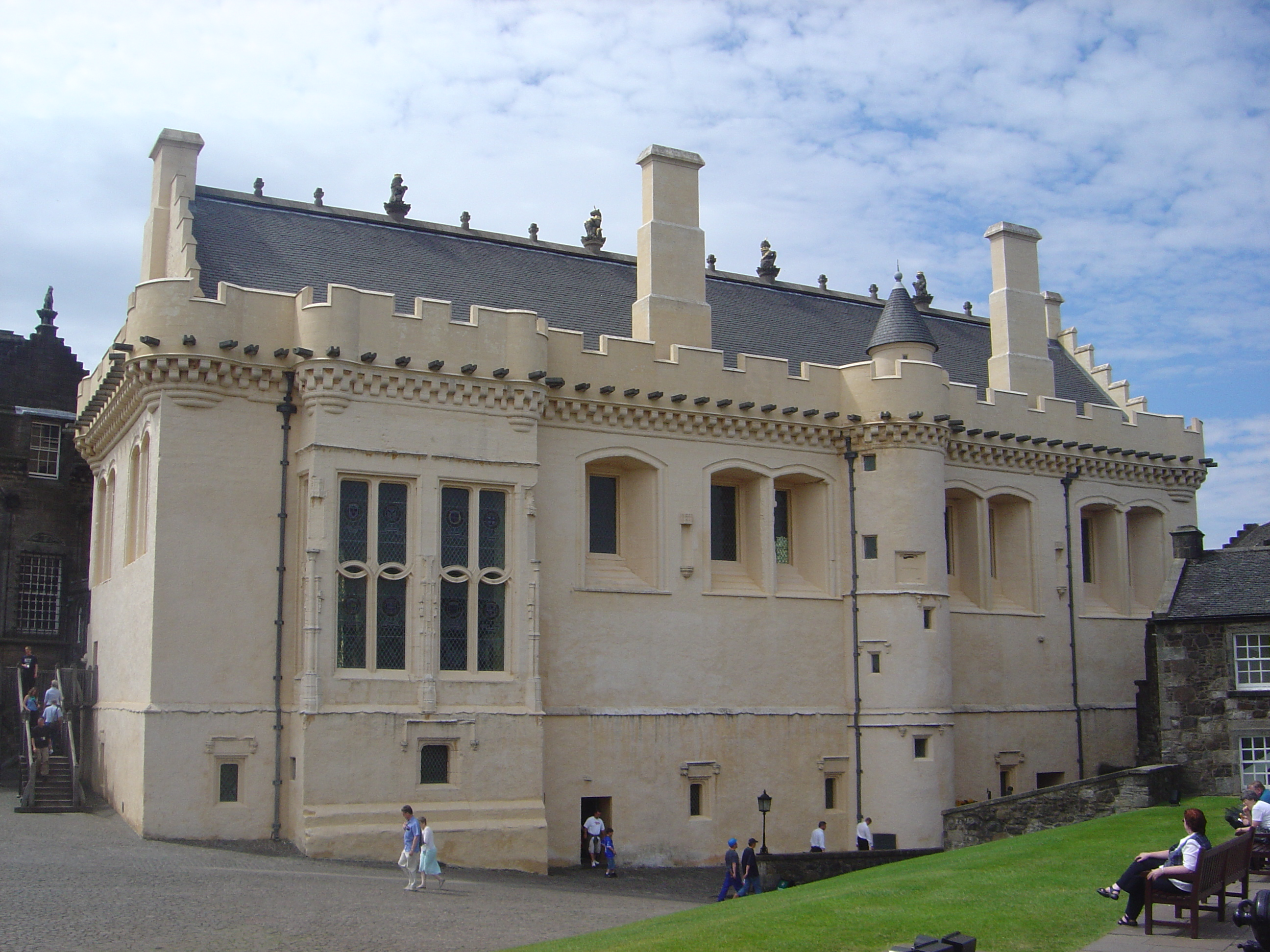
A stirlingi vár nagytermének levakolt homlokzata

Ezen változások a társadalmi és kulturális életben is éreztették hatásukat. A korban felbomlott a feudális rendszer, kolostorokat szüntettek meg, valamint a széles körű gazdasági változások átalakították a várak és az azt övező területek kapcsolatát. A várakon belül a reneszánszban megjelent a közösségi, nyilvános és magánterek elválasztása. Azáltal, hogy a várúr vagy vendégei visszavonulhattak a nyilvánosság elől, tovább növekedett a vár értéke. Annak ellenére, hogy a brit és ír elit továbbra is késő középkori stílusban építtetett várakat, a reneszánsz idején egyre inkább világosabbá vált az a 14. században még hiányzó nézet, miszerint a családi várkastélyok és az egyre terjedő tüzérségnek ellenálló, hadi célokra használt erődök alapvetően eltérnek egymástól. A várakat továbbra is úgy próbálták kialakítani, hogy a veszély idején is felidézzék az értékeket. Ennek eredményei, például Kenilworth, olyan hatalmas várak is lehettek, amik szándékosan öregnek és lovaginak tűntek, azonban magántermekkel, itáliai loggiával és modern luxusszállással egészültek ki.
Annak ellenére, hogy a nemesi háztartások a 16. század során kisebbek lettek, a várakban helyet kapó fontosabb rendezvényekre érkező vendégek száma tovább nőtt. 1466-ban egy ünnepségre 2000-en érkeztek a cawoodi várba, míg a 16. század elején Buckingham hercege rendszeresen akár 519 vendéget is fogadott a thornburyi várban. Amikor I. Erzsébet 1575-ben Kenilworthbe látogatott, kísérete 31 báróból és 400 fős személyzetből állt. A látogatás különlegesen hosszúra nyúlt, összesen 19 napig tartott. A várúr, Robert Dudley, Leicester első earlje látványos felvonulásokkal, tűzijátékkal, medvetáncoltatással, misztériumjátékokkal, vadászattal és pompás lakomákkal szórakoztatta a királynőt és a közeli területekről érkezőket. Az ilyen életvitel és vendéglátás hatalmas helyigényének biztosítása a régi várakban Angliában és Skóciában egyaránt komoly gonddá nőtte ki magát.

### Lakótornyok

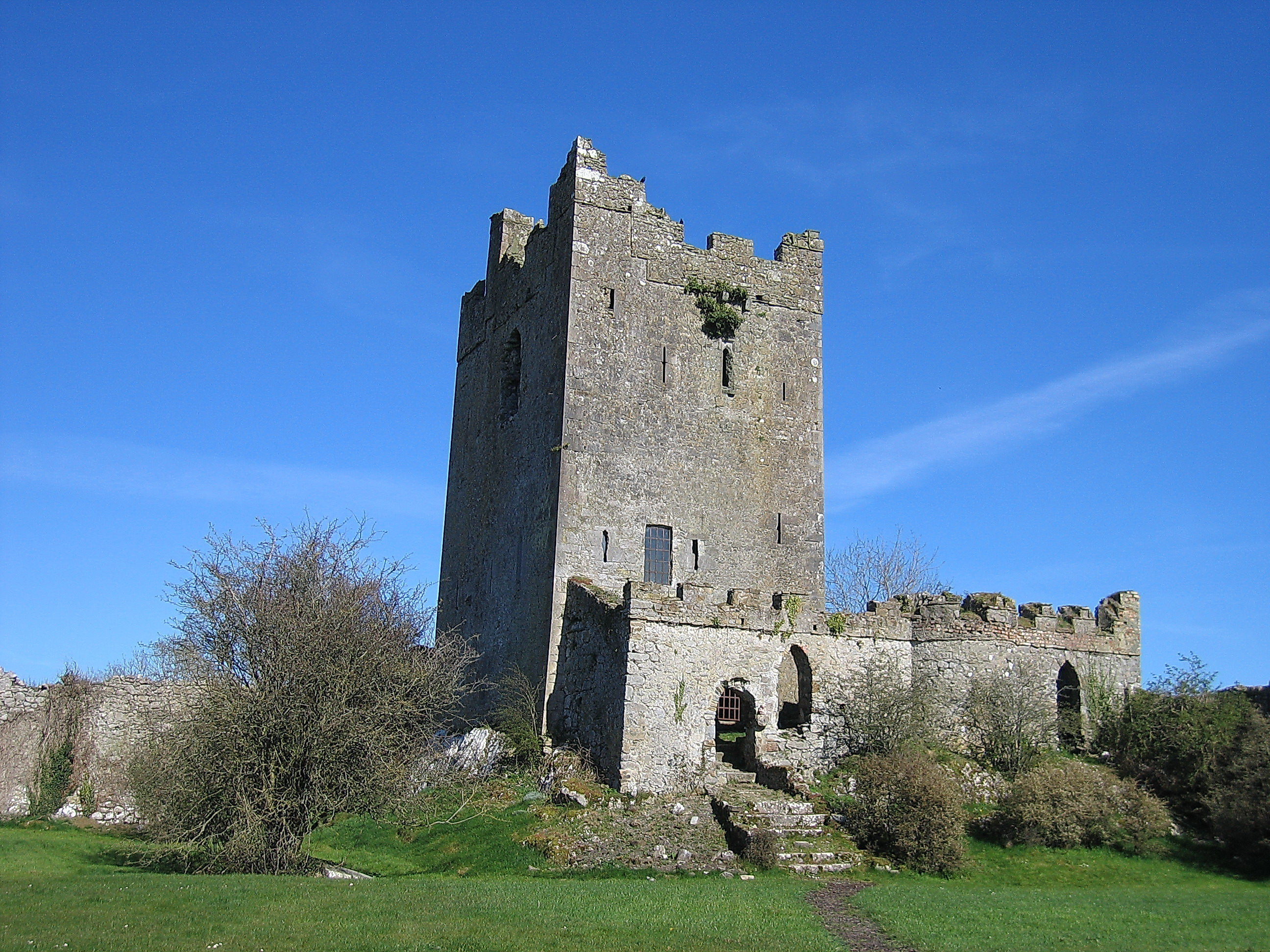
16. században épült lakótorony az írországi Clononyban

A lakótornyok a késő középkori Nagy-Britannia és Írország kedvelt építményei voltak. Írországban több mint 3000, Skóciában 800, míg Angliában 250 épült. A lakótornyok többnyire magas, kör alaprajzú, lőrésekkel ellátott kőépítmények voltak. Skóciában és Írország Ulster tartományában védősánccal vették körbe, így egy skót nyelven barmkinnak, írül pedig  bábhúnnak (angolosan bawn) nevezett védett udvar jött létre a torony körül. Ezek feladata sokkal inkább az értékes állatok biztonságban tartása volt, mint valódi védelem. A bejáratot fémráccsal, úgynevezett yett-tel védték. A kisebb lakótornyokat őrtoronynak (peel tower, pele tower) nevezték. A határ mentén angol és skót oldalon egyaránt építettek ilyeneket, Skóciában még néhány városban is. Eredetileg úgy gondolták, hogy az írek a skótoktól vették át a lakótornyok kialakítását, az építmények fejlődésének vizsgálata azonban megcáfolja ezt az állítást.
A lakótornyok védelme elsősorban kisebb portyázó csapatok ellen készült, és nem tudtak hatékonyan ellenállni egy szervezett hadi támadásnak. Stuart Reid történész szerint ezek az épületek inkább védhetőségük miatt voltak fontosak, semmint védelmi rendszereik miatt. A 16. századra néhány skót lakótoronyban ágyúcsőréseket is kialakítottak, leggyakrabban azonban kisebb tűzfegyvereket, például puskákat használtak. Skóciával ellentétben az ír lakótornyokat sokkal kisebb kézifegyverekkel védték, spórolás céljából gyakran az íjászok által használt lőréseket használva.
A lakótornyok építésének tanulmányozása két fő hajtóerőre koncentrált. Az első szerint az ilyen típusú épületeket főleg a látszólag változékony és bizonytalan időszakban építettek. Skóciában amikor IV. Jakab 1494-ben elkobozta a Szigetek birodalmat (Lordship of the Isles), a területen szinte azonnal várépítési hullám söpört végig, hosszabb távon pedig megnőtt a törzsi hadviselés. A későbbi, 1540-es évekbeli Angliával való háborúzás tovább fokozta a bizonytalanságot. Írországban a 14. századtól építettek lakótornyokat, amikor a vidéki területek több kisebb lord bizonytalan hatalma alá kerültek. VI. Henrik építésüket, és így a terület biztonságának növelését, pénzbeli jutalommal segítette. Az angolok a skót határ mentén emeltek lakótornyokat egy veszélyes és bizonytalan időszakban. A másik hajtóerő szerint, az elsővel paradox módon, a viszonylagos jólét idején is építési hullám alakult ki. William Camden korabeli történész szerint minden tehetősebb angol vagy skót úr felépíttette saját lakótornyát, amelyek így a védelem mellett feltehetően státuszszimbólumként is funkcionáltak. Az angol–skót határon az építkezés sémája követi a két terület viszonylagos gazdagabb időszakát: az angol nemesek főleg a 15. század elején építkeztek, ami Anglia északi részén virágzó időszaknak számított, míg a skótok a 15. század végén, 16. század elején építkeztek, amikor a skót gazdaság fellendült. Írországban a 15. században növekedett meg a lakótornyok száma, ami a szarvasmarha-tenyésztés növekedésének, így a kisebb ír nemesek gazdagodásának volt köszönhető.

### A lőporos tüzérség továbbfejlődése

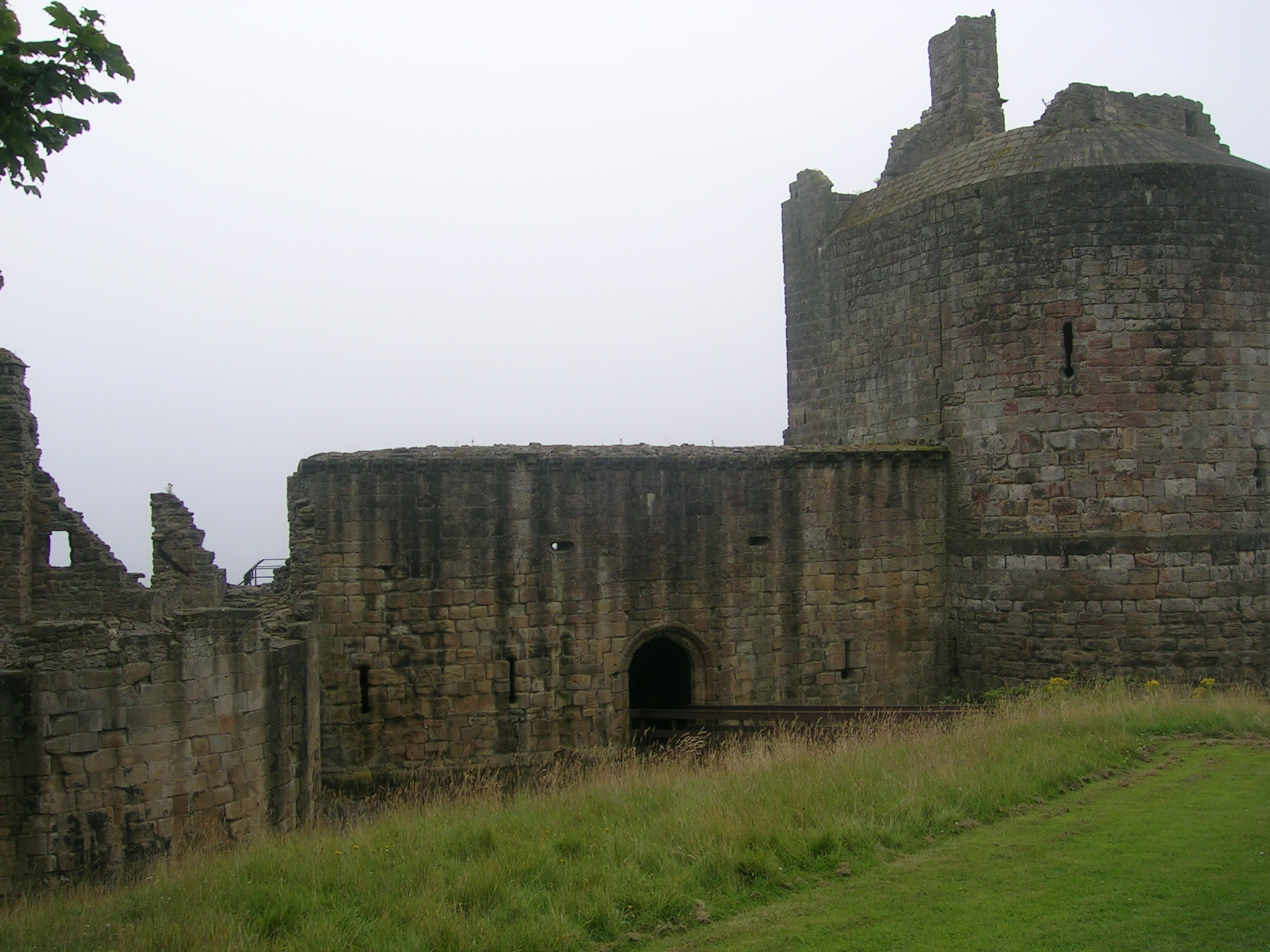
A skóciai Ravenscraig várának falait úgy tervezték, hogy ellenálljon az ágyútűznek

A 15. és 16. században tovább fejlődtek az ágyúk. A várak lőrései ennek megfelelően alkalmazkodtak az új tüzérségi fegyverek védelemben való felhasználásához, a technológia azonban a támadások során továbbra is viszonylag megbízhatatlan maradt. Az európai kontinenshez képest Anglia elmaradt ennek az újfajta hadviselésnek az alkalmazásában. A devoni Dart folyó torkolatát védő, 1490-es években épült dartmouthi és kingsweari várak, valamint az 1510-ben épült, Dartmouth kikötőjét védő Bayard-szorosi erőd azon kevés angol erődítmények közé tartozott, amelyeket a kontinensen virágzó stílus szerint terveztek, azonban még ezek is elmaradtak a korabeli európai építészet legmodernebb példáitól. A skót várak ilyen szempontból sokkal fejlettebbek voltak, részben az erősebb francia építészeti hatásnak köszönhetően. A ravenscraigi vár például egy korai, 1460-as évekbeli próbálkozás volt: a tüzérségi fegyverek számára alacsony ívelt tornyokat és korszerű, belül kör alakú, kívülről azonban vízszintes nyílásnak látszó lőréseket alakítottak ki. Az ilyen lőrés Európában igen gyakori volt és Skóciában is hamar elterjedt, Angliában azonban ezt a megoldást alig használták a 15. században. Szintén Skóciában terjedt el először a várárok harántművel való megerősítése, ilyen készült például a craignethani várban.
VIII. Henriket egyre jobban aggasztotta egy francia invázió eshetősége, és mivel ismerte a modernebb kontinentális építészetet, válaszul egy parti erődök sorából álló védelmi rendszert építtetett ki Anglia déli partja mentén. A tervezés során különösen nagy figyelmet fordítottak arra, hogy az új erődök lőporos tüzérséggel jól védhetőek legyenek, azonban a támadók által bevetett tüzérségi fegyverek ellen is megfelelően erős legyen. Mindezek ellenére néhány európai modern vonás lemaradt, például még itt sem alkalmaztak szögletes bástyákat. A rendszert alkotó várak mindegyike azonos séma szerint épült, néhány részletben azonban eltértek egymástól. Valamennyi robusztus, íves, három- vagy négylevelű lóhere alaprajzú bástyákkal van körülvéve, ami az ágyúknak 360 fokos hatósugarat biztosított. Az emeletek lépcsőzetesen követték egymást, hogy a felsőbb szintekről is ágyúzni lehessen. A tervezés során olyan kürtőket alakítottak ki, melyek feladata a puskapor eloszlatása volt. Valószínűleg sok erődöt föld mellvéd is védett, ezen szerkezetek azonban nem maradtak fenn. Christopher Duffy történész szerint az így készült erődök robusztusak és ünnepélyesek is egyben.

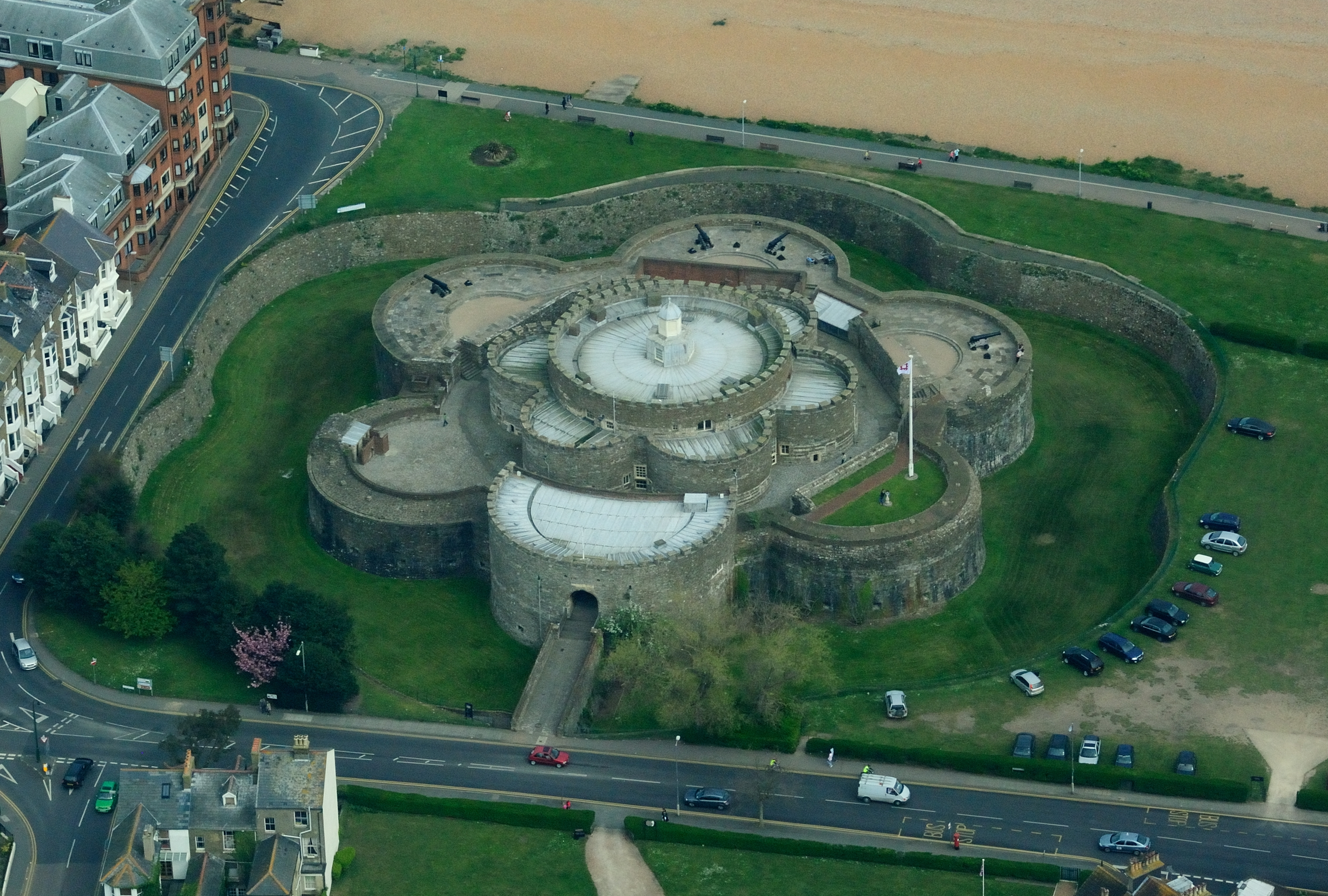
A kenti Deal vára a VIII. Henrik által építtetett erődök egyike

Ezek a parti erődök abban különböztek a váraktól, hogy míg azok egyszerre láttak el védelmi feladatokat és lakóhelyet biztosítottak a tulajdonosnak, ezek csak a katonáknak biztosítottak szálláshelyet, egyáltalán nem volt bennük lakótér. A várépítészet tanulmányozásakor az 1540-es éveket gyakran nevezik átmeneti időszaknak, mivel ez a változás is ekkor történt. Az ezt követő évek a hagyományos angol várépítés végét is jelentették: az 1580-as évekre Angliában a várak tervezését és építését szinte kizárólag a kontinensről érkező mesterekre bízták. A skótok fölénye szintén eltűnt. Az edinburgh-i vár 1574-ben épült Félhold-bástyája például már nagyon elmaradt a korabeli európai viszonyoktól.
Az Írországban épült kevés modern erőd, mint például az 1560-as években átalakított carrickfergusi vár vagy az 1570-es években épített erőd Cork öblénél, az európai normákhoz képest kifogástalanok voltak. A fejlett tüzérségi fegyverek fontos szerepet játszottak Írország Tudorok általi visszahódításában az 1530-as években. A maynoothi vár sikeres angol ostroma bizonyította az új ostromágyúk erejét. Írországban még nem volt olyan sok ágyú és a századvégi kilencéves háború idején az ír védők meglehetősen gyakorlatlannak bizonyultak a tüzérséggel vívott ostromhadviselésben. Mind Írországban, mind pedig Skóciában nagy kihívást jelentett a tüzérségi fegyverek szállítása. A rossz állapotú skót utak málhás lovak sorát követelte meg, amit csak a király engedhetett meg magának. Írországban a folyókat rendszeresen használták a belföldi szállításhoz. Ilyen körülmények között a régebbi várak védhetőek maradtak, azonban a cahiri vár 1599-es ostromakor és a dunyvaigi vár elleni 1614-es támadás bizonyította, hogy ha a tüzérségi fegyvereket el is tudták hozni, a korábban legyőzhetetlennek tűnő falak viszonylag hamar ledőltek.

## 17. század

### Anglia, Írország és Skócia közötti háborúk

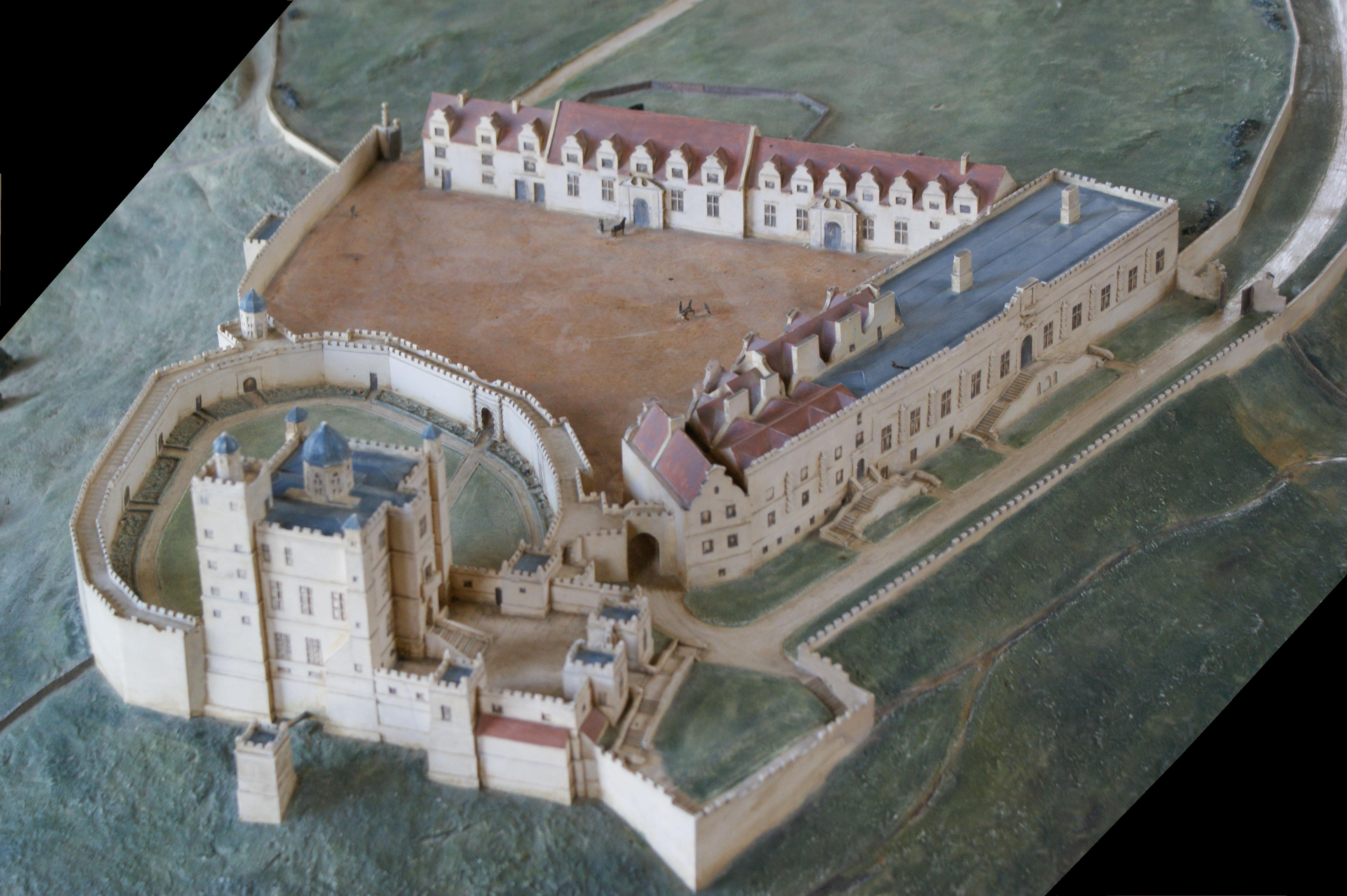
A bolsoveri vár 17. századi felújítása után

1603-ban VI. Jakab skót király örökölte az angol trónt, ami egy időre biztosította a békét a két ország között. A királyi udvar Londonba költözött és így a határon túli királyi várépítési munkák döntően megszűntek. Az angol várak, különösen a királyi várak finanszírozása nagyban csökkent. Jakab rengeteget adott el közülük ingatlan-befektetőknek, többek között York és Southampton várát is. 1609-ben egy udvari ellenőrzés kiemelte, hogy Észak-Walesben az I. Eduárd által építtetett erődök, különösen Conwy, Beaumaris és Caernarfon, borzasztó állapotban vannak. 1635-ben a különböző angol megyékről szóló újabb vizsgálat hasonlót állapított meg: Lincoln, Kendal, York, Nottingham, Bristol, Queenborough, Southampton és Rochester mind a lepusztult erődök közé tartozott. Egy 1642-es brosúra számos angol várról úgy írt, hogy nagyon romosak, és a háborúra alkalmas védelem kialakításához számos intézkedésre lenne szükség. A magánkézben lévő várak és kastélyok, mint amilyen például Arundelben, Berkeley-ben, Carlisle-ben és Winchesterben is állt, sokkal jobb állapotban voltak, azonban nem feltétlenül voltak védhetőek konfliktusok idején. Néhányat közülük palladioi stílusban átterveztek, így lett például a bolsoveri kastélyból modern lakóhely. Néhány parti erőd, például a doveri vár, jó állapotban volt, megfelelő védelmi rendszerrel.
1642-ben a parlamentiek és az I. Károlyt támogató királypártiak között kitört az angol forradalom, ami később Írországra és Skóciára is átterjedt. A háború az első olyan elnyújtott fegyveres konfliktus volt, amiben már tüzérséget és puskaport is használtak. Az angol várak többféle feladatot is elláttak. York vára a város védelmi rendszerének kulcsfontosságú szereplőjévé vált, ahol a katonai vezetés is székelt. A vidéki várak, mint amilyen Goodrich is volt, a portyázások támaszpontja lett, valamint innen irányították a környező területeket. A nagyobb várakat, például Windsort, a hadifoglyok börtöneként vagy katonai főhadiszállásként használták. A régi várak meglévő védelmét felújították, a falakat pedig gyámfalakkal látták el vagy földdel erősítették meg, hogy ellenállóbbak legyenek az ágyútűzzel szemben. A tornyokat földdel töltötték meg, hogy állásokat biztosíthassanak az ágyúk számára. Ezt a módszert alkalmazták többek között Carlisle-ban és Oxfordban is. A meglévő szerkezeteket földből új bástyákkal bővítették, például Cambridge-ben és Carew-ban, míg az egyébként nem erődített Basing-házat és az azt körülölelő normann ringworköt újból használni kezdték. A felemésztett összegek tetemesek is lehettek, a skiptoni várra több mint 1000 fontot költöttek el.

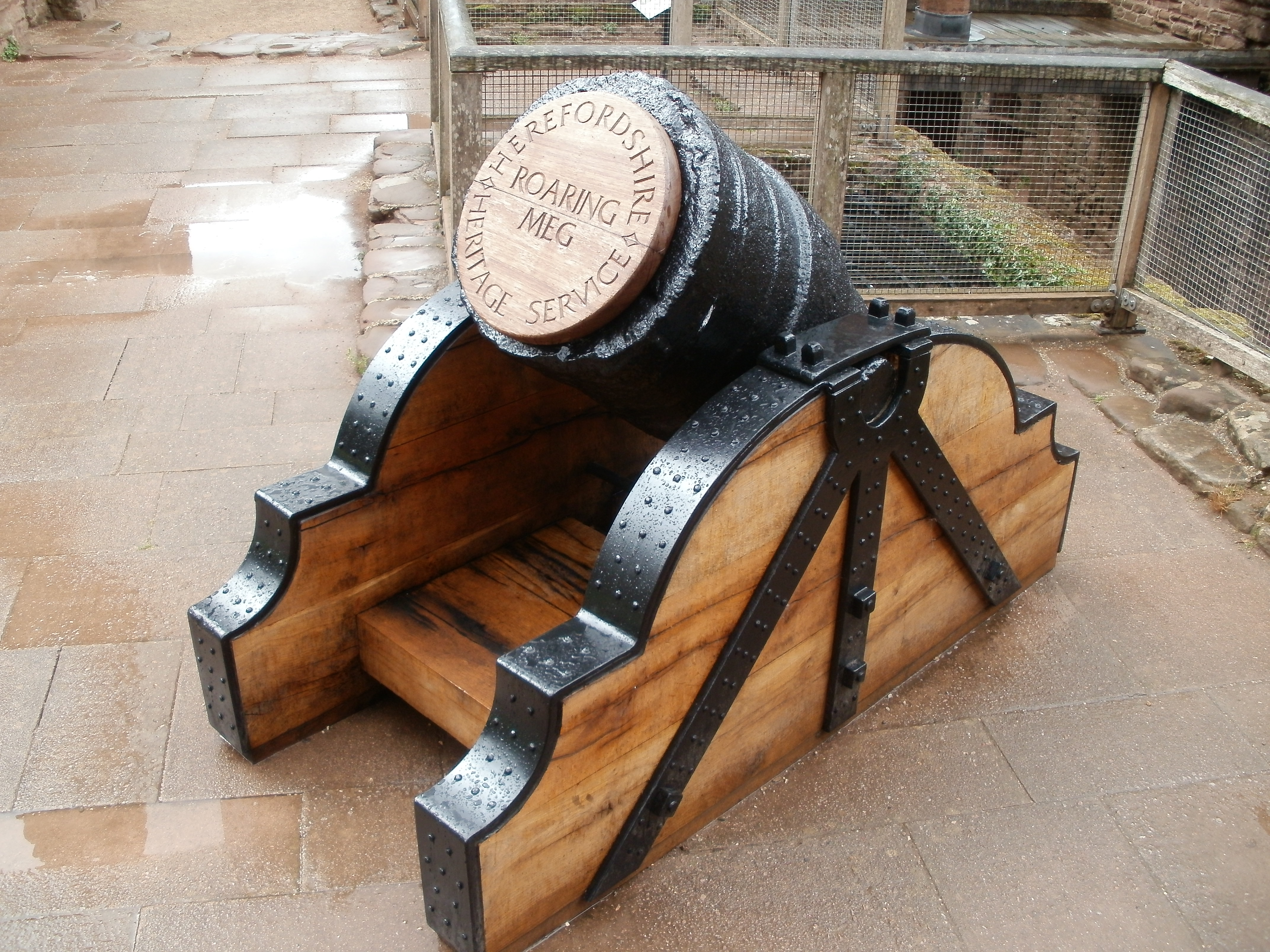
Roaring Meg, az angol forradalom idején használt mozsárágyú

Az ostrom a forradalom fontos elemévé vált, összesen több mint 300-ra került sor, melyek közül sok várakat is érintett. Robert Liddiard történész szerint egyes erődök a17. században sokkal fontosabb katonai szerepet játszottak, mint a középkorban. A tüzérség alapvető fontosságú volt, Stephen Bull történész szerint az ostromlók általi bevetésük ekkorra már tipikussá vált. A védők által használt tüzérségi fegyverek aránya változó volt, összességében azonban valamennyi várban több fegyver volt, mint a korábbi háborúk során. Kivételes esetekben az is előfordult, hogy egy fegyverre kilenc védő jutott, például a Pendennis-vár esetében. A fegyverek számának és méretének növekedése azok számára volt kedvező, akik megengedhették maguknak ezt a drága hadviselést. Az 1640-es évekre a technológia sokat fejlődött, mégsem játszott mindig döntő szerepet, mivel a könnyebb ágyúk továbbra is nehezen tudták átütni a föld-, és faszerkezeteket. Ez történt a corfe-i vár ostrománál is. A mozsárágyúk át tudtak lőni a magasabb falak fölött, így igen eredményesen lehetett használni a várak ellen – különösen akkor, ha a várnak kisebb udvarai és nyitott terei voltak, mint amilyen Stirling vára is volt.
A nehéztüzérség Angliából terjedt el a Brit-szigetek többi részére. Annak ellenére, hogy Írországba körül-belül ezer katona tért vissza Európából a harmincéves háborúban szerzett tapasztalatokkal, a forradalom és a helyi várak sorsát Oliver Cromwell és ostromágyúinak 1649-es érkezése változtatta meg. Az ír várak egyike sem tudott ellenállni a parlamentiek fegyvereinek, és legtöbbjük gyorsan megadta magát. 1650-ben Cromwell megtámadta Skóciát, ahol nehéztüzérsége szintén döntőnek bizonyult.

### A restauráció

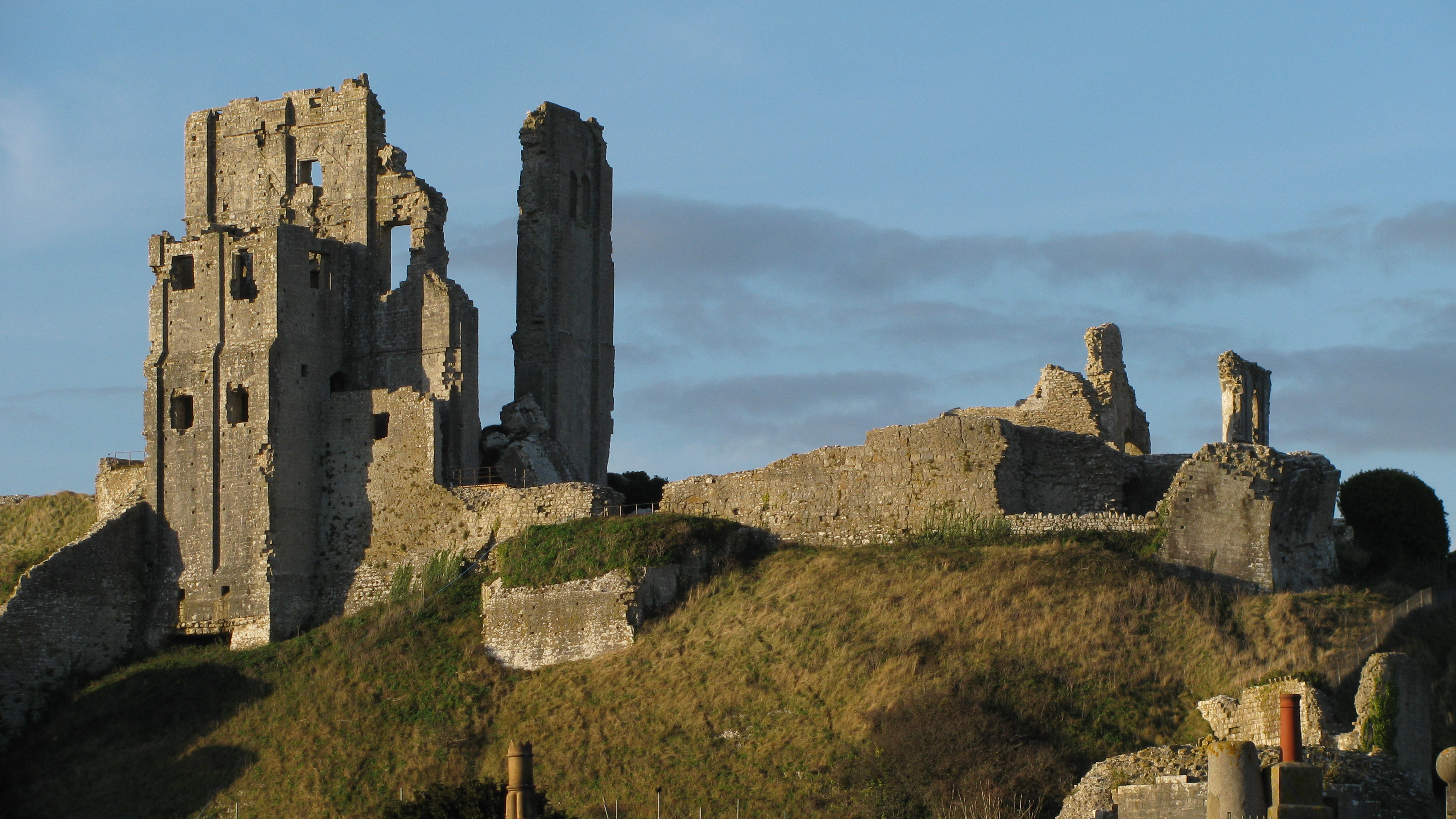
Corfe várát az angol forradalmat követően szándékosan lerombolták

Az 1649-es második angol forradalom után a parlamentiek lépéseket tettek annak érdekében, hogy megelőzzenek egy újabb királypárti felkelést. Sok várat, különösen a kitüntetett királyi területeken szándékosan leromboltak, vagy annyira megrongáltak, hogy a későbbiekben ne tudják őket katonailag hasznosítani. Ezen időszak alatt körül-belül 150 várat tettek használhatatlanná 38 városfal, és számos más kastély és erődítmény mellett. A szándékos lerombolás drága volt, és kivitelezéséhez nem kevés erőfeszítésre volt szükség, így a kiadások csökkentése érdekében csak bizonyos falakat döntöttek le. Néhányszor azonban még így is szinte teljesen elpusztították a várat. Pontefract várát például a város lakói kérésére teljesen elpusztították, mivel az valamennyi fontosabb ostromban szerepet játszott.
Mire 1660-ban II. Károly hatalomra került, a fontosabb, szándékos rombolást elkerülő várak és erődök rossz állapotban voltak. Simon Thurley történész szerint emellett az uralkodói kör változó használati követelményei, közlekedési szokásai, ízlése és kényelmi szintje is a várak és kastélyok átalakítását követelte. A palladianizmus egyre népszerűbbé vált, a stílus azonban meglepően hatott a középkori várkastélyokon. A divatos francia udvari protokoll megkövetelt egy bizonyos számú enfiládos teremsort, melyet nemigen lehetett a régebbi épületekben kialakítani. A hiányzó tőke megakadályozta II. Károlyt a megmaradó várainak átalakításában, a restauráció idején éppen ezért csak a windsori kastélyt újították fel teljesen.
Sok vár továbbra is védelmi funkciót látott el. Néhány angol várat, például Chepstow-t és Yorkot, a király helyrehozatott és várőrséggel látott el. Ahogy egyre fejlődött a hadi technológia, a régi várak felújítása kezdett megfizethetetlenné válni. York várának 1682-es teljeskörű felújításának költségeit 30 000 fontra becsülik. A várak nem játszottak fontos szerepet az 1688-as dicsőséges forradalomban, néhányat, például a doveri várat, azonban lerohant a katolikus vezetéssel elégedetlen tömeg, míg a limericki János király várának ostroma fontos része volt a forradalom végjátékának Írországban. Britannia északi részén a békét a skótok veszélyeztették. Cromwell emberei felhúztak néhány modern várat és barakkot, de Edinburgh, Dumbarton, Stirling, Dunstaffnage, Dunollie és Huntingtower királyi várai továbbra is használatban maradtak. Az 1640-es évekig építettek lakótornyokat, a restauráció után azonban kimentek a divatból. A rossz skót gazdaság miatt sok nagyobb birtokot egyszerűen elhagytak, míg a szerényebb várakat lakóházakként használták újjáépítésük helyett. Írországban a dicsőséges forradalmat követően is használták a lakótornyokat és várakat. Amikor a birtokviszonyok drasztikusan megváltoztak és felvirágzott a palladioi kúriák építése, sokszor a lakótornyok és várak korábbi generációiról szedték le a fa építőanyagot.

## 18. század

### Katonai és kormányzati használat

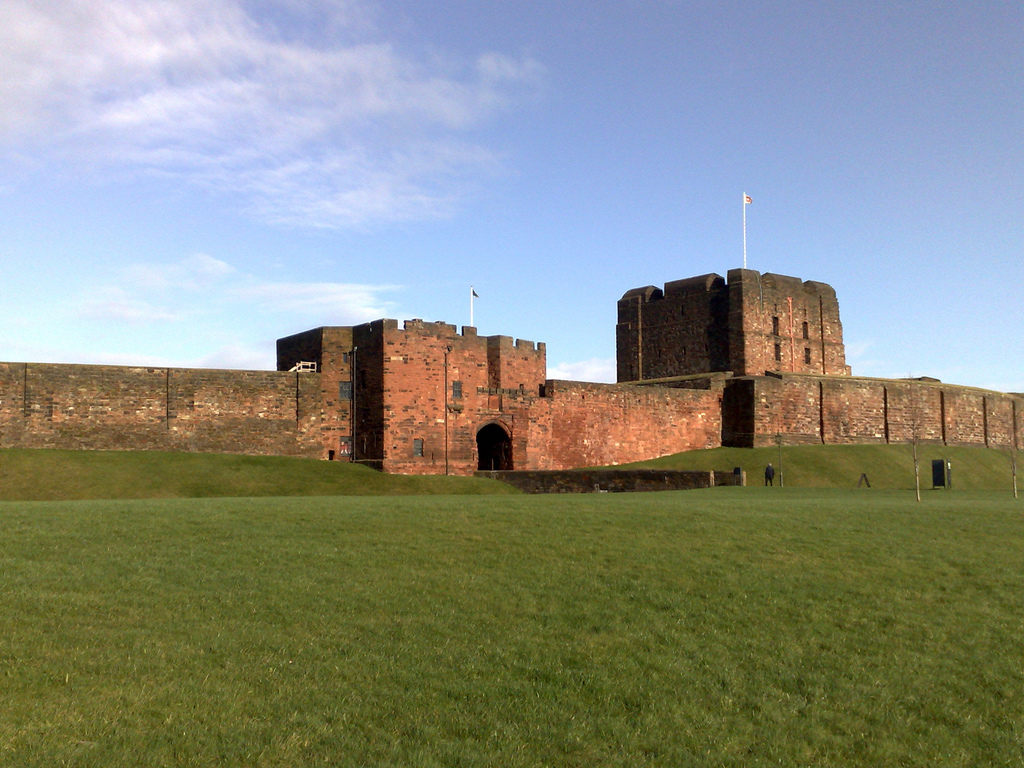
A carlisle-i várat a 18. században megerősítették, hogy a jakobiták ellen használhassák

Néhány várat még a 18. században is katonai célokra használtak. Skóciát jakobita lázadások veszélyeztették, végül 1745-ben felkelés tört ki. Számos királyi várat gondoztak ezen időszak alatt, vagy azért, mert az angol határvidéket védte, mint például Carlisle, vagy azért, mert Skócia belterületeinek védelmét segítette, mint például Stirling. Stirling sikeresen ellenállt a jakobiták 1745-ös támadásának, Carlisle azonban elesett. A brit szigeteken dúló felkelés utolsó várostroma Blair 1746-os ostroma volt. A konfliktus utóhatásaként több erődöt is a skót felvidék védelmére küldött katonák laktanyájaként használtak. Néhányat, például Portchestert, a század végén a napóleoni háborúk során foglyul ejtettek börtöneként használták. Másokat újból felfegyvereztek, egy újabb konfliktus lehetősége miatt. Írországban a dublini várat egy tűzvészt követően helyreállították, és itt rendezték be a brit katonai és közigazgatási központot.
Sok vár továbbra is börtönként működött, virágzó magánvállalkozásként. Főépületként általában a kapubástyát használták, úgy mint Cambridge, Bridgnorth, Lancaster, Newcastle és St Briavels váraiban. 1777-ben, miután évekig tanulmányozta az ország fegyházait, megjelent John Howard híres börtöntanulmánya A börtönök helyzete (The State of the Prisons) címmel. Az írás bemutatta a várbörtönök rossz körülményeit: a norwichi vár rabjai a kazamatákban éltek, ahol a padlót 2,5 cm mély víz borította; az oxfordi vár túlzsúfolt és visszataszító volt; a worcesteri várban pedig a börtönláz olyan hatalmas méreteket öltött, hogy a várorvos nem volt hajlandó bemenni; a glouchesteri vár pedig a végletekig nyomorúságos volt. Howard munkásságának köszönhetően a közvélemény ellenezni kezdte a régi várak börtönként való használatát.

### Társadalmi és kulturális használat

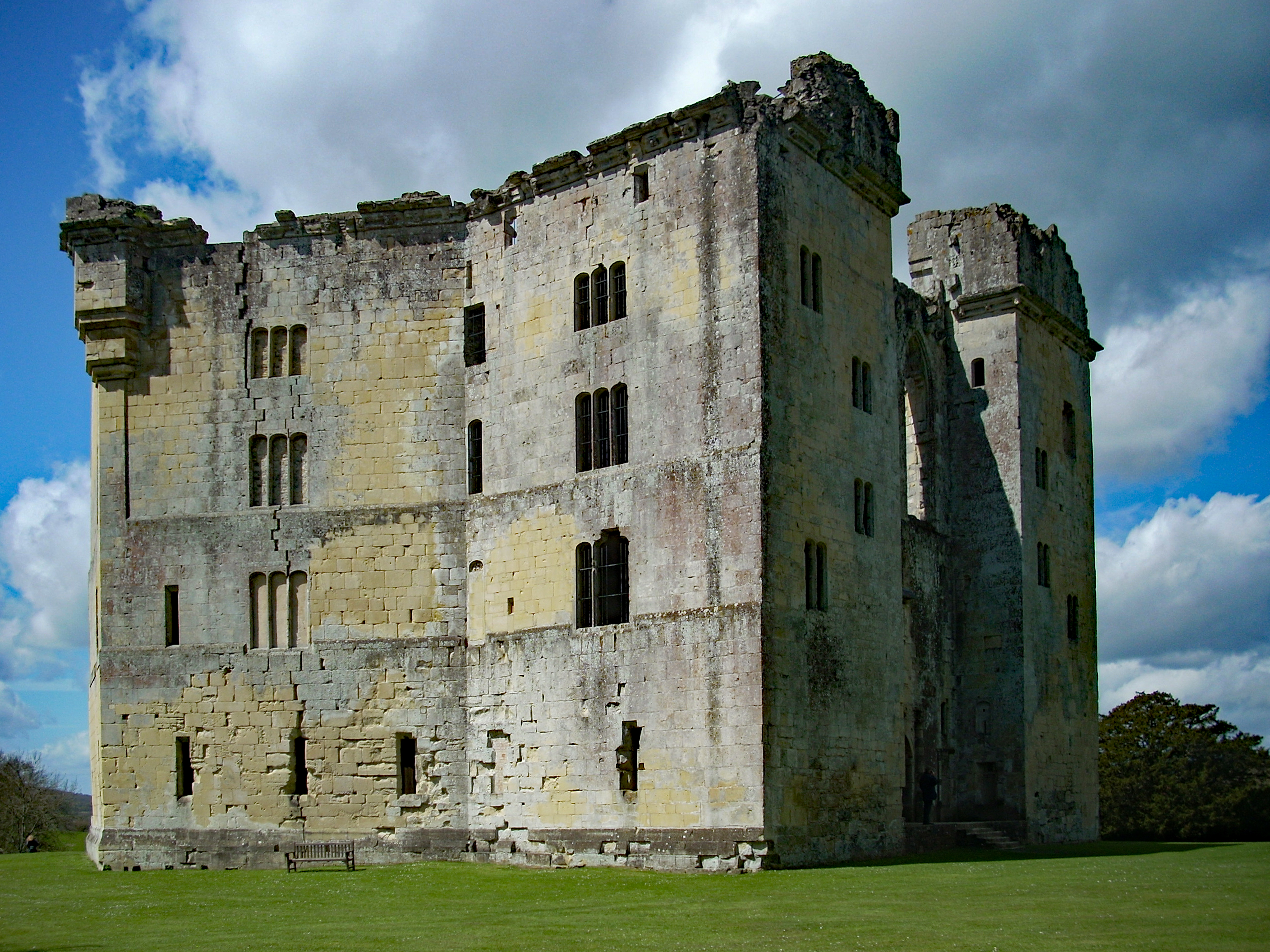
A wardouri várat divatos romként tartották meg a 18. században

A század közepére a középkori várromok újból divatba jöttek. A korban megszokottá vált palladioi épületekkel érdekes ellentétet alkottak, emellett egyfajta középkori vonzerővel bírtak. Oliver Creighton történész szerint az 1750-es évekre egy ideális kastély romos, lágy körvonalakkal rendelkező, durva és pusztuló megjelenésű. Néhányszor a tájat is átalakították, hogy jobban kiemeljék a romokat. Többek között ez történt a Howard-kastéllyal is, Lancelot Brown tájépítész pedig a wardouri vár körüli tájat tervezte át. Máskor, például a harewoodi vár esetében a romokat megjavították és megerősítették, hogy alkalmasabb látszatot keltsenek. Az is előfordult, például a grobyi várral, hogy a megmaradt várdomb felhasználásával új épületegyüttest, várat emeltek. Ehhez vagy a régebbi vár építőanyagát (például a Conygar-torony építéséhez a dunsteri vár több részét is felhasználták), vagy teljesen újat használtak fel.
Ebben az időben kezdtek a várak turisztikai célpontokká válni. Az 1740-es évekre a windsori kastély korai látványosság lett. A gazdagabb látogatók, akik ki tudták fizetni a gondnokot, megtekinthették az olyan ritkaságokat, mint a narválagyar, az 1750-es években pedig megvásárolhatták az első útikönyvet is. Nem sokkal később, 1777-ben Kenilworth váráról is útikönyv jelent meg, amit a későbbi évtizedek alatt további kiadások követtek. Az 1780-as és 1790-es években már Chepstow is turistákat fogadott, ahol egy idegenvezető hölgy mutatta be a várat a népszerű Wye Tour keretein belül. Skóciában Blair kastélya parkosított kertjei miatt vált népszerű célponttá, csakúgy, mint Stirling vára. Az észak-walesi Caernafon különösen a művészeket vonzotta. Az ír várak nem bizonyultak ilyen népszerűnek, részben azért, mert a turisták szerint a táj visszamaradott volt, így nem is tudott kialakulni a kedvelt ellentét a középkori romok és modern környezet között.
A század múlásával tovább nőtt a várak övezte csodálat. Az 1770-es és 1780-as években az anglikán pap, William Gilpin népszerűsítette a festői, vagyis picturesque romok elképzelését. Gilpin számos könyvet publikált brit utazásairól, amiben a tökéletes picturesque tájképet értelmezte. Az ilyen tájkép egy várat, vagy ahhoz hasonló romot foglal magába, ami így kiemeli a természet jelentőségét. Az ilyen stílusú festmények a várat általában távolinak és halványnak ábrázolja, míg az irodalomban jellemzően részletek nélkül az első benyomást emelik ki. Goodrich várát különösen kedvelte a picturesque stílus, míg például Conwy túl jó állapotban maradt meg, emiatt érdektelennek számított. Ezzel szemben James Bentham és James Essex történészek munkái a század végén építészeti mélységgel ábrázolták a középkori várakat.

## 19. század

### Katonai és kormányzati használat

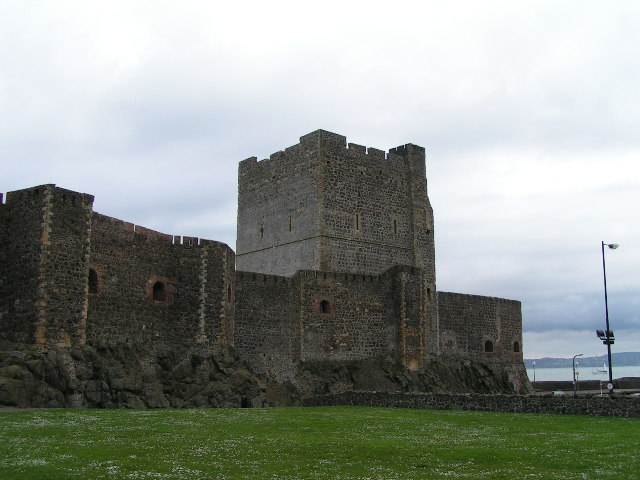
Az írországi carrickfergusi várat a 19. században ágyúkkal erősítették meg

A megmaradt várak katonai felhasználása folyamatosan csökkent. Néhány, például Carlisle és Chester vára, ezredi főhadiszállássá vált. Írországban Carrickfergus parti erődjét a napóleoni háborúk végén ismételten ágyúcsőrésekkel erősítették meg. A politikai bizonytalanság a 19. században több vár jelentőségét is kiemelte. Az egyre népszerűbbé váló chartista mozgalom felvetette a londoni Tower megerősítésének szükségességét. Írországban a dublini vár a feniánusok függetlenségi mozgalma miatt kapott egyre fontosabb szerepet.
A várbörtönöket John Howard munkája óta folyamatosan bírálták, ez a vélemény az 1850-es és 1860-as években csak fokozódott. Az 1869-es adósok törvénye megszüntette a fizetésképtelen adósok börtönbüntetését, így adós már csupán szélsőséges esetben kerülhetett fogházba. Ezzel a reformmal megszűnt az adósbörtönök létjogosultsága is. A helyi börtönök körülményeinek javításáért tett erőfeszítések azonban nem voltak túl sikeresek. Ez vezetett az 1877-es börtöntörvényhez, ami államosította az ország fegyházait. A korábbi tulajdonosoknak kártérítést fizettek, de például York várbörtönében a körülmények olyan rosszak voltak, hogy megtagadták a fizetést. Rövid távon ezen intézkedéseknek köszönhetően az angol börtönök 39%-a bezárt, köztük olyan hírhedt helyek is, mint Norwich. Hosszabb távon a börtönrendszer módosításai és központosítása a legtöbb várbörtön bezárásával járt.

### Társadalmi és kulturális használat

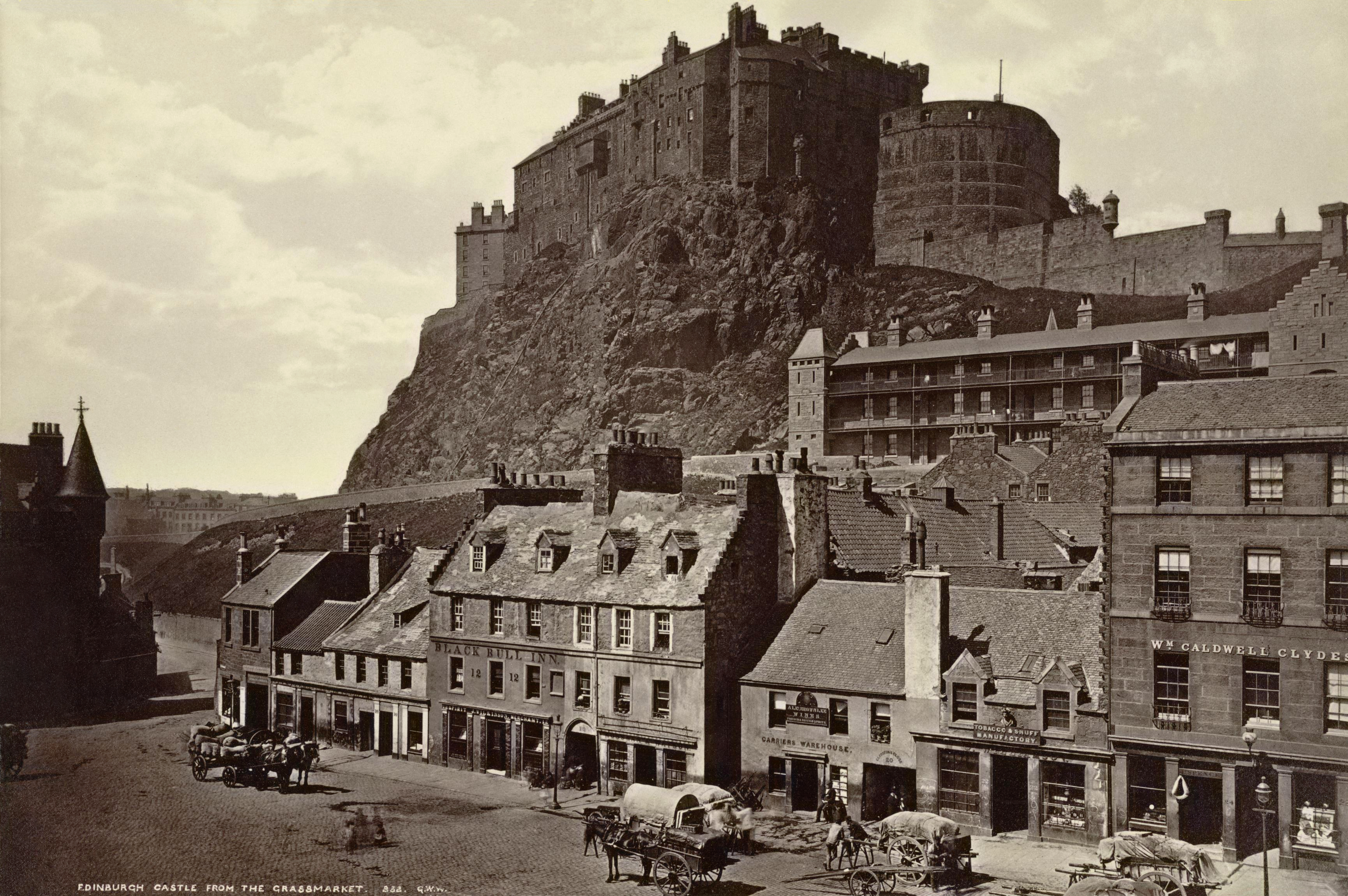
Az edinburgh-i vár a 19. század közepén már népszerű turisztikai célpontnak számított

A turisták száma tovább nőtt, többek között a közlekedési hálózat és a vasút fejlődésének köszönhetően. A londoni Tower fegyverraktárait 1828-ban nyitották meg a nagyközönség számára. Az első évben 40 000 látogatót fogadott, 1858-ra ez a szám azonban már évente több mint 100 000-re nőtt. A warwicki várkastély 1825-ben és 1826-ban 6000 látogatót fogadott, legtöbbjük Anglia középső részéről, az egyre fejlődő ipari városokból érkezett. A viktoriánus korban Goodrich várában hat pennys belépődíjat kellett fizetni. A Walesben és határán kiépülő vasúthálózat megnövelte a terület várait felkereső turisták számát. Skóciában a 19. században rendkívül népszerűek lettek a körutazások. Legtöbbjük Edinburgh-ban kezdődött és észak felé folytatódott. Legfeljebb két hétig tartottak és a vasút mellett a gőzhajó előnyeit is kihasználták. Blair mindig is népszerű volt, amihez további várak csatlakoztak: a cawdori vár akkor vált közkedveltté, mikor a vasút elkészült egészen Fort Williamig.
Az útikönyvek beszerzése és tanulmányozása a várlátogatás fontos része lett. Az 1820-as évekre már Goodrichben is elérhetővé vált ilyen ismertető, amely bemutatta a vár történetét. A londoni Towerről először 1841-ben jelent meg könyv. A skót várakról szóló útikönyvek hosszan taglalták a hely történetét, a részleteket gyakran romantikus regények cselekményéből merítették. Sir Walter Scott történelmi regényei, mint amilyen az Ivanhoe vagy Keniworth is, tovább népszerűsítette a gótikus középkori várkastélyokat. Scott skót helyszínen játszódó regényei számos északi várat tettek népszerűbbé, többek között Tantallon várát, amelyről Marmion című elbeszélő költeményében ír. Írországban a protestantizmus elterjedésével és a „brit értékek”-kel próbálták népszerűsíteni a várakat, a látogatók száma azonban korlátozott maradt.

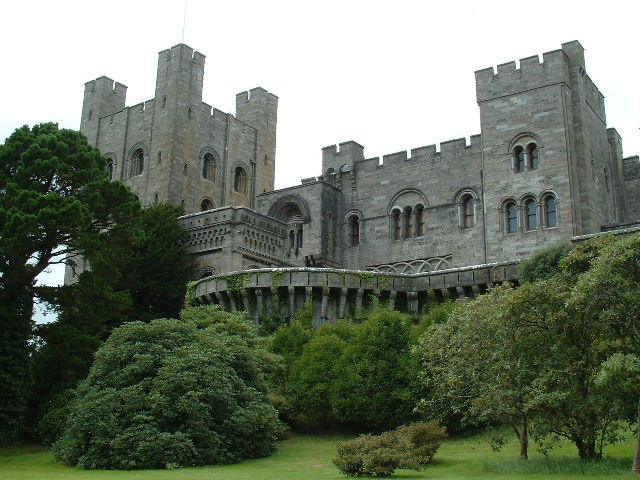
A walesi penrhyni vár a 19. század elején épült normann előképek alapján

A népszerűség egyik következményeként megjelentek az utánzatok is, a középkori várutánzatok a 19. század elején és a viktoriánus kor vége felé élték reneszánszukat. Tervezési segédletek jelentek meg, melyek részletesen bemutatták, hogyan kell egy valódi gótikus várkastélyt utánzó új épületet tervezni. 1815-ben készült el az eastnori kastély; a normann várak mintája alapján épült penrhyni vár 1827 és 1837 között épült, míg a neogótikus, előképnek I. Eduárd várait felhasználó Goodrich Court 1828-ban készült el. A viktoriánus kor vége felé, az 1880-as években készült el a gótikus stílust utánzó walesi Coch-kastély. A legutolsó várutánzatot, a Drogo-kastélyt 1911-ben kezdték el építeni.
A másolás mellett a meglévő várak bővítésével reagáltak a nagy népszerűségre, amikor a gyakran viharos történelmi múltat összhangba hozták egy sokkal egységesebb építészeti megjelenéssel, a sokszor neogótikának nevezett stílussal. Számos próbálkozás volt arra, hogy a várakat úgy építsék újjá, vagy újítsák fel eredeti középkori részletek alapján, hogy az következetesen gótikus stílusjegyeket mutasson. Ezen mozgalom egyik kiemelkedő építésze Anthony Salvin volt, aki többek között Alnwick és Windsor kastélyának átépítését is irányította. A rothesay-i vár is hasonló átalakításon esett át, ahol William Burges az öreg építménynek sokkal autentikusabb megjelenést kölcsönzött. Burges terveire nagy hatással volt Eugène Viollet-le-Duc francia építész. Északon megjelent a skót bárói stílus, amely helyi és francia középkori elemeket barokkosított. Az Írországban is nagy népszerűségnek örvendő irányzat egyik jól sikerült példája a George Fowler Jones által az 1850-es években tervezett Oliver-vár. A neogótikához hasonlóan a skót bárói stílusban alkotó építészek is gyakran meglévő várakat alakítottak át vagy újítottak fel. 1838-ban William Henry Playfair tervei alapján a Floors-várat hatalmas tornyokkal és kupolákkal bővítették. A 16. századi Lauriston-kastélyt a viktoriánus korban középkori kúriává alakították át. A bárói stílus a határon túl is egyre népszerűbbé vált, többek között Edward Blore Windsorban végzett munkájára is hatott.
A század végére a brit középkori épületállományt fenyegető építkezések többekből is komoly aggodalmat váltott ki. 1877-ben William Morris jóvoltából társaság alakult a régi épületek védelme érdekében (angolul Society for the Protection of Ancient Buildings). A közvélemény nyomására elfogadták az 1882-es, régi műemlékek védelméről szóló törvényt, ez azonban csak a lakatlan őskori emlékekről rendelkezett és a középkori építmények, mint amilyenek a várak is voltak, nem tartoztak hatáskörébe.

## 20. és 21. század

### 1900–1945

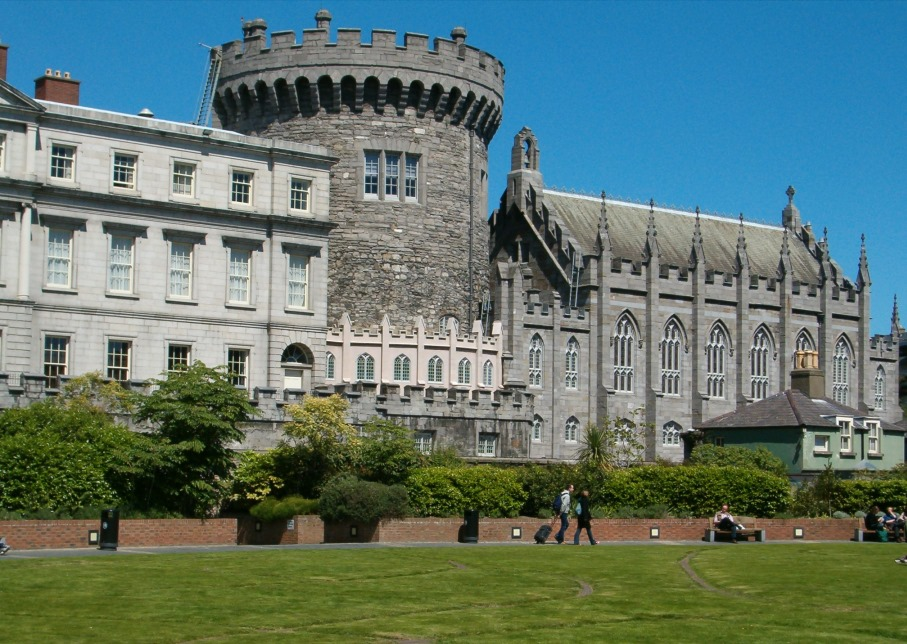
A dublini vár egészen az Ír Szabadállam 1922-es megalakulásáig a brit közigazgatás, katonaság és hírszerzés központja maradt

A 20. század első felében sok várat folyamatosan karbantartottak, vagy katonai használatba állítottak vissza. Az ír függetlenségi háború idején a dublini vár a brit közigazgatás, katonaság és hírszerzés központja maradt, ezen szerepe az Ír Szabadállam 1922-es megalakulásával szűnt meg. A második világháború idején a londoni Towerben kémkedéssel gyanúsított foglyokat végeztek ki, 1941-ben pedig rövid ideig itt tartották fogva Rudolf Heßt, Hitler helyettesét. Edinburgh várában börtönt alakítottak ki a hadifoglyok számára. A királyi család a háborús körülményekre felkészített windsori kastélyba költözött a Londont érő légitámadások elől. Néhány parti erődöt haditengerészeti műveletek támogatására használtak: Dover középkori várában a Doveri-szoros védelmének bázisát rendezték be, a skóciai Pitreavie-várat a Brit Királyi Haditengerészet használta, míg az észak-írországi carrickfergusi vár a part védelmét biztosította. Néhány vár, például Cambridge és Pevensey, egy esetleges német invázió során lett volna a helyi védelmi rendszer része. Ezen erődök közül több a háború után is katonai használatban maradt. Doverben az 1950-es évekig atombunker működött, míg Pitreavie-t a NATO használta egészen a 21. századig.
A brit várakat övező kulturális érdeklődés a 20. században sem csökkent. Ennek néhány vár esetében elég káros következményei voltak, mivel a tehetős műgyűjtők megvásárolták a várakat és saját gyűjteményük számára elvitték az értékes építészeti részleteket és történelmi tárgyakat. Ez a gyakorlat komoly aggodalmat váltott ki a hatóságokból. Az egyik leghíresebb eset St Donat várával történt meg, amikor Willaim Randolph Hearst 1925-ben megvásárolta. A várat más középkori brit épületekből vásárolt értékekkel díszítette fel. Hornby várának legnagyobb részét értékesítették és az Egyesült Államokba szállították. Részben az ilyen esetek miatt a várak védelmének jogi háttere egyre nagyobb hangsúlyt kapott. 1900-ban és 1910-ben a korábbi régi műemlékek védelméről szóló törvényt kiterjesztették a várakra is. 1913-ban először iktatták törvénybe a műemlékek megőrzését, 1931-ben pedig kibővítették hatáskörét. Az ír függetlenségi háború után az új ír állam szinte azonnal lépéseket tett annak érdekében, hogy a műemlékeket védő korábbi brit törvényeket megerősítsék és kibővítsék az ír nemzeti emlékek védelmével.

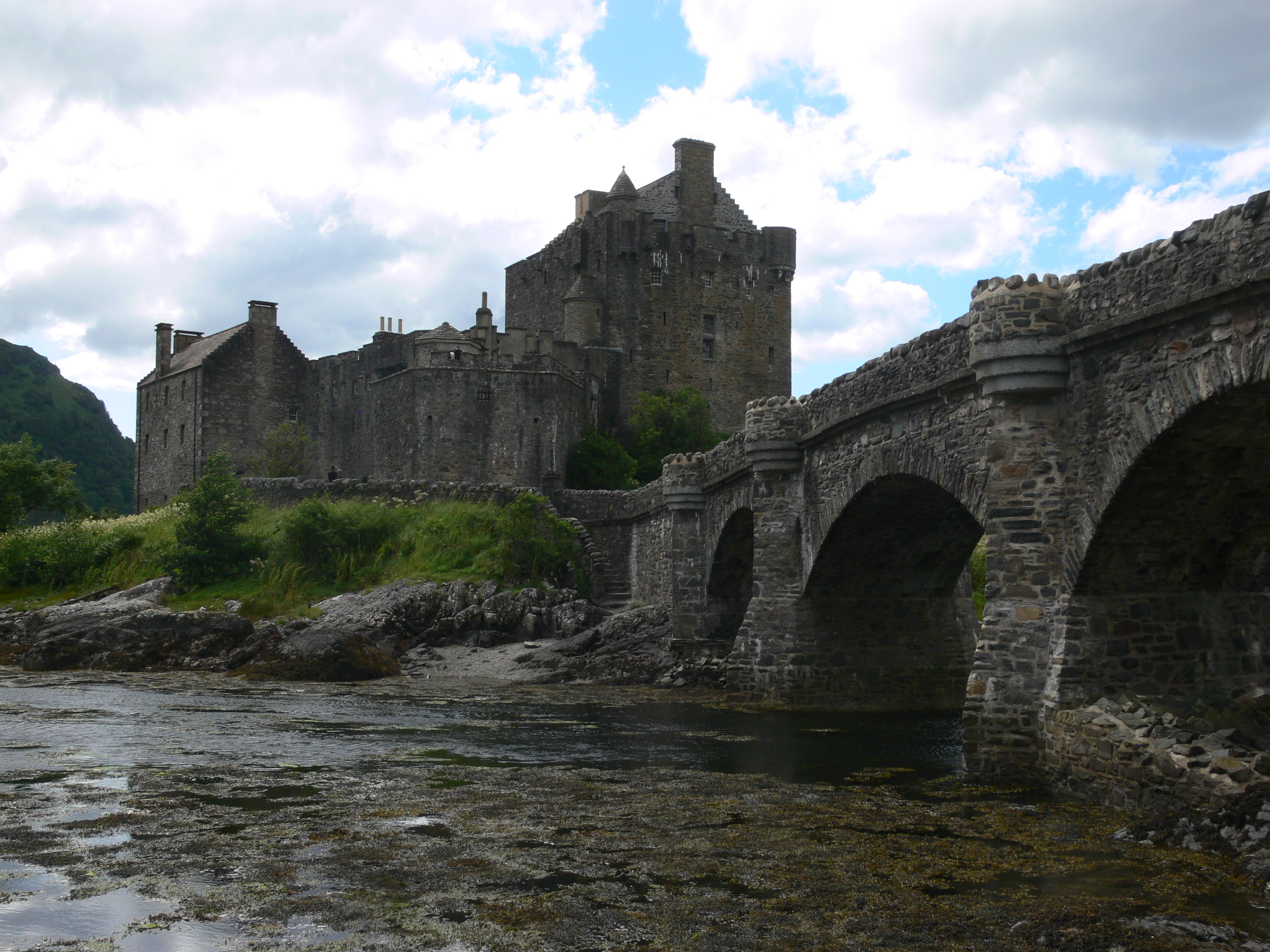
A skóciai Eilean Donan-i várat a két háború között gyakorlatilag újra felépítették

A század elején több várat és kastélyt is felújítottak, az első világháború kitörése előtt Chepstow-t, Bodiamot, Caernarfont és Tattershallt. A háború után, az 1920-as években a folyamat tovább folytatódott, a legfontosabb újjáépítések Pembroke, Caerphilly és Goodrich várában folytak. A munkálatok főleg a romok növényzettől, különösen a borostyántól való megtisztítására, és a veszélyesnek minősített kőszerkezetek elbontására korlátozódott. Beaumaris várárkát megtisztították és újból vízzel töltötték fel. A skóciai Eilean Donant a két háború között gyakorlatilag újra felépítették. A korai brit filmgyártás is érdeklődni kezdett a várak, mint lehetséges helyszínek után. 1913-ban elkészült a chepstow-i várban forgatott Ivanhoe a híres amerikai színész, King Baggot főszereplésével.

### 1945-től napjainkig

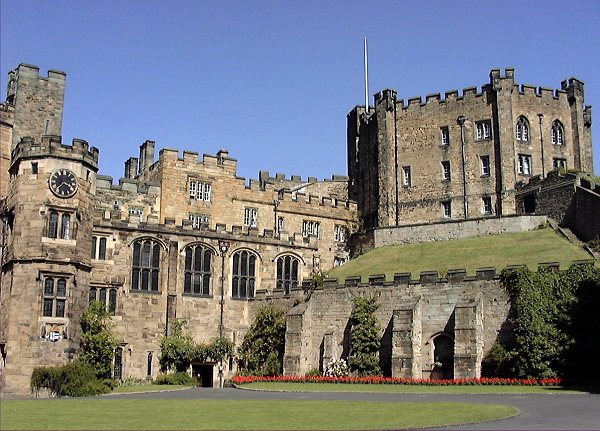
A durhami vár az 1980-as években került fel az UNESCO világörökségi listájára

A második világháború után a várak és kastélyok festői, picturesque környezetbe helyezése kiment a divatból. Előtérbe került a megőrzés olyan formája, mely Oliver Creighton és Robert Higham szerint elsősorban az ízléses pázsittal és erősen szabályozott, látogatóbarát környezettel kialakított épületre koncentrál. Ennek ellenére ellenezték az épületek eredeti külső megjelenésének visszaállítását, újra felépítését. A ma turisták által látogatott várak falai és kőszerkezetei általában sokkal jobb állapotban vannak a középkori helyzethez képest. A tágabb környezet megőrzése is egyre fontosabb lett, részben az UNESCO Világörökség programjának köszönhetően, amely az 1980-as években olyan brit helyszíneket vett fel listájára, mint Beaumaris, Caernarfon, Conwy, Harlech, Durham és a londoni Tower.
Ma az 1983-ban alapított angol örökségvédelmi hivatal, azEnglish Heritage tulajdonában van a legtöbb angol vár. A National Trust (Nemzeti Védnökség) az 1950-es években egyre több várra és kastélyra tett szert, jelenleg a második legnagyobb tulajdonos. A különböző helyi hatóságok is jelentős számú várral rendelkeznek, míg néhány épület még ma is magántulajdonban van. A királyi rezidenciák, mint amilyen a londoni Tower vagy a windsori kastély, tulajdonosa a nemzet nevében működő Occupied Royal Palaces Estate. Skóciában is léteznek ehhez hasonló szervezetek, a National Troust for Scotland (Skót Nemzeti Védnökség) 1931 óta működik. Írországban az 1948-ban megalakult An Taisce (Ír Nemzeti Védnökség) tartja fenn a várakat. Az elmúlt években új szervezetek is létrejöttek, például a brit és az ír Landmark Trust, melyek az elmúlt néhány évtizedben számos brit és ír várat újítottak fel.
A várak napjainkban is népszerű turisztikai célpontnak számítanak: 2013-ban a leglátogatottabbnak a londoni Tower bizonyult több mint 2,8 millió turistával, ezt követte 1,4 millióval Edinburgh vára, míg a harmadik helyre a Blenheim kastély került 610 ezer látogatóval. Írország az 1960-as és 1970-es években kezdte komolyabban népszerűsíteni várait, miután azok sokáig kihasználatlanok voltak ilyen szempontból. Mára a várak az ír turizmus szerves részét képezik. A turizmus mellett mind az ír, mind pedig a brit várak szorosan kötődnek a nemzetközi filmgyártáshoz, mivel sok látogató érkezik csak azért, hogy egy-egy híresebb film forgatási helyszínét tekintsék meg.

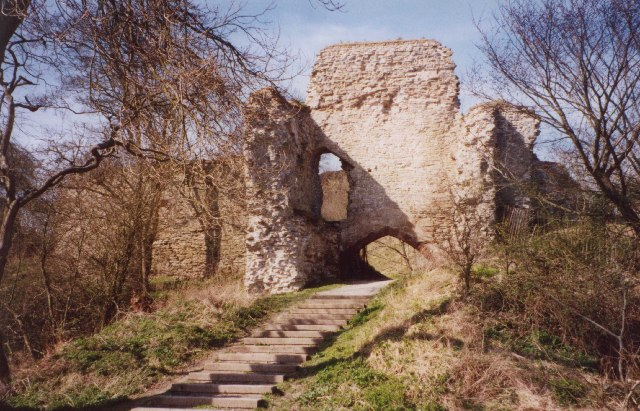
Az angliai Wigmore vára 1995-ben került az angol örökségvédelmi hivatal tulajdonába

A brit történelmi várak kezelése az idők során néha vitatottá vált. A 20. század végén, 21. század elején legtöbbjüket általában az örökségi iparág részének tekintik, ahol általában turisztikai látványosságként funkcionálnak. Néhányan, köztük David Lowenthal akadémikus bírálta azt, ahogy ezeket a történelmi helyszíneket kulturálisan és társadalmilag is folyamatosan újraszervezik és elítélte londoni Tower és hozzá hasonló épületek „kereskedelmi megalázását”. Az épületek kezelése sokszor gyakorlati megoldásokat követel. A skála egyik végén a tulajdonosoknak és építészeknek a kisebb romlásnak induló, ám magánkézben lévő várak és kastélyok helyreállításával kell megküzdenie. A Picton-kastély esetén például a vizesedés megszüntetése súlyos problémának bizonyult. A skála másik végén az olyan döntések vannak, hogy a használhatatlanná vált várakat hogyan rehabilitálják. Ennek egyik legjelentősebb eseménye az 1992-ben a windsori kastélyban pusztító tűzvész volt, amely olyan kérdéseket vetett fel, hogy a kiégett épületszárnyat hogyan lehetne újból hasznosítani, milyen mértékben lehetne a modern építészeti elemeket alkalmazni és ki fizesse ki a 27 millió fontos kárt. Kenilworth parkjainak spekulatív és kereskedelmi áttervezése komoly vitákat váltott ki a régészeti és történelmi bizonyítékok értelmezéséről. A megőrzés irányvonalai megváltoztak, és a háború utáni uralkodó módokkal ellentétben napjainkban fő szemponttá vált, hogy a helyszínen minél kevesebb beavatkozásra legyen szükség. Jó példa erre a wigmore-i vár angol örökségvédelmi hivatal által irányított 1995-ös helyreállítása.

A londoni Tower, Nagy-Birannia leglátogatottabb vára

## Kutatástörténet

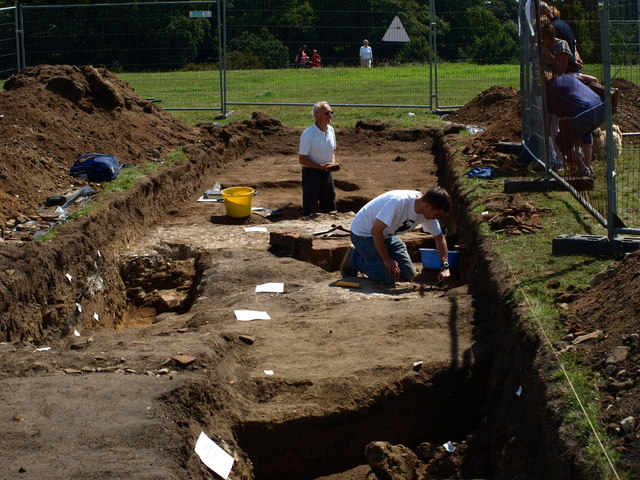
Régészek próbálják meghatározni Ampthill várának pontos helyét

John Leland a 16. században az elsők között tanulmányozta a brit és ír várakat, azok történelmi elemzése azonban csak a 19. századra vált népszerűvé. A viktoriánus kor történészei, mint például George Clark és John Parker arra a következtetésre jutottak, hogy a brit várak a katonai védelem miatt épültek, megjelenésüket azonban a normann hódítás előttre datálták, vagyis valamennyi vidéki motte ókori római vagy kelta eredetű lehetett.
A várak történészek és régészek általi kutatása a 20. század során jelentős fejlődésen ment keresztül. Ella Sophia Armitage 1912-ben publikálta áttörő jelentőségű könyvét, melyben meggyőzően érvelt amellett, hogy a Brit-szigeteken valójában a normannok kezdtek várakat építeni. Ugyanebben az évben jelent meg Alexander Thompson történész könyve is, amely az angol várak középkori katonai fejlődését mutatta be. Az angol Victoria County History ekkor kezdte el eddig sosem látott módon felmérni az ország várállományát, ami további forrásként szolgált a történeti elemzésekhez.
A második világháború után a brit várak történetének kutatásában Arnold Taylor, R. Allen Brown és D. J. Cathcart King játszott döntő szerepet. Valamennyien felhasználták a régészeti feltárások eredményeit. Az 1940-es években egyre nőtt a motte-and-bailey típusú várak feltárása, az 1960-as évekre az ásatások száma megduplázódott. A városias területeken egyre több vár került veszélybe. A londoni Baynard-kastély területére tervezett városfejlesztés miatt 1972-ben közbotrány robbant ki, aminek köszönhetően a megelőző régészeti feltárás támogatását megújították, fontosságát újragondolták. Mindezek ellenére 1974 és 1984 között a várásatások száma csökkent, a régészeti munka inkább több kisebb helyszínre koncentrálódott, semmint kevesebb, ám nagyszabású helyszínre. A brit várak kutatása ezek után továbbra is azok katonai szerepére koncentrált, a Thompson által korábban felvetett fejlődés evolúciós modelljének felhasználásával.
Az 1990-es évek a brit várak újraértelmezését hozták. Bodiam várának tanulmányozása és történelmének kutatása élénk tudományos vitát váltott ki, amelynek eredményeként megállapították, hogy számos, korábban elsősorban katonai funkciónak ítélt jellemző valójában politikai hatalmat szimbolizál. Robert Liddiard történész szerint a korábban általánosan elfogadott „normann militarizmus” paradigmát elvetették, és a brit várak kialakulásának mozgatórugóját egy új nézettel, a „békés hatalomgyakorlás” modelljével váltották fel. Az ezt követő húsz évben a várakról és kastélyokról egyre több jelentős kiadvány született, melyek közül valamennyi az épületek társadalmi és politikai jellegét is vizsgálja. Annak ellenére, hogy eme új értelmezésnek számos ellenzője is van, ez maradt meghatározó a mai tudományos irodalomban.

## Fordítás
- Ez a szócikk részben vagy egészben  a   Castles in Great Britain and Ireland című angol Wikipédia-szócikk ezen változatának fordításán alapul.  Az eredeti cikk szerkesztőit annak laptörténete sorolja fel. Ez a jelzés csupán a megfogalmazás eredetét és a szerzői jogokat jelzi, nem szolgál a cikkben szereplő információk forrásmegjelöléseként.

### Internet
- Cadw, a walesi kormányzati műemlékvédelmi ügynökség Archiválva 2013. szeptember 28-i dátummal a Wayback Machine-ben
- English Heritage
- The National Trust
- The National Trust for Scotland
- An Taisce
- The Gatehouse Gazette
- The Castle Studies Group
- Fényképgyűjtemény Anglia, Skócia, Wales és Írország várairól